# Relaciones India-Unión Europea

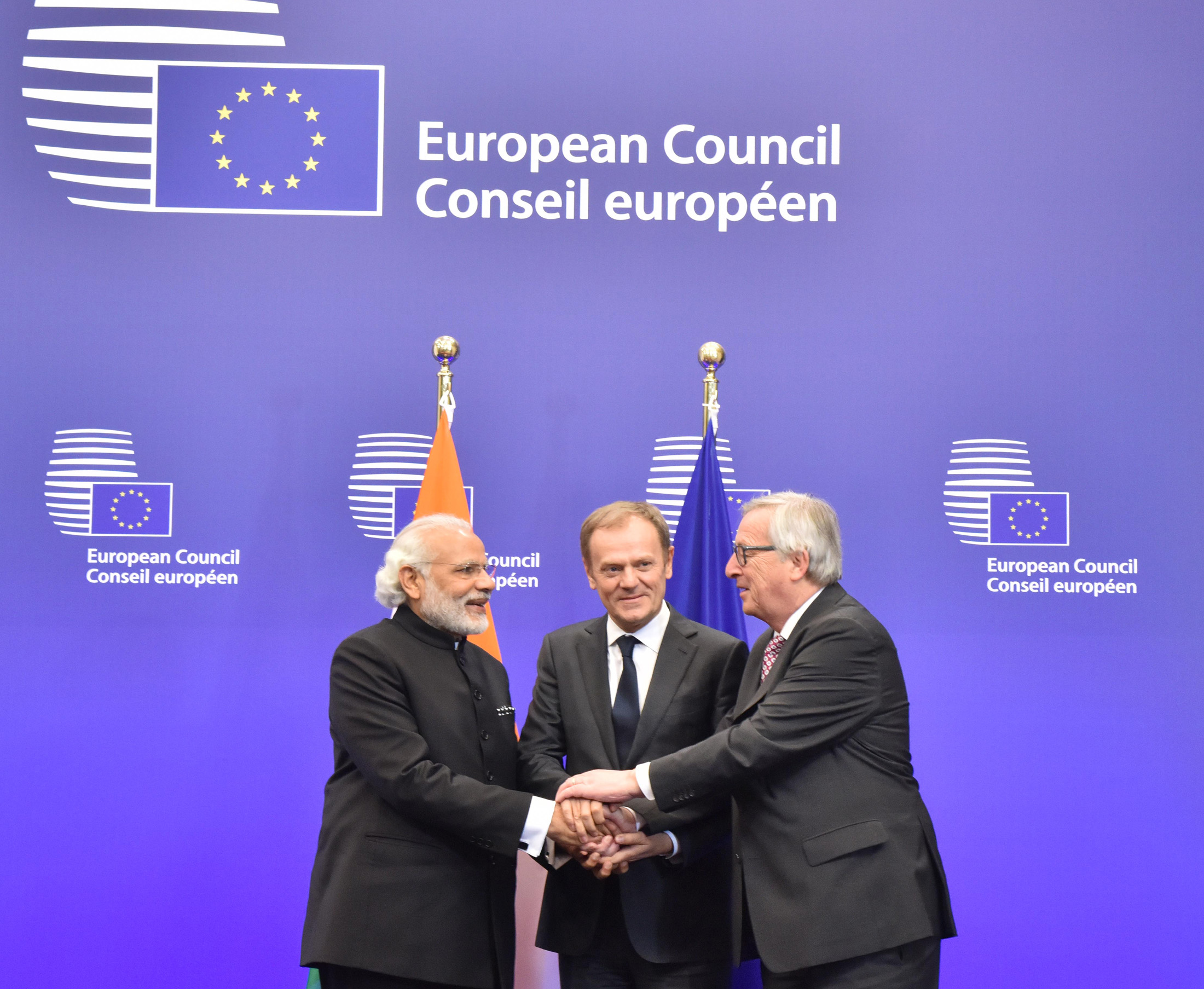
PM indio Narendra Modi con el presidente del Consejo Europeo, Donald Tusk, y el presidente de la Comisión Europea, Jean-Claude Juncker, en la Cumbre UE-India, Bruselas, 2016

La República de la India mantiene un diálogo con las instituciones supranacionales de la Unión Europea; de una forma distinta al del resto de las relaciones bilaterales con los Estados miembros soberanos de la Unión Europea.
En Asia, la percepción pública positiva de Europa es más alta en la India. En esta última, existe la democracia más poblada del mundo, tiene alianzas estratégicas fuertes y eficaces con Alemania, Francia y el Reino Unido.
Las áreas más importantes de la cooperación programada, India-EU-28, están en los dominios de la educación, los intercambios culturales, la común investigación en ciencias y tecnologías, y la aplicación de la ley.

## Cooperación EU-India

### Logros
India y la Comisión Europea de Ayuda Ciudadana y el Departamento de Protección Civil (ECHO) mantienen un diálogo para la entrega de suministros de ayuda humanitaria y asistencia, en caso de desastres naturales como inundaciones, ciclones y terremotos, o crisis provocadas por el hombre. ECHO tiene una larga historia de asistencia como donante de consumibles y financiación, planificación y coordinación de proyectos, así como el despliegue en el campo de conjuntos de habilidades especiales en el sur de Asia.
Erasmus Mundus Action 2, proyecto de la Comisión Europea, ha organizado una asociación entre las universidades prominentes en Europa y la India. La cátedra Jean Monnet, de la Universidad Jawaharlal Nehru en Nueva Delhi, fue creada para ayudar a aumentar la visibilidad de la Unión Europea en la India.
La inauguración del golpe de ciencia EURAXESS en la India, se organizó en colaboración con el Instituto Indio de la Educación Científica y la Investigación (IISER) Pune, el 29 de septiembre de 2013. La segunda edición fue en asociación con el Instituto Tata de Investigación Fundamental (TIFR) el 1 de noviembre de 2014 en Mumbai. La tercera edición se llevó a cabo el 30 de octubre de 2015 en la Alianza francesa en Bangalore.
El programa Asia Urbs, una iniciativa de la Comisión Europea, ha ayudado activamente a INTACH en actividades de conservación del patrimonio en toda la India, incluidos en la fortaleza de Gingee y Pondicherry.
La Escuela Francesa de Extremo Oriente en Pondicherry, que se especializa en la investigación indológica, ha documentado el patrimonio arqueológico del sur de la India con la cofinanciación de la Unión Europea.
En el Instituto Francés de Pondicherry, el sistema de identificación taxonómica —asistido por una de las computdadoras de las especies de manglares del sudeste de la India y Sri Lanka— fue analizado y revisado por la ASI@IT&C, un programa de la Comisión Europea.
La Organización de Investigación Espacial de la India (ISRO) está contribuyendo a aumentar el sistema de navegación por satélite Galileo de la ESA, y el servicio GPS en el norte de Europa, mediante el intercambio de datos del Sistema Indio Regional de Navegación por Satélite(IRNSS). ISRO Polar Satellite Launch Vehicle ha lanzado satélites miniaturizados de varias universidades europeas, y ha abierto la capacidad de carga útil a experimentos científicos europeos en Indian CubeSat. India se apoya en Arianespace para el lanzamiento de satélites de clase I-3K, de órbitas de transferencia geosíncrona.
Físicos del Instituto de Investigaciones Fundamentales Tata (TIFR) han participado en los experimentos en el CERN desde la década de 1970. El Centro de Investigación Atómica Bhabha (BARC) proporcionó imanes superconductores dipolares y cuadrupolares para el Gran Colisionador de Hadrones (LHC) en el CERN de Meyrin. El imán más grande del mundo con un peso alrededor de 50.000 toneladas, está siendo diseñado en el BARC y será parte del Detector de Hierro Calorimétrico de CERN (ICAL) para atrapar neutrinos atmosféricos producidos por los rayos cósmicos en la atmósfera de la Tierra.
India está participando en el proyecto del Reactor Experimental Termonuclear Internacional (ITER) proporcionando una décima parte de los componentes para la instalación nuclear en Cadarache, Francia. ITER-India, un grupo especialmente facultado dentro del Instituto para la Investigación de Plasma, está supervisando estos compromisos de la India a ITER.

### Oportunidades
La demografía de varias áreas metropolitanas de la India ha dado lugar a los requerimientos de infraestructura comparable de países europeos medianos:
| Área metropolitana | Población (Mn) | Demografías comparables                            |
| ------------------ | -------------- | -------------------------------------------------- |
| Delhi              | 42.0           | España o Polonia                                   |
| Bombay             | 20.7           | Países escandinavos (Dinamarca + Suecia + Noruega) |
| Calcuta            | 14.6           | Países Bajos                                       |
| Chennai            | 8.9            | Suecia                                             |
| Bangalore          | 8.7            | Austria                                            |
| Hyderabad          | 7.7            | Suiza                                              |
| Pune               | 7.5            | Bulgaria                                           |
| Ahmedabad          | 7.2            | Estados Bálticos (Estonia + Letonia + Lituania)    |

Compañías multinacionales europeas son líderes mundiales en tecnología de dominios de alto valor, de creación de varios nichos verticales de la industria, como la aviación y la industria aeroespacial, la energía nuclear civil, el transporte ferroviario, equipos militares, ciencias de la vida y seguro de enfermedad, el ocio y el turismo, textiles y prendas de vestir, etc.
Varias universidades europeas tienen asociaciones con instituciones educativas de la India gracias al intercambio de estudiantes y vibrantes investigaciones. El apoyo de la Comisión Europea, en proyectos de investigación y conservación del patrimonio, ha disfrutado de amplio reconocimiento en la India.
La India se encuentra entre los mercados de más rápido crecimiento de la salud, educación, seguros, TIC, logística, transporte e infraestructura pública en el mundo.

#### India en Europa
Europa es un destino importante para los estudiantes hindúes que procuran alcanzar pregrado y estudios de postgrado en el extranjero. Sin embargo, Reino Unido es el principal destino, dentro de la Unión Europea, de los estudiantes de la India.
La medicina tradicional ayurvédica y el yoga han sido populares en Europa desde su introducción en el siglo XIX. Las bellas artes y la cultura de la India son bien recibidas en Europa. India ha celebrado periódicamente eventos culturales en Europa, como L'Année de l'Inde (Francia 1985) Bombaysers de Lille (Francia 2006 ) y Europalia, India (Bélgica 2014).
Europa es popular entre los turistas indios. Películas indias, filmadas en lugares al aire libre, han popularizado destinos europeos como Los Alpes, la Rivera Francesa; y ciudades como París, Londres, Lyon, Praga, Budapest, Dublín, Roma y Venecia. Las películas indias son participantes regulares en festivales de cine en Europa. Bollywood, se representa cada vez más en el Festival de Cine de Cannes. Pintorescos lugares de Europa han sido sede de bodas fastuosas de multimillonarios de la India.
Los esfuerzos de las compañías multinacionales que operan en la India, en dominios de ingeniería y TIC industria, para cubrir los mercados europeos a través de la competencia calidad-precio, y proporcionar sustitutos de bienes y servicios innovadores, han visto resultados mixtos debido a deficiencias estructurales y dificultades reguladoras.

#### Europa en India
Marcas icónicas de empresas con sede en la Unión Europea y que gozan de reconocimiento universal en la India incluyen Airbus, Dassault, Bic, Michelin, Saint- Gobain, Sodexo, Hermès, Louis Vuitton, L' Oréal, Chanel, Dior, Decathlon, Mont Blanc, Renault, Volvo, Philips, Mercedes-Benz, BMW, Bosch, Marks & Spencer, HSBC, Standard Chartered, Nokia, Piaggio, Ferrari, Fiat y Gucci.
Bangalore, Hyderabad, Chennai y Pune acogieron una base cada vez mayor de inmigrantes económicos europeos que han creado pequeñas y medianas empresas de alto valor añadido en los sectores de ingeniería, biotecnología y las TIC como empresas conjuntas con socios de la India. Nuevas empresas europeas, de tecnología de las TIC, utilizan cada vez más oficinas y centros de desarrollo de India durante su fase de inicio para maximizar el capital inicial.
Algunos actores europeos, han centrado su carrera de actuación en las películas de Bollywood y modelan en los anuncios para el mercado indio. Los ejemplos de los más prominentes actriz-modelos europeas en Bollywood son Amy Jackson, Elli Avram, Suzanne Bernert, Claudia Ciesla, Kalki Koechlin, Hazel Crowney, Alice Patten.

## El comercio y la inversión
En 2015, la economía india creció a 7.5 %. El desempeño de la economía de la India hizo más rápido el crecimiento de la economía grande en el planeta, incluso China registró un crecimiento del 6,9 %. FMI, hizo previsiones económicas para la India, y calcularon un crecimiento en el PIB de 7.3% para la India en 2015-2016; y un 7.5% en 2016-2017.
La Unión Europea es el segundo bloque comercial más grande de la India, que representa alrededor del 20% de su comercio. El Consejo de Cooperación del Golfo, es el bloque comercial más grande con casi $ 160 mil millones en el comercio total. India fue el noveno socio comercial más importante de los sindicatos europeos en el año fiscal 2014-2015.
El comercio de mercancías entre UE-India, creció del €28,6 billones en 2003 a €72,7 billones en 2013; mientras que el comercio anual de servicios comerciales se triplicó de €5.2 billones en 2002 a €17,9 billones en 2010.
Sin embargo, las estadísticas de 2015 indican que el comercio Unión Europea-India de bienes y servicios está en declive. Durante el año fiscal 2014-2015, el comercio de bienes cayó un 4%, a $98 millones de dólares (88 millones de €), mientras que el comercio de servicios ha disminuido en un 2,5% a $26 (€23 mil millones) en 2013.
Mientras que el comercio UE-India había seguido progresando en términos absolutos en las últimas décadas, el último par de años han mostrado una disminución en el comercio: el comercio bilateral se redujo a 76 mil millones de euros en 2012 y aún más lejos en cerca de 73 mil millones de euros en 2013. La presencia comercial de la Unión Europea en la India ha estado cayendo a un ritmo alarmante: la cuota de mercado en la India de bienes y servicios procedentes de la Unión Europea se ha reducido en más del 50% en la última década. El comercio UE-India en bienes, como porcentaje del comercio total de la India, ha continuamente disminuido al pasar de 26,5% en 1996-97 al 13,9% en 2011-12 y en relación con el 13,2% en 2013-14. En 2013-14, solo el 16,4 % de todas las exportaciones de la India entró en la UE y aproximadamente el 11% de todas las importaciones indias eran de la UE.
Francia, Alemania y Reino Unido en conjunto, representan la mayor parte del comercio UE-India. Dinamarca, Suecia, Finlandia, España y Polonia son los otros países más prominentes de la Unión Europea que comercian con la India. Incentivos corporativos y fiscales en los centros financieros offshore y jurisdicciones de baja tributación a favor de las dependencias de la Corona británica, Bélgica, Holanda y Luxemburgo como las rutas de la optimización de impuestos para las inversiones de capital en la India.
Los datos de Eurostat muestran que la IED europea a la India creció entre 1,56 billones de euros en 2004 a un máximo de 13,830 billones de euros en 2011, antes de caer bruscamente a 5,480 billones en 2012 y 4,3 billones en 2013. (Nota: Como medida de comparación, las remesas a la India por la diáspora mundial fueron de US $72 billones para el período fiscal 2014-2015 y US $71 billones para 2013-14). Los países de la UE más importantes para las entradas de inversión extranjera directa en la India, fueron Alemania, Reino Unido, Italia, Suecia y Bélgica en 2013.
Las inversiones indias en la EU28 fueron de 1,4 mil millones de euros en 2013
Jaguar Land Rover, el fabricante de automóviles multinacional icónico británico fue comprado en 2008 por el conglomerado indio Tata Group que es el mayor empleador industrial del sector privado en el Reino Unido. Varias empresas de propiedad de la India tienen operaciones de creación de valor e instalaciones de fabricación en la Unión Europea: Benelux (Crompton Greaves, Binani Industries, Tata Consultancy Services, Dishman Pharmaceuticals and Chemicals), Polonia (Videocon y Zensar Technologies), Francia (Bharat Forja), República Checa (Infosys), Reino Unido (Dr. Reddy Laboratories, Tata Motors), Suecia (Tech Mahindra), Alemania (Biocon), Italia (Mahindra & Mahindra), Rumania (Wipro).

## Paradigma de los Mercados Emergentes y la Reconfiguración Geopolítica Mundial
La India considera el cambio de poder global en curso, desde el Atlántico hasta el Océano Índico, como una oportunidad para sacar a millones de personas de la pobreza extrema y una marcha a la Modernidad. Indios, observando el ascenso geopolítico de China, han concluido que su país solo puede ser tomado en serio en los asuntos mundiales del siglo XXI si se puede hablar desde una posición de fuerza económica. Los inversores y las empresas se han animado a aprovechar las aspiraciones de los 1.2 billones de personas. El mercado indio de bienes y servicios, y los beneficios derivados del comercio del Océano Índico, a través de la Marca en la India, iniciativa lanzada por el Gobierno de la India. El desafío que enfrenta la India es aprovechar con éxito la división de la juventud del país hacia la consecución de un propuesto "siglo de la India." y evitar la arrogancia que el crecimiento económico de la India es inevitable.
India, al igual que otras potencias regionales del Indo-Pacífico (Japón y de Indonesia), ya no se conforma con la influencia periférica en las discusiones globales, están buscando un reordenamiento radical después de la Segunda Guerra Mundial de la jerarquía global del poder. Potencias menores han aumentado su confianza en sí mismos para formar nuevas asociaciones con el fin de promover los intereses nacionales y objetivos políticos. La opinión consensuada en Asia es que Estados Unidos seguirá siendo relevante en los asuntos mundiales en el futuro inmediato, pero ya no goza de la supremacía indiscutible. Al reflexionar sobre el grado en el que las apuestas han subido en la política de poder en la mesa alta mundial, el presidente estadounidense Barack Obama imploró a los estadounidenses ganar el futuro innovando, educando y mejorando la capacidad del resto del mundo. Los esfuerzos incansables de los grupos de expertos estadounidenses y funcionarios del gobierno para tranquilizar a los socios de la alianza sobre la primacía estadounidense en los asuntos mundiales, va en contra de un flujo constante de reveses y desafíos de Europa central a través de la región del Indo-Pacífico (países de la UE se unen a la AIIB) anexión rusa de Crimea, el desmembramiento de Ucrania, redefinición de las fronteras coloniales por entidades vagamente afiliadas no estatales, armas de destrucción masiva (armas nucleares clandestinas y misiles balísticos) desarrollados por Israel y Corea del Norte, estancado proceso de paz entre israelíes y palestinos, la afirmación contundente sobre las reclamaciones marítimas de China).
La creciente importancia política de Latino-americanos hispanos, afroamericanos y asiáticos electores, ha cambiado la dinámica tradicional de la política electoral en los EE. UU. El espectro político de Estados Unidos ha mutado fuera de su molde eurocéntrico y ha llegado a ser verdaderamente global: asiáticos, africanos e hispanos influyentes han sido nominados al alto gobierno y las oficinas corporativas, lo que resulta en un reordenamiento de las ideas, prioridades y estrategias.
La Unión Europea, todavía aturdida por los efectos combinados de la desaceleración económica mundial, la crisis de la deuda soberana europea, una asertiva Rusa, crisis migratoria europea y varios escándalos corporativos de alto perfil, aparecen sin timón para tratar de encontrar soluciones para revertir la oleada de movimientos euroescepticistas y antiglobalización. Las incertidumbres en Bruselas sobre el estado futuro de la Unión Europea, se reflejan directamente en las relaciones UE-India. Posiciones expresadas públicamente por la India a la cooperación de seguridad con los EE. UU., Japón y Australia y los esfuerzos de priorización comerciales destinados a la ASEAN, Japón y los EE. UU. han estado claramente a expensas de la Unión Europea. En octubre de 2015, Hans Kundnani, un alto miembro de la German Marshall Fund (GMF) observó que los europeos estaban cada vez más "fuera de sincronización" con la India. El pivote de Washington a Asia ha puesto en manifiesto las debilidades intrínsecas en el exterior de la Unión Europa (PESC) y la política de defensa (PCSD). La entente estrategia de Estados Unidos e India, ha movido a esta más cerca de la perspectiva transatlántica de la Unión Europea que sale de Washington. La dirección de la Unión Europea en Bruselas, lejos de fomentar una atmósfera de confianza y cooperación, ha sucumbido a la interferencia política de las relaciones bilaterales y los grupos de presión permitidos para conducir el diálogo entre la UE y la India en la irrelevancia. En Asia, la eficacia del discurso de Europa y el autorretrato como norma política global dudosa. La aceptación de la Unión Europea como un poder normativo en un mundo multipolar es desafiado por potencias emergentes. Además del comercio, la ayuda al desarrollo, tareas de escolta marítimas contra los piratas y los ejercicios militares simbólicos; los países europeos tienen poco más que mostrar en la región del Indo-Pacífico, debido a las limitaciones presupuestarias y geopolíticas. Nichos de exportación de alta calidad-precio de Europa constantemente están siendo expulsados de los segmentos de mercado tradicionales. En la India, la sustitución de productos de bienes manufacturados a los proveedores locales y regionales, ha visto caída de la cuota de mercado de la Unión Europea en más de un 50% en la última década.
Para el período 2012-2013 (abril- julio), los 10 principales socios comerciales de la India de acuerdo con los datos publicados por el Ministerio de Comercio de la India:
| Rango | País                        | Comercio Total bn US$ | Participación en el comercio % |
| ----- | --------------------------- | --------------------- | ------------------------------ |
| 1     | China                       | 49.5                  | 8.7                            |
| 2     | Estados Unidos              | 46.0                  | 8.1                            |
| 3     | Emiratos Árabes Unidos(EAU) | 45.4                  | 8.0                            |
| 4     | Arabia Saudita              | 36.3                  | 6.4                            |
| 5     | Suiza                       | 16.7                  | 2.9                            |
| 6     | Irak                        | 15.5                  | 2.7                            |
| 7     | Singapur                    | 15.4                  | 2.7                            |
| 8     | Indonesia                   | 14.8                  | 2.6                            |
| 9     | Alemania                    | 14.7                  | 2.6                            |
| 10    | Hong Kong                   | 14.6                  | 2.6                            |

El 7 de octubre de 2015, la canciller alemana Angela Merkel y el presidente francés François Hollande hicieron una rara dirección conjunta en el Parlamento Europeo para reconocer la gravedad de la crisis socio- política en curso en Europa y advirtió que la Unión Europea estaba en el borde de la ruptura. Francois Hollande advirtió a Estados miembros europeos para mostrar su solidaridad en la solución de los problemas comunes de manera conjunta tanto en Europa como en su vecindad inmediata, si se fallaba el "fin de Europa" y la "guerra total " podría llegar a ser inevitable. Habían pasado 26 años desde que los líderes de Francia y Alemania examinaron conjuntamente el Parlamento Europeo: Francois Mitterrand y Helmut Kohl hicieron una llamada conjunta a la solidaridad con los alemanes del este apenas unas semanas después de la caída del muro de Berlín.
Acciones controvertidas sobre los migrantes, la deuda pública y el control de los gases de escape de motores diésel por la canciller alemana, Angela Merkel, el ministro de Finanzas, Wolfgang Schäuble, y Volkswagen, respectivamente, han estado fuera de control y comprometido seriamente el arduo cambio de imagen que tardó 70 años de Alemania. En toda Europa la aceptación del liderazgo de Alemania de la Unión Europea pende de un hilo después de la consternación generalizada en la postura política rígida adoptada por el gobierno alemán y la percepción de que las duras condiciones que Alemania trató de imponer a Grecia durante la crisis de la deuda soberana griega eran muy severas. Representación de Alemania como un modelo normativo de la honestidad, la eficiencia y la ética(incesantemente repetida por funcionarios alemanes, medios de comunicación y ciudadanos privados durante la crisis de la deuda soberana griega) se deshizo tras las revelaciones de fraude a nivel global en la escala industrial por Volkswagen. La revista Time calificó las acciones de Volkswagen como "engaño magníficamente diseñado, con 11 millones de automóviles diesel de VW equipados con un software especial que les permitió hacer trampa en las pruebas de emisiones.(...) La industria alemana tenía que estar por encima de este tipo de cosas, o al menos demasiado inteligente para atrapar." Un chequeo de la realidad del poder geopolítico de los miembros individuales de las naciones G4 en la Asamblea General de la ONU 2015 y los aspectos prácticos de las compulsiones geopolíticas asiáticos han influido en la elección de la India para volver a centrarse en los compromisos bilaterales estratégicos con Francia y Reino Unido, que son Estados miembros P5 UNSC. La inevitabilidad de un reordenamiento de seguridad en Eurasia, la inminente transformación del paisaje político dentro de la Unión Europea, debido al aumento incontrolado de euroescepticismo, se deteriora rápidamente la situación de seguridad en el oriente y la periferia sur de la Unión Europea, las maniobras firmes por parte de Rusia y China en su áreas de influencia tradicionales, eventualidad de alianzas para contrarrestar y prevenir la dominación alemana de Europa occidental, y la improbabilidad de Alemania de adherirse al Consejo de Seguridad ya ha sido tomado en cuenta por parte de los planificadores estratégicos de la India.
Perpetuación de las fronteras del Estado en el continente euroasiático - la cual contiene varias líneas de demarcación reñidas que datan de la época colonial europea en Asia: (línea de Nueve puntos, Acuerdo Sykes-Picot, Línea Durand, Línea McMahon, Línea Radcliffe); aparecerá cada vez más elástica en la cara de las transformaciones geopolíticas, socioeconómicos y tecnológicos. Revoluciones de Colores y la Primavera Árabe han desestabilizado el Cáucaso y Asia occidental estableciendo respectivamente repercusiones no deseadas por todo el continente euroasiático: reactivación de las rivalidades históricas entre Turquía (Imperio Otomano) e Irán (Persia), aparición de Daesh y una guerra de poder involucrados los poderes regionales y globales. La India ha sido renuente a involucrarse en la crisis de Oriente Medio debido a las raíces étnicas y la histórica influencia cultural de 172 millones de la población musulmana de la India (14,2% de la población del país, según el censo de 2011). El Gobierno de la India ha prohibido a personas de la India viajar a Siria y Irak y directrices emitidas permite a la policía detener a personas sospechosas de haber servido como mercenarios.
El Dr. Manmohan Singh, ex primer ministro de la India, observó que el concurrente geopolítica re-emergencia de China e India ha iniciado un período de "cooperación y la competencia" en la región del Indo-Pacífico: "Es una época de transición y consolidación. Incluido el crecimiento económico que sigue siendo la piedra angular del futuro. Infraestructura de nuestro país, la educación, el desarrollo de habilidades, el acceso universal a la salud debe estar en el centro de nuestras políticas nacionales. Al ser una economía fuerte y diversificada servirá de base para la India, que juega un papel global más importante. De ahí que el objetivo principal de la política exterior de la India tiene que permanecer en el reino de la diplomacia económica". Al comentar sobre los disturbios en curso en Ucrania, Asia occidental y África del Norte, el Dr. Singh, señaló: "La competencia y conflictos de intereses entre las potencias occidentales y regionales han llevado a estos países a apoyar a grupos rebeldes en países como Irak y Siria. Estos grupos rebeldes han dado la mano con grupos yihadistas extremistas para crear el Estado islámico en Irak y Siria. El caos y la guerra civil han sido la amarga cosecha de las políticas erróneas de un cambio de régimen en los países árabes, lo que lleva a la violencia sin precedentes y el sufrimiento humano, obligando a cientos de miles de refugiados árabes y afganos a huir a Europa. El impacto de estos acontecimientos en una débil economía europea sólo se sumará a las dudas sobre la recuperación económica sostenida en la UE,".
La primacía de las instituciones supranacionales posterior a la Segunda Guerra Mundial dirigida por occidentales y el sistema de Bretton Woods en la conformación de los resultados de los asuntos de Asia ya no es un hecho. Los países asiáticos no habiendo olvidado su pasado colonial y amargas lecciones aprendidas de la crisis financiera asiática de 1997, no están dispuestos a negociar con potencias externas sobre asuntos que afectan a la soberanía del Estado. Los BRICS están comprometidos con la construcción de un orden mundial multipolar y han acordado la coordinación de los intereses fundamentales de los miembros individuales. Sanciones occidentales contra Rusia llevaron a China para concluir un acuerdo energético de $400 billones, neutralizando eficazmente los esfuerzos para drenar las finanzas rusas. BRICS están cortejando a los inversores con el encanto de mayor potencial de crecimiento económico. Infraestructura de Asia Investment Bank (AIIB), corredor de transporte Norte-Sur, la red de carreteras de Asia, el puente de tierra de Nueva Eurasia y la Unión Económica Euroasiática (UEE) ha recibido una mayor atención en la Pista 2 de iniciativas de la RIC (Rusia, India y China).
Muscular flexión por China en la línea entre China e India de Control Actual (LAC) contra el telón de fondo de pantallas prominentes de la fuerza militar (ensayo en vivo de un arma ASAT en 2007 por China en respuesta a un satélite “kill” 1985 por los EE. UU.) y desafíos (el incidente de la isla de Hainan, donde el Presidente de los EE. UU. se vio obligado a pedir disculpas a China para garantizar el retorno seguro de la tripulación de un avión de la recogida de información marina de Estados Unidos que fue interceptado por aviones de combate PLAN) ha reavivado una carrera armamentista en la región de Asia y el Pacífico.
India ha apostado a jugar un papel central en el así llamado "siglo de Asia" por embarcarse en un programa de modernización y diversificación de los activos de las Fuerzas Comando Estratégico, elevar el perfil de las Andamán y Nicobar Comando (ANC), aumentar las reservas estratégicas de petróleo, y renovar los lazos con los países de civilización regionales. La India ha dado prioridad al fortalecimiento de alianzas estratégicas con Rusia, Vietnam, Japón, Singapur e Irán con el fin de compensar y prevenir un cambio irrecuperables en equilibrio estratégico de poder en Asia que emana de una China resurgente que buscan avanzar en su iniciativa Una Correa, Un Camino. Acuerdos para instalar las capacidades de vigilancia del océano en Madagascar, Fiyi, Seychelles (Asunción Island), Mauritius (Agaléga) y Maldivas buscan refugiar los intereses estratégicos y la diáspora de la India. Planificadores de seguridad nacional de la India han tratado de consolidar la presencia de la India y extender la influencia en los países que son clave para un camino de China, con especial énfasis en Omán, Irán, Afganistán, Tayikistán, Turkmenistán, Kazajistán, Uzbekistán, Sri Lanka, Nepal, Bangladés, Myanmar y Vietnam. India ha aumentado diálogos de seguridad y los ejercicios militares con Japón, Australia y EE. UU., mientras que al mismo tiempo realizando medidas de confianza mutua con China con el objetivo de mantener la paz y la estabilidad en la región del Indo-Pacífico.
La tendencia de los indios de conseguir ya sea enfurecido o desmayado por la elevada retórica cuando se trata de China, se le solicita Kishore Mahbubani, decano de la Kuan Escuela de Políticas Públicas Lee Yew de la Universidad Nacional de Singapur, para asesorar inquebrantable atención a la mejora de las aspiraciones sociales y precaución contra el exceso de alcance: "es del interés de la India para esperar el momento oportuno, mantener la calma, no se distraiga con la geopolítica y en lugar de centrarse en las fortalezas básicas India tiene la ventaja, incluso en China, a causa de una población jove.n Dejar a un lado la frontera por ahora, comprometer a China, tomar ventaja de sus competencias". Hablando en contra de una imagen distorsionada de China en los medios occidentales, Chandran Nair, de South China Morning Post deploró el periodismo, que evidenciaba sesgos ideológicos arraigados. Su punto de vista hizo eco por el canciller de Singapur, K. Shanmugam, que durante las protestas de 2014 en Hong Kong, dijo : "Ha habido mucho sesgo anti-China en los medios de comunicación occidentales".
La escala y la velocidad del desarrollo económico en la región de Asia y el Pacífico, tanto en términos absolutos como relativos, ha sacudido profundamente la autoconfianza de la población en los países occidentales y sorprendió a los observadores. En 2014, Asia y el Pacífico (+29%) acumuló riqueza más rápido que Europa (+6,6%) y América del Norte (+5,6 %). Sin embargo, América lleva en números absolutos con $ 370.000 (incluidos los activos de vida y pensiones) por hogar y Europa sigue con $ 220.000. Impago de EE. UU. relacionados con la deuda y concesionarios préstamos estudiantiles se encuentran sin resolver y se ha marcado como un riesgo significativo de burbuja.
La fusión de un "Asia económica" en el que las corporaciones están fácilmente cortejadas con la lógica de ganar-ganar de la cooperación y la integración y una "seguridad de Asia" estructurada sobre un delicado equilibrio de suma cero razonamiento de la competencia y la desintegración; ha presentado un escenario único para el futuro de acuerdo a Evan Feigenbaum y Robert Manningan: "Asia económica" podría convertirse en "un motor de crecimiento global", mientras que "la seguridad de Asia" podría, en el peor de los casos, llevar a la gran guerra de potencia. Los acontecimientos recientes indican que mientras la India y China están compitiendo cada vez más en cuestiones geopolíticas, los dos países están al mismo tiempo dispuestos a dejar las diferencias y cooperar en el comercio.
China y la India han impulsado el crecimiento económico, nuevas oportunidades para desarrollar nuevas zonas geográficas debido a la mejora de las relaciones entre China e India, consecuencias colaterales fueron observadas en las poblaciones locales y las economías causadas por las recientes intervenciones militares en Irak y Afganistán, una notoria ausencia del presidente de Estados Unidos en la cumbre de la APEC 2013 Indonesia debido al cierre del gobierno federal de los Estados Unidos de 2013, las limitaciones presupuestarias de los militares de EE. UU., mejoras en la lucha contra la denegación de acceso de área (A2/AD) capacidades de los Estados litorales para contrarrestar los activos de proyección de poder marítimo, limitaciones en la doctrina de combate aire-mar de EE. UU., riesgos de escalamiento del conflicto, rivalidades históricas intra-regionales, el hecho de que las intervenciones posteriores a la Segunda Guerra Mundial estadounidenses en los principales conflictos en Asia no han sido victoriosas (punto muerto en la península de Corea, desastre de Vietnam, operaciones COIN ineficaces lideradas por Estados Unidos en Afganistán) y el poco convincente pivote de Estados Unidos a Asia, disolvió el apetito entre los países de Asia para apoyar una política de contención de China encabezada por Estados Unidos. El dominio económico, político y militar de Estados Unidos está en declive relativo en comparación con las potencias emergentes. Países asiáticos consideran cada vez más los EE. UU. principalmente como un mercado para los productos manufacturados y como proveedor de alta capacidad de la infraestructura de seguridad.
Reequilibrio geopolítico de las potencias regionales ha permitido que varios micro estados asiáticos y los PMA extraer importantes ventajas económicas y concesiones que se hospedan en el marco de los juegos de poder regional. El primer ministro de Singapur, Lee Hsien Loong, tenía una palabra de precaución con respecto a la cobertura estratégica en el juego de poder regional y señaló a la proximidad de Singapur a la India y China: "Singapur sabe que es en lugar en el mundo".
Las economías emergentes de Asia han abrazado con entusiasmo las estrategias inteligentes, innovadoras, frugales de acceso al mercado de cara a la competencia mundial. El presupuesto 2015-2016 de la India prevé codesarrollo de los centros de fabricación en los países del sudeste asiático. En marzo de 2015, ministro de Asuntos Exteriores Sushma Swaraj anunció que el objetivo de la India de 2015 para el comercio con la ASEAN es de $ 100 mil millones y ambas partes tienen el objetivo de duplicarla a $ 200 mil millones en 2022. La India ha acelerado las iniciativas para resolver la insurgencia en el noreste de la India para promover el desarrollo económico dentro de los Siete Estados Hermanos.
La mejora y optimización de los intercambios inter-asiático a través de futuros mega proyectos de infraestructura, como el de Bangladés, China y la India, Myanmar (BCIM) Corredor Económico y el tailandés Canal Istmo Kra, están siendo vistos como más viables y vitales para la continuación de la integración económica de los mercados regionales. En mayo del 2014, India anunció el establecimiento de prioridades de los programas de conectividad de red de carretera asiática regionales transfronterizas como el Proyecto de Transporte de Tránsito Kaladan multi-modal con Myanmar y la carretera trilateral India-Myanmar-Tailandia a Tailandia. Bangladés y Myanmar, ambas rápidas y emergentes como carretera y rutas de tránsito de ferrocarril, han recibido una atención especial en las políticas de desarrollo exterior y comercial de la India.
La representación insuficiente en las arquitecturas de seguridad y de gobierno global y la tendencia del G7 preventivamente establecen la agenda para el G20 ha llevado a la India para complementar los foros internacionales tradicionales, tales como el Consejo de Seguridad de Naciones Unidas, el Banco Mundial, el Fondo Monetario Internacional (FMI), la Organización Mundial de Comercio (OMC) y el Banco Asiático de Desarrollo (BAD) con agrupaciones de interés especial como BRIC / BRICS, Organización de Cooperación de Shanghái (SCO), Cumbre de Asia Oriental (EAS), Bahía de Bengala para la Iniciativa Multisectorial técnica y cooperación Económica (BIMSTEC), Asociación de la Cuenca Indio-Océano (IORA), regional de Asociación Económica (RCEP), Diálogo de cooperación de Asia (ACD), Bangladés, China y la India, Myanmar Foro para la Cooperación regional (BCIM), Cooperación Mekong-Ganga (MGC) y la Asociación del Asia Meridional para la Cooperación Regional (SAARC).
India aspira a un gran papel en el pivote asiático a Asia. Entre 2004 y 2014 los grupos de reflexión occidental, especialmente en los EE. UU. y el Reino Unido, no pudieron recoger las señales indicadoras de transformaciones inminentes a la escena política de la India: cambios en los patrones de voto electoral en las zonas rurales (60 % de 1.2 billones de centros de población en vivo fuera de la población urbana de la India), a gran escala en todo el país protestas lideradas por los ciudadanos en torno a programas sociales específicos (anti -corrupción, derecho a la información), y los rápidos cambios en las prioridades del creciente electorado de clase media. La asociación de mejoras en la educación básica, el periodismo y los medios de comunicación vibrante sin restricciones, la inclinación de debate político en la sociedad india, y el enorme aumento de los indios que trabajan y estudian en el extranjero ha cambiado la forma indios perciben a sí mismos en el ámbito mundial en general y en particular de Asia. La proximidad a Dubái y Singapur, ambos destinos de negocios y de turismo inmensamente populares, además de acoger enorme diáspora india, ha influido en la imaginación de los indios en términos de posibilidades para la creación de riqueza a través del desarrollo del comercio y la infraestructura.
Los académicos han expresado su preocupación por la actitud relajada institucional en Occidente a una rápida metamorfosis en Asia. En 2010, John Doggett de McCombs School of Business, la Universidad de Texas emitió una llamada de atención : "China e India nos están ganando en nuestro propio juego". Destacando la "incapacidad para seguir el ritmo de las transformaciones" en Asia por los países occidentales, Michael Kugelman asiático experto del sur y sudeste del Centro Internacional Woodrow Wilson - proponía un cambio de mentalidad y la necesidad de que los países occidentales para hacer sentir su presencia en India. Al explicar la necesidad de una revisión de los conocimientos disponibles sobre cuestiones centradas en la India, Jakob De Roover, de la Universidad de Gante en Bélgica opinó: "India y Occidente podían juntos buscar soluciones a los problemas que compartimos su lugar, los comentaristas occidentales reproducen viejas historias coloniales. Acerca de la India como una cultura inmoral. Esto les da una relación de trenzado para el pueblo indio. Por un lado, ellos siguen girando hacia la misma clase de indias periodistas, activistas e intelectuales para 'conocimiento local'. Sin embargo, estos informantes nativos simplemente hablan la charla del Oeste al Oeste". Grupos de expertos occidentales se han transformado en titulares de los políticos y burócratas que emplean ejércitos de los grupos de presión en lugar de los analistas que son investigadores o académicos.
Poderes regionales asiáticos no están dispuestos a renunciar a cualquier noción de una política exterior independiente y por lo tanto se convierten en una herramienta en el ejercicio del poder mundial. En su intervención en el 2015 Diálogo Shangri-La, el ministro indio de Estado para la Defensa Rao Inderjit Singh postula que los países asiáticos se atienden cada vez más a su seguridad nacional y los mercados internos a través del diálogo estructurado dentro de las estructuras multilaterales asiáticos como la ASEAN y SCO en lugar de ser demasiado dependientes en alianzas formales con poderes externos.
La capacidad de América para dar forma a los resultados globales (Irak, Afganistán, Libia, Siria, Ucrania), ha sido ineficaz. Recientes actividades de reequilibrio y de fomento de la alianza de Estados Unidos en la región del Indo-Pacífico han demostrado que los estados asiáticos están dispuestos a conformarse con un orden global dominada por Occidente y ciegamente consentir a una construcción dirigida por los americanos de los marcos geopolíticos, el comercio basado en normas y mecanismos de movilidad los cuales no abordan adecuadamente los intereses de los países asiáticos. El ministro de Singapur de Defensa, Dr. Ng Eng Hen observó: "En virtud de su peso económico y militar, el liderazgo de China en los asuntos internacionales es un hecho, no podemos pretender que China es igual que cualquier otra economía importante por sus acciones o falta de ella, China establece normas y reglas incluso para el sistema global". Destacando la importancia de fomentar la aceptación o continuación de los principios universales el Dr.Ng enfatizó: "Y es en interés de todos mantener un equilibrio de poderes, de modo que las potencias dominantes tendrían en cuenta los intereses de los estados pequeños y grandes”.
El ascenso del capitalismo autoritario ha dado un golpe a las suposiciones de que los sistemas políticos, en la era posterior a la Guerra Fría, convergerán como democracias liberales y se forma a lo largo de los valores occidentales. La mayoría de los estados de Asia han tenido líderes autocráticos que restringían las libertades civiles y las restricciones impuestas sobre las instituciones democráticas dentro de sus países. Poblaciones asiáticas han acomodado los líderes autoritarios (Ejemplos: Mahathir Mohamad de Malasia y Lee Kuan Yew de Singapur), mostrando preferencia por el desarrollo socioeconómico estable, la reducción progresiva de la riqueza de diferencia y la continuación de las estructuras familiares nucleares sobre soportes de principios sobre los derechos humanos y la promoción de la democracia. Creencias filosóficas y religiosas desempeñan un papel importante en la aceptación por parte de las poblaciones de Asia que abarca el lento crecimiento económico durante varias generaciones en una época en la vida de sus contemporáneos occidentales son impulsadas por los resultados financieros trimestrales y los mercados financieros especulativos.
La ingeniería social de las sociedades de Asia a lo largo de los valores occidentales del liberalismo y el individualismo ha visto resultados mixtos en Asia. En Asia, muchos aspectos de la "American way of life" y el "modelo social europeo" se han adoptado como puntos de referencia económicos concurrentes a las demandas de los controles legales más estrictas sobre exhibicionismo, la desnudez pública, la pornografía, etc. “Una característica permanente de opinión y de acción en la política exterior de Estados Unidos es el deseo, la esperanza, de que otras naciones podrían volverse del "error de sus caminos y convertirse en democracias", dice el historiador Jacques Barzun y se especificaron las limitaciones a la promoción de la democracia: "no pueden ser fabricadas con lo que la gente tiene a su alrededor de una región determinada; que no puede ser promovido desde el exterior por los extraños; y todavía puede ser imposible cuando se intenta desde el interior por los nativos decididos". El ex subsecretario de Estado William J. Burns, que dirige la Fundación Carnegie para la Paz Internacional, opinó: "Nuestra propias tendencias a veces se atraviesan en el camino, pero hay un núcleo del sistema democrático más abierto.” El exministro de Finanzas de la India, Palaniappan Chidambaram identificó el error fundamental en la política exterior de Estados Unidos: " El creer que hay una solución impuesta por EE. UU. para cada problema.”
El no racional occidental de la diplomacia asiática en la era post colonial parece equilibrar las aspiraciones nacionalistas, oportunidades de desarrollo, las raíces culturales compartidos y legados históricos. El futuro de Asia está poderosamente formado por "La historia y el nacionalismo, no la ideología", según Nayan Chanda.
Escasez de personal superior de burócratas de la India, China y Rusia dentro de los grupos de reflexión occidentales ha dejado naciones occidentales que luchan para identificar la dinámica en constante evolución de toma de decisiones y comprender plenamente perspectivas de Asia sobre cuestiones geopolíticas; determinantes que son fundamentales para evaluar las tendencias clave y anticipar los cambios de política. El Gobierno de la India a través de sus secretos oficiales impone restricciones estrictas sobre los profesionales de la política exterior y proscribe biografías no autorizadas y publicaciones, sirviendo y los funcionarios públicos y el personal de defensa jubilado. Los cables diplomáticos de Estados Unidos gotean carreras y reputaciones dañadas y ha inculcado un sentido de reticencia dentro de la clase política y diplomática para expresar ideas y opiniones divergentes o compartir información privilegiada.
El nombramiento en enero de 2015 del ex embajador de la India a los EE. UU., Subrahmanyam Jaishankar, como Secretario de Asuntos Exteriores busca tranquilizar a los países occidentales sobre las intenciones estratégicas de la India en Asia. Subrahmanyam Jaishankar es el padre de Dhruva Jaishankar - un German Marshall Fund (GMF) Transtlantic Fellow en Washington.

## Relaciones bilaterales con los Estados-naciones soberanos europeos

### Determinantes políticos y criterios de evaluación comparativa
Dos guerras mundiales (Primera Guerra Mundial y Segunda Guerra Mundial), seguido por el proceso de descolonización de las Naciones Unidas redujo drásticamente la esfera de influencia de las potencias coloniales europeas en la región de Asia y el Pacífico. La Guerra Fría fijó la atención de los europeos a la región del Atlántico Norte, con incursiones ocasionales en la África subsahariana realizadas esencialmente para mantener el control sobre las antiguas colonias y proteger los derechos comerciales sobre las materias primas.
El colapso del mercado de valores del cambio de siglo(burbuja Punto-com del 2000) y los enfrentamientos militares (expedición de Afganistán en 2001 y la invasión de Irak en 2003) inició una tendencia a la baja para el proyecto sociopolítico de la Unión Europea. La guerra de 2008 entre Rusia y Georgia y la crisis europea de la deuda soberana de 2009, tras la crisis de EE. UU. 2007 sub-prime mercado hipotecario, descarrilaron la narrativa teorizado académicamente sobre la identidad europea, la estabilidad regional, la unidad política, el crecimiento integrador y el desarrollo compartido.
Una sucesión de citas políticas controvertidas a los más altos cargos de las instituciones de la Unión Europea - que han logrado reunir la opinión pública favorable para su visión del proyecto europeo y demostrar el liderazgo necesario para dirigir el proyecto europeo - ha dado lugar a desafíos electorales exitosos a impedir cualquier transferencia progresiva de la soberanía de los parlamentos nacionales a las instituciones de la Unión Europea en Bruselas. Electorados europeos se han convertido en una profunda desconfianza del déficit democrático, las actividades de presión corporativa y la opacidad de los acuerdos políticos negociados en Bruselas. La transición de un régimen autoritario a la democracia liberal no ha sido totalmente completada por los países de Europa del Este y está afectando a la eliminación de la corrupción y el nepotismo, la tolerancia religiosa y étnica, la solidaridad humanitaria, el respeto de los derechos humanos, etc.
La crisis de 2013 de Ucrania y la anexión de Crimea en 2014 por la Federación de Rusia sin resolverse los estados del Báltico y revivieron los temores de la Guerra Fría en los antiguos países del Pacto de Varsovia. Cualquier solución política a la crisis de refugiados Europea necesita alojamiento por Rusia y la normalización de las relaciones entre Bruselas y Moscú. La opinión pública europea está en contra de la participación de las fuerzas armadas en operaciones de combate en zonas de conflicto externos y en contra de la intervención militar para ayudar a cualquier otro estado miembro de la OTAN, que está bajo ataque.
Con referencia al constante reequilibrio geopolítico global y cómo China e India perciben la Unión Europea, André Sapir opinó que el liderazgo de la Unión Europea necesitaba entender su lugar en el mundo: "Bruselas no es Washington".
"La UE no es y nunca será una superpotencia", porque la UE carece de "la sustancia de las superpotencias", debido a las deficiencias en la política exterior y militar de la UE de acuerdo con David Miliband, el ex secretario de Estado británico de Asuntos Exteriores y de la Commonwealth, que explicó los requisitos : "llegar a [y] poseer la capacidad de llegar rápidamente a cualquier lugar con las tropas que pueden imponer la voluntad de su gobierno". El ex primer ministro de Australia, Kevin Rudd, opinó: "En términos geopolíticos Europa es ahora irrelevante".
Con menos de 1,000 diplomáticos de carrera, la dotación de personal es el punto débil de la diplomacia india. En un contexto geopolítico que cambia rápidamente, las relaciones bilaterales de la India con los países influyentes de la UE (donde se puede esperar que el liderazgo político claro y rápido) tienen prioridad sobre los de la UE- 28 discusiones multilaterales (que además de ser muy largas, muy a menudo terminan en compromisos insatisfactorios).

Las poblaciones estimadas y proyectadas del mundo y sus continentes (excepto la Antártida) de 1950 a 2100. Los límites inferior y superior de las regiones sombreadas corresponden a variantes alta y baja (inferior y superior) de los límites de las proyecciones realizadas por el Departamento de Economía de las Naciones Unidas y Asuntos Sociales.[http://esa.un.org/unpd/wpp/unpp/panel_population.htm

La futura demografía de Europa es más favorable a Francia, donde la tasa de fecundidad es más cercano al nivel de reemplazo. La econometría de un punto de Europa que envejece a las cuestiones socioeconómicas graves para Alemania, talia, España y Polonia en los años venideros. Iniciativas para compensar la contracción de la población a través de esquemas de inmigración selectiva se ha enfrentado a la opinión pública y política hostil. Los países del norte y del este de Europa rechaza la inmigración y han adoptado requisitos de permiso de residencia onerosos para disuadir a los migrantes. Protección de la composición étnica de las comunidades y la identidad cultural han entrado en el discurso político.
India se enfrenta a enormes retos para administrar su vasta reserva de población y correcta de la transición de la carga de la sobrepoblación a capacitar a los indios para impulsar el crecimiento interno.
 El proceso de transición de la tecnología y la creación de capacidad del capital humano iniciado en la India durante la década de 1960 comenzó dando sus frutos a mediados de 1990 y con la adopción de reformas económicas se hizo inevitable después del final de la Guerra Fría. Instalaciones de capital riesgo reducido obligando empresarios educados para aprovechar los inversores barrio/intra-familiar para crear nuevas empresas tecnológicas desde el principio de la revolución digital, muchos de los cuales han madurado hasta convertirse en nichos/líderes sectoriales (Biocon, Labs Reddy, Sun-Ranbaxy, Dishman, Wipro, Infosys, Larsen & Toubro, Welspun, Suzlon, Vedanta, Reliance). Prudente apertura de la economía india ha permitido realizar a largo conglomerados empresariales nacionales (Tata, Mahindra, Birla, Bajaj, Kirloskar, Godrej, TVS, Essar) seleccionar óptimos en la producción a las posibilidades de preparación para la competencia en los mercados nacionales de los mundiales pesados. La India corporativa está utilizando cada vez más el modelo de asociación público-privada para atender a grandes requerimientos de infraestructura pública de la India.
Afinidad cultural para la educación - con énfasis en las ciencias y las artes - dentro de la clase media cada vez más rica de la India y el ecosistema empresarial vibrante han permitido mejoras sostenibles en los indicadores socioeconómicos. Las compañías locales aprovechan continuamente vasta reserva demográfica de la India a través del empleo basada en el aprendizaje y por lo tanto contribuyen a la expansión de la mano de obra cualificada.
El análisis de tendencias de los principales índices económicos y puntos de referencia (paridad del poder adquisitivo, el ingreso nacional bruto, el producto interno bruto, relación deuda-PIB, las reservas de divisas, balanza de pagos, la balanza comercial, la inflación, Índice Económico de Conocimiento, Índice Internacional de Innovación) se correlaciona con la reducción de los conocimientos, la tecnología y la brecha digital que separa a los países emergentes densamente pobladas de las economías avanzadas. La globalización ha demostrado los peligros de imitar al estilo chino, expone los límites de solución rápida y puso de relieve la necesidad de innovaciones pioneras indígenas. Las economías emergentes están multiplicando la innovación de lanzamiento de almohadillas mediante el desarrollo de centros especializados de excelencia para la suma del conocimiento.
La India ya ha cruzado tecnologías críticas, realizado avances en las tecnologías de vanguardia, los activos estratégicos edificados y alcanzado la masa crítica de capital humano cualificado necesario por su conocimiento de la economía y la información de la unidad de la sociedad del crecimiento interno.

### Grupo de los Seis UE
Francia y Alemania son los principales impulsores del proyecto europeo. El UE-3 es la troika de países que actualmente ejercen la mayor influencia dentro de la Unión Europea: Francia, Reino Unido y Alemania. El UE-3 cuando se unió por Italia forman la UE-4. La UE-4 con la adición de España y Polonia forman la UE-G6. La UE-4 tienen cada uno una participación de 8,4% de los votos en el Consejo de la Unión Europea, mientras que Polonia y España tienen un 7,8 % de cuota de votos.
Francia y Gran Bretaña, ambos miembros permanentes del Consejo de Seguridad de la ONU (CSNU) y Unidos (NWS) de armas nucleares según lo permitido en virtud del Tratado sobre la no proliferación de las armas nucleares (TNP), son los únicos dos países de la Unión Europea con la capacidad acumulada para influir en asuntos de seguridad global. Las relaciones exteriores de la Unión Europea sobre cuestiones geopolíticas están sujetos a la política exterior, adoptada en París y Londres. Francia y Reino Unido son potencias geopolíticas globales establecidas y reconocidos como tales en Asia.
Alemania, que tiene la economía más grande de Europa, es el mayor contribuyente al presupuesto de la Unión Europea lo que permite Berlín un ejemplo importante en el día a día de trabajo de las instituciones de la Unión Europea. El rápido envejecimiento de tejido socioeconómico alemán es excesivamente dependiente del crecimiento impulsado por las exportaciones cuyas líneas de vida están directamente vinculados con el proyecto europeo cada vez más controvertido. Afirmación de la dirección alemana dentro de la Unión Europea se enfrenta a una fuerte oposición a la visión de Alemania por la Unión Europea en los países del sur y el este de Europa, un malestar nefasto sobre una Alemania dominante, recuerdos del legado de la era nazi de Alemania, que permanecen no olvidados, y actualmente cambiando centros de poder mundiales. Las restricciones impuestas por el Tratado de 1990 sobre el establecimiento final con respecto a Alemania efectivamente subordina a Alemania a las cuatro potencias (EE. UU., Reino Unido, Francia y Rusia). En la Asamblea General de la ONU en septiembre de 2015, todos los miembros del Consejo de Seguridad P5 no pasaron cualquier noción de dilución de su potencia en alta tabla de la ONU y socavando gravemente los esfuerzos de las naciones G4 para acceder al exclusivo club. El consenso general dentro de las Naciones Unidas que Europa está ya representado sobre- el seno del Consejo de Seguridad de la ONU es un obstáculo fundamental para Alemania. Alemania es vista como una potencia geoeconómica europea centrada establecida en Asia. Alemania es una entidad geopolítica insignificante en la política del poder de Asia.

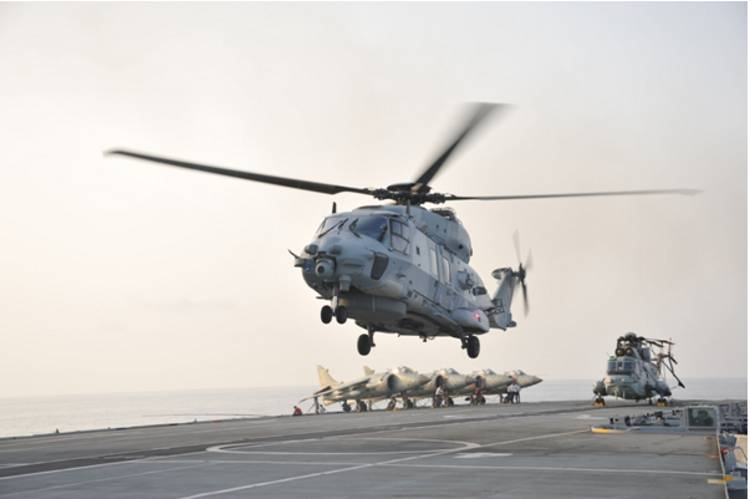
NHIndustries NH90 Caïman de la Marine nationale participa en operaciones de la cubierta entre escotillas del portaaviones indio INS Virat durante los ejercicios navales conjuntos indo-francés VARUNA 2015

- FRANCIA: La relación con la república más valiosa Europea de la India es con la República de Francia. En 1998, la primera asociación cada vez más estratégica de la India fue firmada con Francia.[449] La asociación estratégica se ha beneficiado de las inversiones realizadas políticas sostenidas en la mayoría de los niveles de toma de decisiones.[450] Cooperación amplia entre Ciencia y Tecnología, compromiso sólido en materia de defensa y seguridad, los lazos culturales muy arraigados, y una comunidad literaria y de bellas artes históricamente francófilo en la India ha proporcionado una base sólida para la relación estratégica. El alcance global y completa autonomía de la fuerza francesa resuena bien dentro de los círculos estratégicos de la India. Los patrones de voto de Francia y Rusia en el Consejo de Seguridad de la ONU (CSNU) sobre asuntos de interés fundamental para la India ha hecho querer ambos países amigos como todo tipo de clima de la India. Aunque París y Nueva Delhi mantienen estrechos vínculos con los EE. UU., ambos tienen una tendencia a percibir las políticas de Washington como imperialista comercial y groseramente al desnudo.[451] Emiratos Árabes Unidos (EAU) es anfitrión de la 13.ª Media Brigada de la Legión Extranjera francesa además de ofrecer instalaciones logísticas para el ejército francés en la base aérea 104 Al Dhafra y Puerto Zayed. Las dos únicas regiones remotas pobladas por civiles de la Unión Europea geográficamente situada en la región del Océano Índico son los departamentos franceses de ultramar de Reunión y Mayotte. Diáspora franco- india significativa en los territorios de ultramar,[452] en especial el Réunionnais de origen indio en la isla del Océano Índico de la isla de Reunión, Francia se ha posicionado en una situación ventajosa para aprovechar la primera política de vecindad y las prioridades de extensión del Océano Índico que fueron anunciados por el gobierno de Narendra Modi. El francés es la segunda lengua extranjera más popular en la India después de inglés. Ejecutivos de negocios indios perciben conocimientos del idioma francés como un facilitador de negocios importante en muchos mercados estratégicos ricos en recursos situados en África (se espera que la población de 1,1 mil millones en 2013 se duplique a 2,4 millones en 2050[453]) y Sureste de Asia. Francia es miembro permanente con derecho a veto P5 del Consejo de Seguridad de la ONU (CSNU).[454] El presidente francés, François Hollande viajó la India el 24 de enero de 2016 para una visita de 3 días a ser el invitado de honor en el 67.º desfile de Día de la República de la India en Nueva Delhi el 26 de enero el año 2016.[455][456][457][458][459] Francia es el único país que ha sido invitado un récord de 5 veces al evento ceremonial nacional altamente simbólico.[460][461] El desfile del 2016 del Día de la República de la India incluyó la primera vez la participación de tropas extranjeras en el desfile.[462] 124 tropas francesas forman un destacamento de soldados del Ejército francés del 35.º regimiento de infantería de la 7.ª brigada acorazada basada en Belfort y un ceremonial banda de música militar con sede en Lyon marcharon por Rajpath en Nueva Delhi.[463]

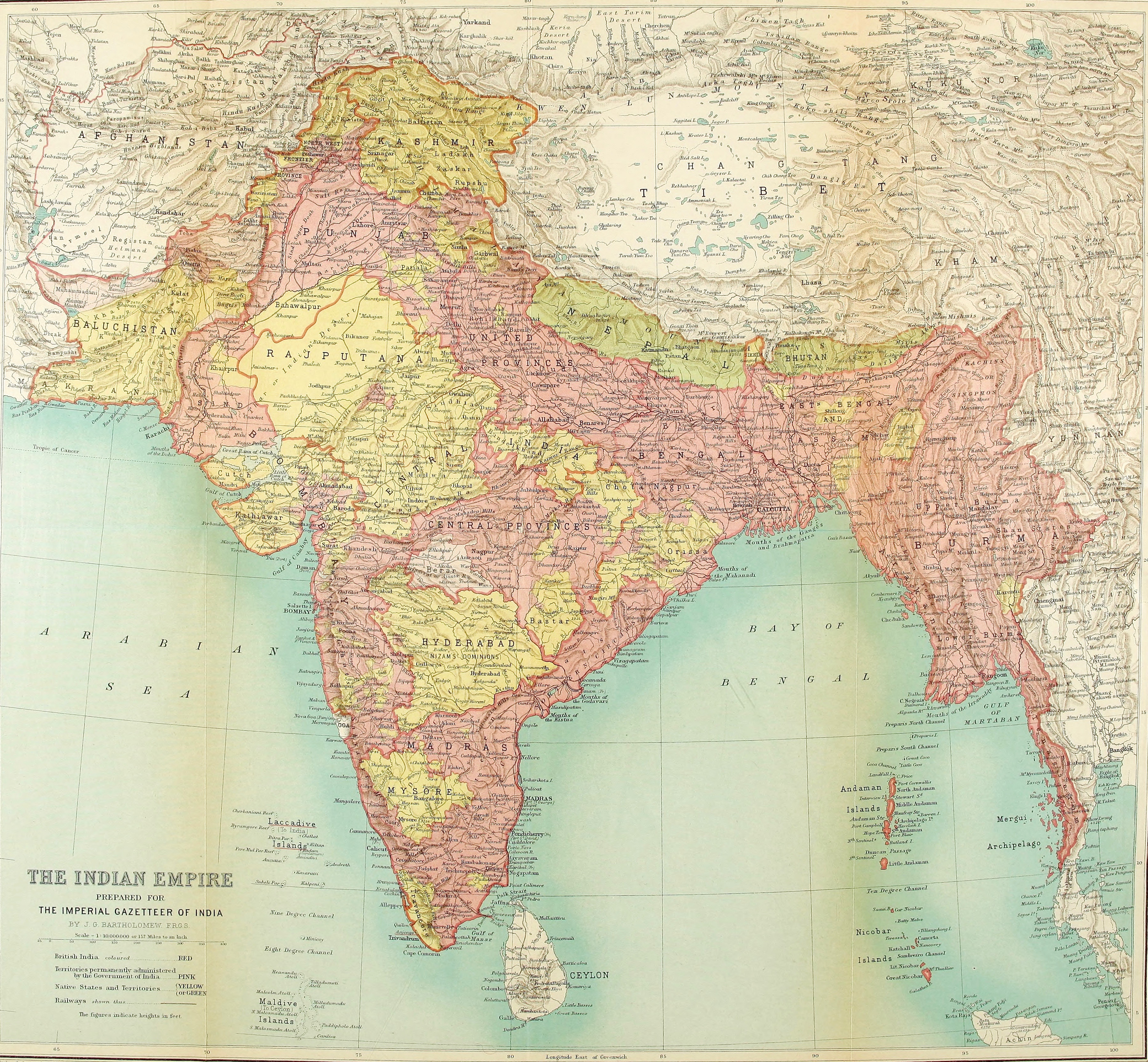
La India no dividida. Mapa anterior a la independencia de la India británica 1922 por J. G. Bartolomé publicado en el Diccionario geográfico Imperial de la India (Clarendon Press, Oxford, Inglaterra).

- REINO UNIDO: La relación estratégica entre India y Reino Unido está enormemente impulsado por el comercio, la historia compartida y la diáspora india en el Reino Unido.[464] Los 1,5 millones de emigrantes de la India británica, que representa el 1,8 % de la población del Reino Unido, asegura la representación de los intereses de la India en la política del Reino Unido.[465] La continuidad en las relaciones entre la India y el Reino Unido está obligado por imperativos de negocio y la nostalgia británica para una época pasada donde el sol nunca se pone. Tanto la India y el Reino Unido son miembros influyentes de la Comunidad de Naciones. La India tiene ahora más personas que hablan o entienden el idioma inglés que cualquier otro país en el mundo. El legado y la dinámica de un pasado colonial, el Raj británico, actúa como una espada de doble filo que sirve tanto como un activo y un recordatorio incómodo en las relaciones bilaterales.[466] Los historiadores han señalado que durante el Imperio Británico, " influencia evangélica condujo la política británica por un camino que tendía a minimizar y menospreciar los logros de la civilización india y posicionarse como la negación de la anterior británica Indomania que se nutre de la creencia en la sabiduría de la India"[467] Promesas no cumplidas por el gobierno británico de la independencia de la India después de la Primera Guerra Mundial,[468] la creación de las fronteras internacionales de naturaleza contradictoria que divide pueblos (partición de Bengala) y zonas geográficas contiguas (partición del Punjab) y la naturaleza explotadora de las políticas coloniales británicas (contribución de la India a la economía global se redujo de alrededor del 20% a menos del 4 % durante la administración británica),[469][470][471] son el legado más visible del gobierno imperial británico.[472][473] La India sostiene que el diamante Koh-i-Noor fue llevado ilegalmente de la India y que se deben devolver los artefactos que fueron retirados durante la colonia.[474][475][476] La influencia de Reino Unido en Asia se vio gravemente disminuida después del final del Raj británico. Presencia militar británica en el Océano Índico sufre el efecto combinado de las capacidades de aguas azules reducidos de la Royal Navy y la soberanía sobre los territorios británicos impugnada en el Océano Índico. La controversia sobre la soberanía del archipiélago de Chagos con Mauricio, revelaciones de engaño y las investigaciones en curso sobre violaciones de derechos humanos causadas por el desalojo forzoso de Chagossians del Territorio Británico del Océano Índico por el Reino Unido, las alegaciones de Gobierno de los EE. UU. entrega extraordinaria y lugares negros en Diego García e histórico apoyo entre los países asiáticos para el proceso de descolonización; hacer que las islas no adecuados como una plataforma de lanzamiento comercial en el comercio del Océano Índico. Reino Unido es un miembro permanente P5 con derecho a veto del Consejo de Seguridad de la ONU (CSNU) aunque limitada por la subordinación estratégica de los EE. UU. a través de "relación especial" el Reino Unido y Estados Unidos y restringida por la política interna (El 29 de agosto de 2013 el movimiento para la intervención militar en la guerra civil siria fue derrotado 285-272 en la Cámara de los Comunes del Reino Unido).[477] Francia y Alemania han eclipsado la influencia del Reino Unido dentro de Europa (y en los EE. UU.).[478][479][480] El revisado Diario histórico de Cine, Radio y Televisión publicó un estudio sobre la cobertura de la geopolítica del sur de Asia y la economía a partir de 1947 a través de la BBC de 2008, que expone sesgo generalizado Indofóbico.[481][482][483][484]

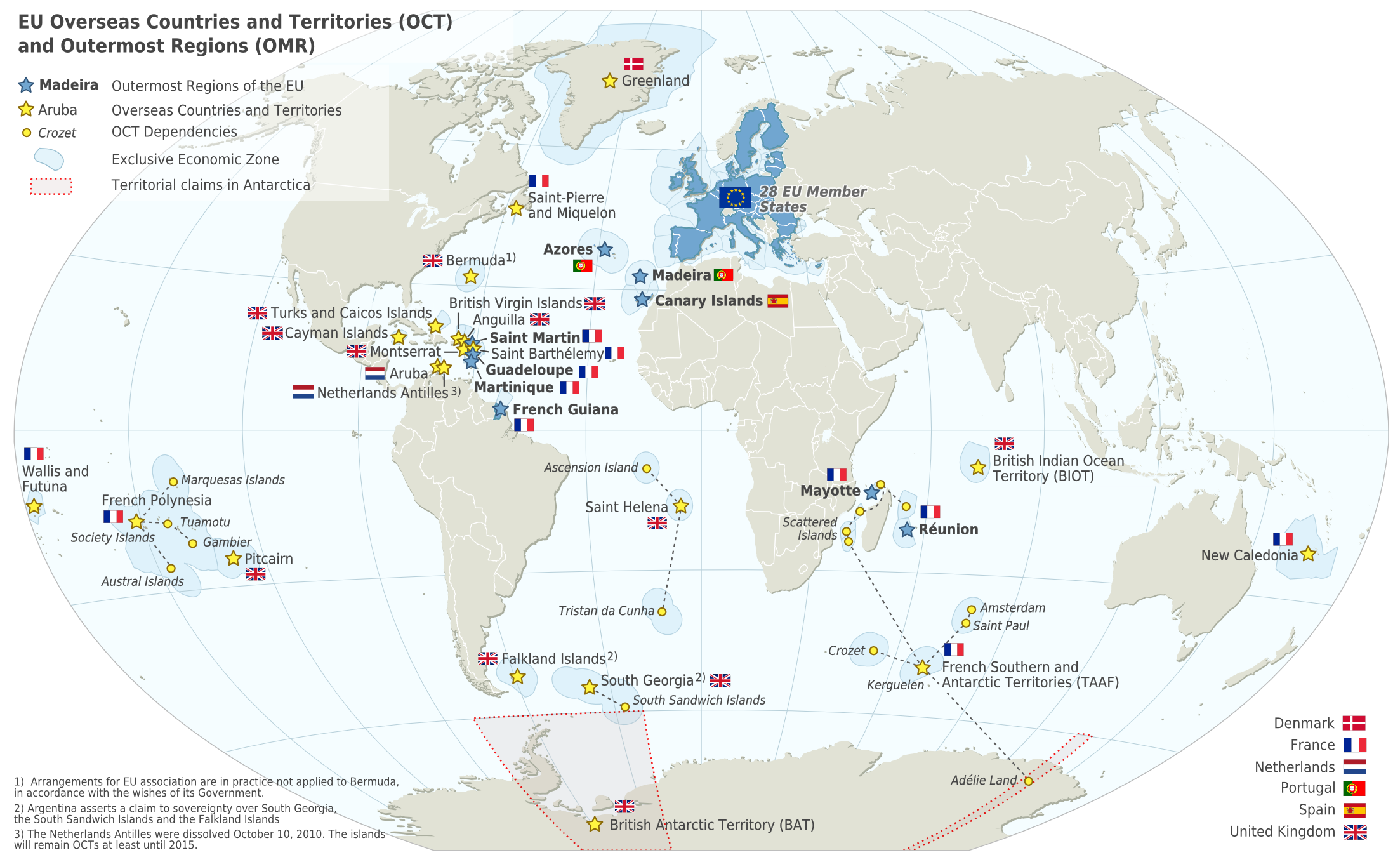
Mapa de la Unión Europea en el mundo (con los países y territorios de ultramar (PTU) y las regiones ultraperiféricas (OMR)).

- ALEMANIA: Los lazos Indo–Alemanes son transaccionales. La relación estratégica entre Alemania y la India sufre de una sostenida contra los asiáticos,[485] la discriminación institucionalizada contra gro minoritarios,[486][487][488][489] y los incidentes xenófobos contra los indios en Alemania. El ataque Mügeln 2007 turba de indios y de la Universidad de Leipzig 2015 controversia de prácticas ha enturbiado la relación predominantemente orientado comercial entre los dos países. La fuerte competencia entre los productos manufacturados extranjeros en el mercado de la India ha sido testigo de máquinas herramienta, piezas de automóviles y suministros médicos de planta cesión Mittelstand alemán a las importaciones de alta tecnología fabricados por empresas ubicadas en países de la ASEAN y BRICS.[490][491][492][493] El escándalo de control de la contaminación Volkswagen llamó la atención a los comportamientos corruptos en las salas de juntas alemanas[494][495][496] y traído a la memoria el escándalo de soborno HDW rodea la adquisición de submarinos de la clase Shishumar por la Armada de la India. La relación estratégica entre India y Alemania está limitada por la escasa importancia de la influencia geopolítica alemana en los asuntos asiáticos. Alemania no tiene huella estratégica en Asia. El alineamiento de las políticas de las instituciones de la Unión Europea en Bruselas, donde Alemania controla cada vez más los pasillos del poder,[497] con la visión de Alemania de Europa y las interminables dificultades causadas por las políticas de austeridad alemanas difíciles ha dado lugar a grandes protestas públicas contra los dictados de la troika BCE-UE y el FMI[498] y dibujado fuertes críticas de destacados economistas y observadores políticos.[499][500][501][502][503][504][505][506][507] La oferta de Alemania para un asiento permanente en el Consejo de Seguridad de las Naciones Unidas reformadas (CSNU) se enfrenta a varios obstáculos desalentadores: memorias no olvidadas de la era nazi de Alemania, malestar en toda Europa sobre el resurgimiento de los movimientos políticos de extrema derecha en Alemania (NPD, patriotas europeos contra la islamización de occidente)[508][509] junto a un aumento de los ataques violentos contra los extranjeros,[510][511][512][513][514][515] continuación de la relación escarchada con Rusia, aumentado la preocupación en cuanto a la postura política dura y rígida adoptada por el gobierno de Angela Merkel contra Grecia en el período previo al 2015 por defecto de la deuda soberana,[516][517][518][519][520][521][522] y desafiantes contra-propuestas de los miembros europeos del club del café (Italia, España y Malta)[523] en las preocupaciones de alterar el equilibrio de poder de Europa después de la Segunda Guerra Mundial.[524][525][526][527]

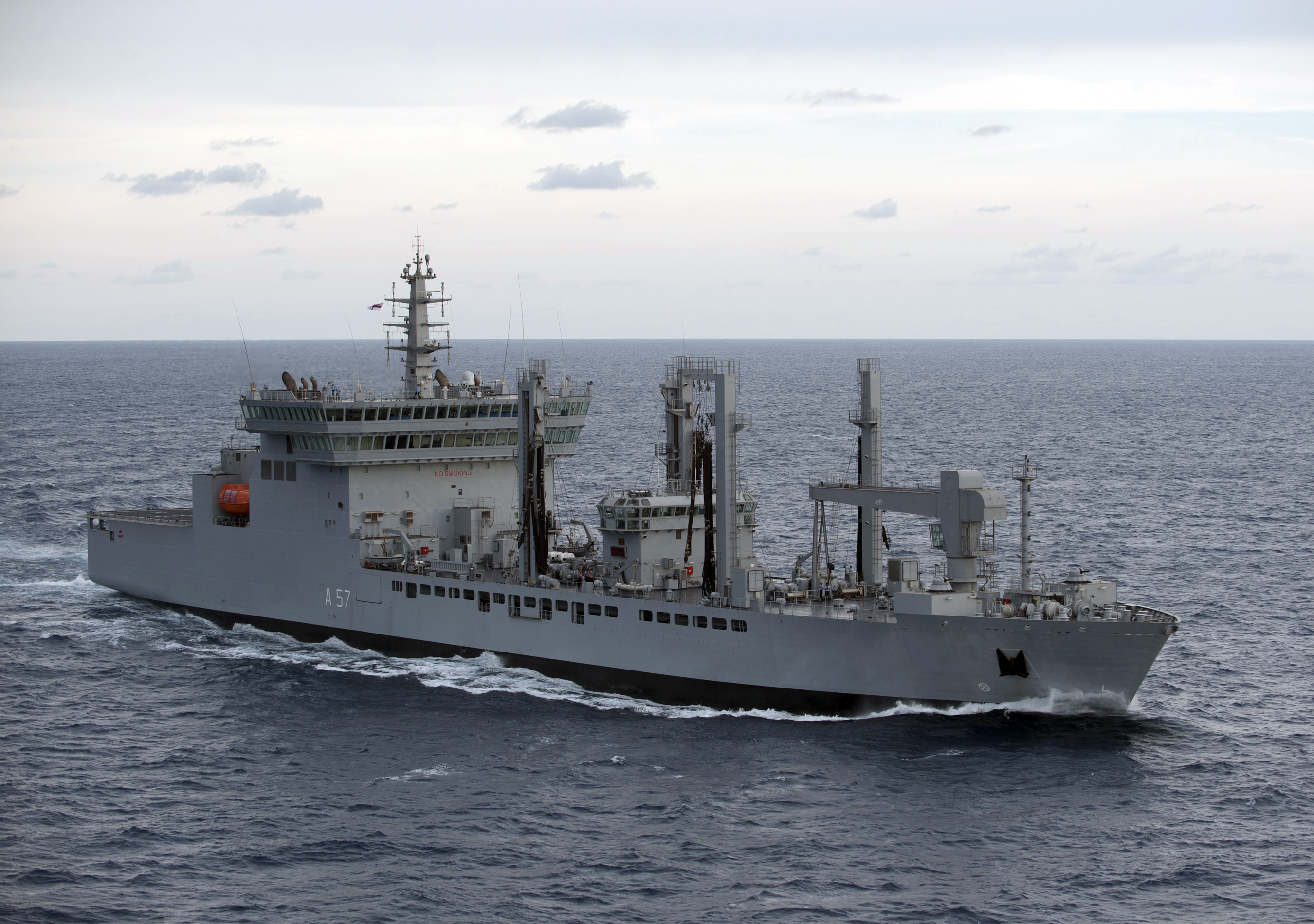
INS Shakti (A57) petrolero de la flota de la clase Deepak de la Armada de la India fue construido en Italia por Fincantieri

- ITALIA: Las relaciones indo-italianas, aunque históricamente cordiales, han entrado en una tendencia descendente empinada hasta el punto de llegar a ser discutible públicamente. En los últimos tiempos, el estado de las relaciones bilaterales entre India e Italia han reflejado la fortuna política de Sonia Maino-Gandhi, el líder italiano nacido del Congreso Nacional Indio y que era el líder de facto del gobierno de la UPA de Manmohan Singh. La relación sigue siendo contaminada por las investigaciones de incorrección en acuerdos de defensa que implican Italia y disputas legales sobre asuntos de la competencia judicial y la inmunidad soberana después de la muerte de dos pescadores indios por los marines de la marina italiana. Acciones italianas de politizar el tema se ha afianzado la determinación de la India de rechazar un acuerdo político y proseguir con el caso de los infantes de marina italianos a una conclusión judicial.[528] Según los informes, Italia ha recurrido a oponerse a la India dentro de la Unión Europea[529] y en los foros multilaterales: de amortiguación de los esfuerzos de la India en Bruselas para ir lento en la candidatura de la India para unirse al Régimen de Control de Tecnología de Misiles (RCTM).[530][531][532][533][534] El frágil estado de la economía italiana (severamente sacudido por la crisis de la deuda soberana europea cuando las economías necesitaban apoyo rescate) ha erosionado significativamente la influencia de Italia en la cuenca mediterránea. Política exterior y de defensa de Italia son guiados por el Tratado internacionalmente vinculante de Paz con Italia de 1947.
- POLONIA: India tenía relaciones cordiales con Polonia, tanto antes como después del final de la Guerra Fría. El fuerte crecimiento económico ha llevado al aumento de la influencia política y económica de Polonia dentro de Europa. Polonia es uno de los principales destinos de la IED en Europa por los países de la India. Comercio indio-polaco y la cooperación tecnológica son factores de la relación bilateral.
- ESPAÑA: Las relaciones bilaterales entre la India y España se centran principalmente hacia el comercio. El comercio bilateral entre la India y España en 2015 (enero a mayo) se situó en alrededor de $3 mil millones; las exportaciones de España a la India durante el periodo indicado se situaron en $1,0 mil millones y las exportaciones a España de India se situaron en $2,2 mil millones. España es de India 7.º socio comercial más grande de la Unión Europea.[535] España es el 12.º mayor inversor en la India con $1.8 mil millones en IED, sobre todo en infraestructura (Isolux Corsan, Grupo San José), las energías renovables (Gamesa), componentes de automóviles (Gestamp), la desalinización del agua (Abengoa) y al por menor única marca (Inditex - Zara / Mango) Un total de alrededor de 200 empresas españolas tienen filiales, empresas conjuntas, proyectos u oficinas de enlace y las oficinas de compra en la India.[535] 6 submarinos de la clase Kalvari (versión de exportación franco-hispana-clase scorpène DCN - Navantia ) están en construcción en la India, en colaboración con DCNS de Francia.[536]

### Perspectivas futuras

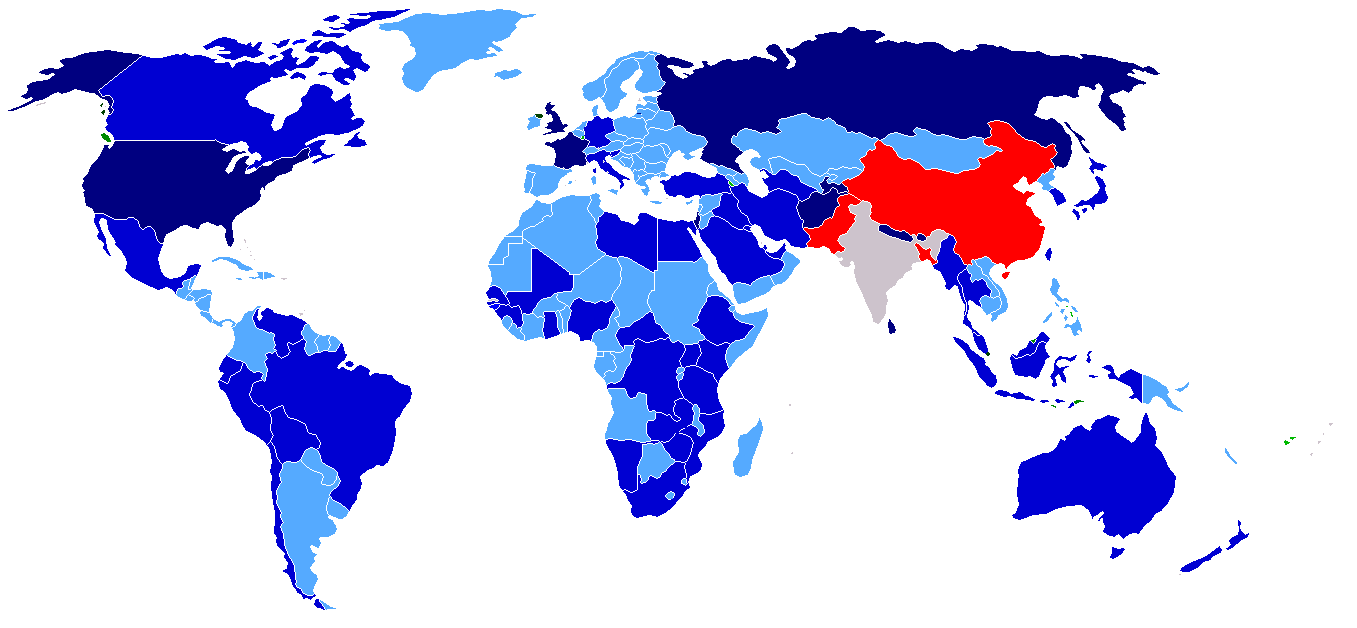
Relaciones exteriores de la India. Países de color azul oscuro que mantienen relaciones estratégicas, militares y económicos clave con la India; Países azules que tienen relaciones estratégicas y económicas clave con la India; Países de color azul claro que mantienen relaciones favorables con la India; Países rojos que tienen frontera en curso/disputas territoriales o que tienen guerras

Naranja oscuro: El subcontinente indio. Naranja claro: Otros países culturalmente vinculados a la India, en particular, Birmania, Tailandia, Camboya, Laos, Champa (Vietnam del Sur), Indonesia, Malasia, Brunéi y Singapur. Amarillas: Las regiones con influencia cultural india significativa, en especial Afganistán, Tíbet, la provincia de Yunnan de China y Filipinas.

El 23 de febrero de 2015, el Ministerio indio de Asuntos Exteriores ( MEA ) publicó un documento que resume el estado actual de compromiso con la Unión Europea una lista de prioridades nacionales de la India, con indicación de sus intereses fundamentales y que apuntan la dirección y los contornos de la futura relación entre la UE y la India:
- Salvaguardar la integridad territorial de la India, sus intereses económicos y comerciales, nutrir su patrimonio de la civilización y la mejora de su espacio estratégico;
- La creación de condiciones en nuestra vecindad inmediata con el fin de facilitar la canalización de una gran parte de nuestros recursos a la salud, educación, medio ambiente y otras áreas sociales vitales;
- El desarrollo de nuestras relaciones políticas internacionales para extender nuestros intereses cada vez más amplios círculos concéntricos, lo que permite el aprovechamiento completo de nuestros recursos políticos, económicos y técnicos.

En su intervención en el 2015 Diálogo Shangri-La, el ministro indio de Estado para el generador de Asuntos Exteriores (IDT) V. K. Singh, opinó : "Ha sido un año interesante para la MEA. El mayor énfasis en nuestra vecindad inmediata fue hace mucho tiempo que es más importante, creo que el único mensaje que ha salido de nuestra propia gente es que las vidas de la India, donde quiera que (...) puede ser, son de suma importancia. También me gusta creer que nuestras misiones y embajadas de todo el mundo son mucho más accesibles a nuestra propia gente de lo que eran antes. Vivimos en un mundo cambiante donde los retos son infinitos. MEA es la cara de esta nueva India para el resto del mundo tenemos excelentes personas totalmente comprometidas con el cuidado de nuestros intereses en todos los rincones del mundo el mensaje a todos los indios debe ser fuerte y claro - siempre estamos ahí para cuidar de sus intereses. La política exterior ha sido ajustada para favorecer los intereses de la India."

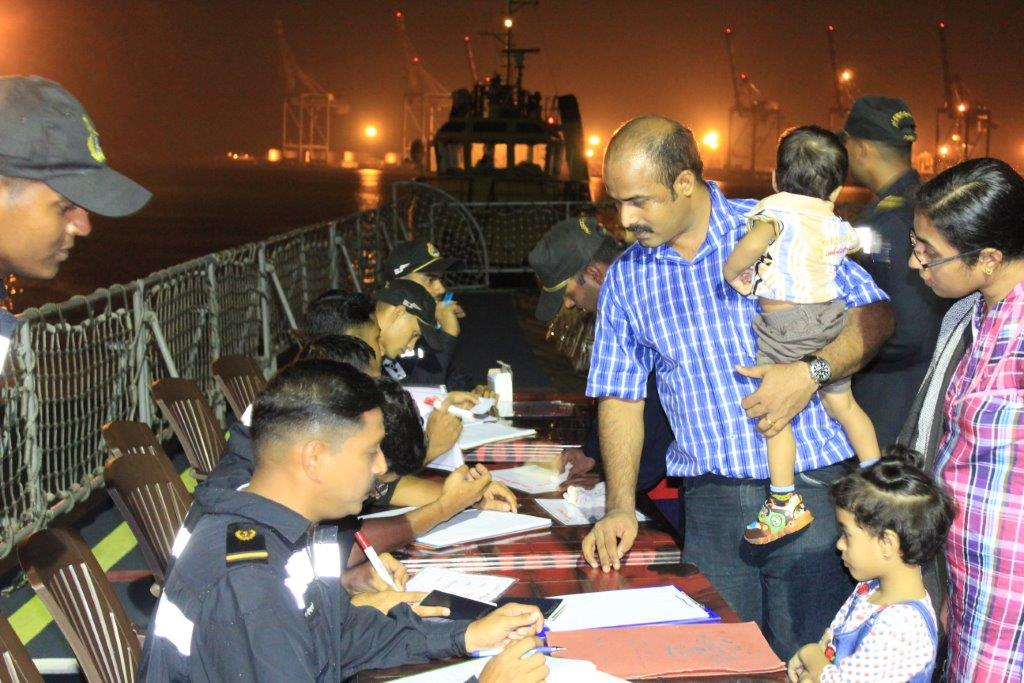
Ciudadanos indios que están siendo registrados para la evacuación de Yemen a bordo de un buque de guerra de la Armada de la India durante 2015 Operación Raahat

Reconociendo el paradigma cambiante de la seguridad en Asia, el ministro indio de Estado para la Defensa Rao Inderjit Singh, subrayó la importancia de la preparación nacional para dar cabida eficiente a los retos generados en la gestión de los bienes comunes globales: "Nuevos conceptos como la seguridad alimentaria, la seguridad energética, la seguridad del agua, seguridad de la información y la seguridad de la navegación han surgido en el discurso estratégico. También hemos llegado a considerar a los desastres naturales y epidemias masivas como amenazas a la seguridad, ya que a menudo pueden crear problemas en nuestras vidas y sociedades mucho más dramáticamente que incluso las amenazas militares. Estas nuevos y holísticas concepciones de seguridad han dado lugar a nuevas formas de cooperación de seguridad entre las naciones. Anteriormente, los países se protegían contra amenazas militares tradicionales mediante la adopción de formas de neutralidad o alineándose en los acuerdos de defensa mutua con otros países. en nuestra época, hemos desarrollado una nueva forma de cooperación de seguridad, uno que se basa en regular, el diálogo estructurado entre las diferentes naciones y no en alianzas formales."
En una conferencia sobre "Seguridad del Estado, Estado del arte y conflicto de valores ", el asesor de Seguridad Nacional Ajit Doval declaró : "El poder no es tan bueno como lo tienen, pero tan bueno como puede ejercerla."
Señalando que la alineación global en un mundo multipolar había reemplazado a la política exterior de la Guerra Fría tradicional de la India de no alineamiento, ministro de Estado de Carbón, Energías Nuevas y Renovables, Piyush Goyal declaró : "El cambio de "no alineamiento" de 'alineamiento global' se basa en la visión a largo plazo y ayudó a la India obtener una mayor aceptación en el mundo", y pasó a aclarar que la India no podía permitirse el lujo de permanecer aislados como fuente de equilibrio en un mundo globalizado en el que el país estaba emergiendo rápidamente como una potencia líder.
En una advertencia apenas velada a los elementos antinacionales, ministro de Estado para la Información y Radiodifusión Coronel (retirado) Rajyavardhan Singh Rathore puso sobre aviso: "los enemigos de la India no deben descansar en paz. El gobierno hará lo que sea necesario para neutralizar a los enemigos de la nación."

## Relación institucional EU28 -India
La Unión Europea, tras el Tratado de Lisboa entró en vigor, puede ser caracterizado como un sui generis transnacional entidad política y jurídica. Las instituciones de la Unión Europea derivan su autoridad sobre la base de los derechos de soberanía delegadas por los Estados miembros a Bruselas. Instituciones de la Unión Europea no tienen derechos soberanos, pero pueden celebrar tratados (sujeto a la ratificación en los parlamentos nacionales de los Estados miembros de la UE) en aquellos campos donde la competencia ha sido totalmente delegadas a la Unión Europea. Según el derecho internacional, la legitimidad soberana reside en las capitales nacionales de los Estados miembros de la Unión Europea.

### Historia
India fue uno de los primeros países en desarrollar las relaciones con los predecesores de la Unión Europea. En 1963, la India inició un diálogo diplomático con la Comunidad Económica Europea (CEE). La Declaración política conjunta de 1993 y el Acuerdo de Cooperación 1994 fueron los acuerdos fundamentales para la asociación bilateral. En 2004, la India y la Unión Europea iniciaron un "diálogo estratégico". Un plan de acción conjunto fue acordado en 2005 y actualizado en 2008. Los estados de la India-UE se publicaron en 2009 y 2012 a raíz de las cumbres de la Unión Europea-India.
En 2014, la Comisión Europea inició el proceso de ayuda al desarrollo "graduación" para desviar la asistencia fuera de la India y otras economías emergentes de crecimiento líder y con el fin de concentrar los recursos en los países menos desarrollados.
India y la Comisión Europea (con un mandato de negociación del Consejo Europeo) iniciaron las negociaciones de un Tratado de Libre Comercio (TLC) llamado el Acuerdo de Comercio e Inversión de base amplia (BTIA) en 2007. Siete rondas de negociaciones se ha completado sin llegar a un acuerdo de libre comercio. grupos de la sociedad civil y de interés público en los países de la India, Brasil y la UE se han opuesto a la propuesta de la Unión Europea-India TLC. Burak Akçapar, Embajador de Turquía en la India opinó que las cláusulas sociales del ALC UE-India tendrán un costo de $ 6 billones de la India en las exportaciones perdidas.
A partir de noviembre de 2015, las negociaciones comerciales se mantuvieron en un punto muerto después de no poder resolver las diferencias relacionadas con cuestiones tales como los derechos de propiedad intelectual (DPI), los niveles de IED permisible, el acceso al mercado, obligaciones de abastecimiento interno en el comercio minorista multimarca, la fabricación de medicamentos genéricos, salvaguardias antidumping, las emisiones de gases de efecto invernadero, la legislación civil generación de energía nuclear, los subsidios agrícolas, la sustitución de los cultivos comerciales tradicionales con estéril manipulados genéticamente y patentadas variantes, la regulación y las garantías de los sectores financieros y de seguros, la cooperación en la evasión de impuestos y lavado de dinero, la financiación en el extranjero y el seguimiento de las ONG en la India, las restricciones de visado de trabajo, restricciones a la transferencia de tecnología, la cooperación en los embargos (Rusia & Iran), etc.
Con referencia a la ALC UE-India, profesor Rajendra Jain del Centro de Estudios Europeos de la Universidad Jawaharlal Nehru, opinó: " La razón por la que no hubo avances en las conversaciones se debe a una falta de coincidencia de los niveles de ambiciones y expectativas. Tiene que haber un dar y recibir, ( ... ) creo que la UE ha tenido una tendencia de más de negociación a veces. Tiene que haber realismo en las negociaciones cuando se reanuden. Es hora de dejar de mirar."

### Relación de Bruselas-Nueva Delhi
"Nueva Delhi tiene un ancho de banda muy limitado para los funcionarios de Bruselas, todos los cuales tienen títulos que suenan importantes, pero con frecuencia perspectivas diferentes sobre la superposición de mandatos"; afirmó el ex diplomático canadiense y Rector de la Universidad (UNU) David Malone de las Naciones Unidas, la evaluación sin rodeos la eficacia cualitativa de los planes de acción conjuntos elaboradamente diseñado por la UE y la India como: "estas medidas conducen principalmente al diálogo, compromisos para promover el diálogo, y los comités exploratorios y grupos de trabajo, en lugar de a las medidas de política significativos o avances económicos.". El ex canciller francés, Hubert Vedrine hizo eco del sentimiento que dice "la UE pasa demasiado tiempo la emisión de declaraciones bien intencionadas en vez de hacer frente a las duras realidades de un mundo en bruto". El ex Alto Comisionado británico en Nueva Delhi, Sir Michael Arthur, advirtió que la relación con la Unión Europea ya se encontraba en un estado de regresión porque la India ve mucho el mundo en términos de estados-nación; una opinión compartida por Shashi Tharoor, actualmente el presidente del Comité Parlamentario Permanente de la India de Asuntos Exteriores, que opinó que la Política Exterior y de Seguridad Común (PESC) de las instituciones de la Unión Europea ha de ofrecer a la India por encima de un valor añadido que ya se puede obtener a través de las relaciones bilaterales con socios estratégicos en Europa (Francia y Reino Unido siguen siendo los jugadores geopolíticos influyentes como miembros del CSNU P5 y que cuando se unen por Alemania forman la troika UE- 3, que representa la mayor parte del comercio entre la UE y la India). "El peligro es que Nueva Delhi escribirá a Europa como un encantador pero irrelevante continente, ideal para unas vacaciones de verano, pero no para un asunto serio." dijo Tharoor y observaron que las relaciones entre India y la UE carecen de sustancia y peso estratégico en cuestiones de interés fundamental para la India.
Un informe publicado en octubre de 2015 los miembros del Consejo Europeo para la Investigación de Asuntos Exteriores (ECFR) después de un viaje de campo para cumplir con los legisladores, académicos y empresarios de la India declaró: "La división Norte-Sur enfrenta Europa como un dador de clases contra una India que a menudo no aceptarán ellos, una India que puede decir no. Añadir esto a la postura internacional de defensa y anti-intervencionista de la India y las tendencias centrífugas de Europa cada vez más, y las relaciones entre India y Europa comienzan a parecerse a un accidente de coche."
Deficiencias de Europa sobre los temas de la ley y el orden, los derechos humanos y las prácticas comerciales han disminuido el discurso de la Unión Europea sobre el comportamiento y las prácticas normativas: las preocupaciones expresadas por las Naciones Unidas con respecto al trato de los migrantes y solicitantes de asilo, estanterías de los casos de brutalidad por parte de agentes de la ley y el orden, la trata de seres humanos, los casos de perfil racial, la opacidad con respecto a las consultas en los centros de detención y de abuso infantil (Centro de Yarl madera Inmigración de eliminación, los casos de abuso sexual de la Iglesia Católica, la belga red de tráfico pedófilo Marc Dutroux, el escándalo sexual infantil de explotación Rotherham), las actividades de lavado de dinero por parte de bandas criminales, investigaciones a medias en la participación de varios de la UE-28 países en el programa de entregas extraordinarias de la CIA, las investigaciones no concluyentes sobre el uso ilegal de la tortura por o en la presencia de fuerzas especiales europeas y agentes de inteligencia en "lugares negros', revelaciones de los programas de vigilancia de masas que indiscriminados apuntan la vida privada de los ciudadanos comunes, procesamientos débiles contra las instituciones e individuos responsables de manipulaciones comerciales y las distorsiones del mercado (precio-fijaciones, ententes, carteles, valuaciones, ratings, etiquetados estatutarias y los subsidios mal usados por oligopolios), la complacencia política hacia los activos protegidos por los HNWI en paraísos fiscales e instituciones de beneficencia (fideicomisos y fundaciones), evasión fiscal agresiva por parte de las empresas a través de acuerdos de fijación de precios de transferencia de las ganancias, fraude en el IVA, el lavado de dinero a través de bancos europeos utilizando técnicas basadas en el comercio falso-factura, continuación de la discriminación institucionalizada dirigida a grupos étnicos (Derechos de los romaníes en la Unión Europea y el desalojo de los habitantes de Chagos), la discriminación laboral de las minorías, la homofobia, el nepotismo, etc.,
En 2014, el Parlamento Europeo aprobó la designación de Udo Voigt, un eurodiputado de extrema derecha de Alemania que ha sido condenado por glorificar Waffen SS del partido nazi, al Parlamento Europeo Comisión de Libertades Civiles, Justicia y Asuntos de Interior.
Varios escándalos corporativos de alto perfil han mostrado serias deficiencias en materia de Responsabilidad Social Empresarial (RSE) en la que los grandes conglomerados basados en la Unión Europea han manipulado ilegalmente y en la cuneta de la salud, la seguridad, el medio ambiente o los reglamentos financieros. En 2013 el escándalo de la adulteración carne, escándalo Libor fijación y 2008 escándalo de soborno de Siemens son ejemplos de escándalos recientes relacionados con las prácticas comerciales poco éticas por parte de empresas multinacionales europeas que han engatusado clientes confiados. En marzo de 2015, Finnwatch una ONG con sede en Finlandia acusó a la empresa finlandesa Wärtsilä multinacional de ingeniería de las prácticas laborales sospechosas que incluían el pago de los agricultores de autoconsumo salarios mínimos que son apenas lo suficiente para vivir. Los grupos de derechos humanos y de la Organización Internacional del Trabajo han sido profundamente críticos de la utilización del trabajo forzoso proporcionada por la junta militar en la construcción del gasoducto de gas natural de Yadana por el gigante petrolero francés S.A. total en Myanmar. En septiembre de 2015, los investigadores estadounidenses revelaron que el fabricante de automóviles alemán Volkswagen había instalado ilegalmente "dispositivos de desactivación" en los vehículos con el fin de engañar a las pruebas de laboratorio de control de la contaminación en los coches que, en realidad emite entre 10 y 40 veces las emisiones estándar de EE. UU. "El uso de un dispositivo de desactivación en los coches para evadir normas de aire limpio es ilegal y constituye una amenaza para la salud pública", dijo Cynthia Giles, la administradora adjunta para la aplicación en la Agencia de Protección Ambiental de Estados Unidos (EPA). Ferdinand Dudenhoeffer, jefe del Centro de Investigación del Automóvil de la Universidad de Duisburg- Essen, dijo: " Este desastre está más allá de todas las expectativas". Según la firma de la ley estadounidense Hagens Berman que ha puesto en marcha una demanda colectiva en contra de Volkswagen: " Mientras que Volkswagen indica a los consumidores que sus vehículos de diésel cumplen con las normas de emisiones, los propietarios de vehículos son engañados a pagar por los vehículos que no cumplan con esta norma y sin saberlo, pagar más por calidad que nunca reciben".
India percibe ciertos aspectos de la agenda europea de los derechos humanos (cláusulas sociales) y algunos de los requisitos legales de trabajo o medidas de precaución en la seguridad ambiental como barreras comerciales no arancelarias proteccionistas. Restricciones comerciales recurrentes sobre los productos indios decididos por la Comisión Europea (alrededor de 700 medicamentos genéricos en lista negra en 2015 que siguió a una prohibición de importación anterior sobre las frutas y verduras de la India en 2014) y la Resolución del Parlamento Europeo de 2015 sobre presuntas violaciones de los derechos humanos por parte de la India son ejemplos de acciones recientes que eran inútiles impedimentos a la mejora de las relaciones Unión Europea-India.

Las emisiones globales acumuladas relacionadas con la energía de dióxido de carbono entre 1890-2007. Fuente: Agencia Internacional de la Energía (2009)

Las comparaciones de consumo per cápita y el desperdicio de alimentos, agua y energía, entre la Unión Europea y los países en desarrollo polariza de forma rápida los discursos sobre la protección del medio ambiente y el cambio climático. Control de la contaminación es un tema donde los ciudadanos dentro de las economías emergentes (India, China, Indonesia) están a su vez exigiendo que sus gobiernos actúen de manera decisiva en temas de aire, el agua y la calidad del suelo con una legislación más estricta para la gestión de residuos industriales y la mejora de las normas para hacer frente a los contaminantes peligrosos.
En Asia, los diplomáticos europeos se perciben como pretenciosos y condescendientes. Interlocutores europeos se dice que aparecen anclados en el pasado, ajenos a las realidades geopolíticas del siglo 21 asiáticos y aparentemente mal entrenados para la comprensión de Asia.
Los funcionarios europeos se sabe que persisten con narrativas estereotipadas y las quejas de que la India es de escasos recursos.
Ambas partes están acusados de arrogancia.
Los políticos y burócratas que visitan países del sur de Asia son conocidos por carecer de sentido básico de decoro social y finura diplomática, en representación oficial. La falta de preparación en el protocolo diplomático, las normas culturales, habilidades culinarias y la etiqueta baño hace propensos a cometer faux-pas a la vergüenza de sus anfitriones, impotencia silenciado del personal de la embajada y la diversión de la prensa-corps. Los funcionarios chinos son conocidos por prestar atención a su aspecto exterior y practicar sus funciones/acciones que están coreografiados cuidadosamente antes de mano para el más mínimo detalle. En junio de 2015, una delegación del Parlamento de la India invitó al Parlamento Europeo en Bruselas, incluía un delegado que llevaba zapatos deportivos para una reunión con el presidente del Parlamento Europeo, Martin Schulz.

### Diálogo estratégico UE-India
El diálogo estratégico entre la Unión Europea y la India bajo rendimiento ha sido calificada como alta en retórica y poca en sustancia.
Bruselas tiene poco para interesar a Nueva Delhi debido a que los aspectos geopolíticos y económicos del diálogo de consulta con las instituciones de la Unión Europea son preadjudicados a través de las relaciones bilaterales con Washington, Pekín, Moscú, París, Londres y Berlín. En temas de seguridad global, exterior francesa y el Reino Unido y la influencia de defensa supera fácilmente la Exterior Común de la Unión Europea y de Seguridad Común (PESC).
El diálogo de la India con las Instituciones de la Unión Europea está condicionada a través de los cristales de las relaciones estratégicas bilaterales con la UE-3 países, estado de las relaciones Francia-Alemania, el balance global europeo de la energía, y las oportunidades comerciales específicas con los Estados miembros soberanos de la Unión Europea.
Los jefes de Estado o de Gobierno de los Estados miembros de la UE se han vuelto cada vez más firme para hacer frente a los problemas globales críticos y con frecuencia pasar por alto las estructuras de política exterior de la UE sobre asuntos de interés nacional, lo que reduce las funciones de los agentes con sede en Bruselas.
Históricamente bajo número de visitas de alto nivel a la India por el principio Figura-jefes de la Unión Europea (Presidente del Consejo Europeo, Presidente de la Comisión Europea y el presidente del Parlamento Europeo) es un indicador de dónde Nueva Delhi se encuentra en las prioridades de la Unión Europea.
El primer ministro indio Narendra Modi viajó en visitas oficiales a Francia y Alemania en abril de 2015 para los debates estratégicos bilaterales con el presidente francés, François Hollande, y la canciller alemana, Angela Merkel. A principios de los planes para cumplir con la nueva dirección de las instituciones de la Unión Europea en Bruselas fueron cancelados.
Declaraciones ideológicas de principios de las instituciones de la Unión Europea y las resoluciones del Parlamento Europeo electoralmente motivados sobre las deficiencias de los derechos de las minorías y la libertad religiosa en la India, las denuncias de violaciones de los derechos humanos y las opiniones divergentes sobre el comercio bilateral y los conflictos de acceso al mercado, han conducido colectivamente a una helada relación entre Bruselas y Nueva Delhi.
Negociaciones comerciales contenciosas entre la Comisión Europea y Nueva Delhi, arengando sobre los derechos humanos por parte del Parlamento Europeo, la incapacidad de la Unión Europea para ser un proveedor independiente de seguridad global o corredor creíble, y la impotencia de las instituciones de la Unión Europea en determinación de los resultados geopolíticos se citan a menudo como razones que han impedido el diálogo estratégico de maduración en todo su potencial como una relación estratégica.
Fredrik Erixon, quien ha asesorado a los gobiernos británicos y suecos como también el Banco Mundial, explica que las conversaciones comerciales difíciles son la parte visible de un abismo mucho más amplio que separa Unión Europea (UE) y los gobiernos de Asia: " los problemas son mucho más acerca de las instituciones y regulaciones que sobre las tarifas". Ericson opina que Asia y Europa son por lo general políticamente aislados unos de otros: "Europa no tiene ninguna influencia real en la dirección política de Asia, no siendo ni una inspiración ni una irritación ( ... ) No es muy diferente a la inversa tampoco y Asia o los gobiernos asiáticos individuales no infunden mucha influencia en Europa." Mientras que los europeos se quejan de que la India está obsesionado con los Estados Unidos de América, los indios tienen dificultades para suprimir la frustración que Europa presta mucha más atención a la autoritaria China de una India democrática.
Un estudio elaborado en junio de 2015 para la Comisión del Parlamento Europeo de Asuntos Exteriores pintó un panorama sombrío para la relación UE-India en ausencia de correcciones de rumbo aún más difícil de alcanzar: " Una cumbre UE-India no es probable que suceda en el corto plazo. Por otra parte, las soluciones políticas extraordinarias que ahora se necesitan para romper el punto muerto, reiniciar las negociaciones comerciales y desarrollar la cooperación estratégica en materia de seguridad. Entendimiento político y estratégico fuerte junto con la cooperación integrada entre la India y los Estados miembros principales de la UE no se está traduciendo en la UE. (...) de alguna manera, también hay una percepción en la India de que las relaciones bilaterales con los Estados miembros grandes son mucho más importantes que los lazos y los responsables de las políticas de la UE y la India se centran, por lo tanto, en los principales estados miembros en lugar de la UE."
Yuxtaposición del soberano impago de la deuda, crisis de la migración en masa éxodo griego dentro de la zona de libre circulación de Schengen, hábil maniobra geopolítica por un resurgimiento de Rusia, y el alto perfil de casos de fraude corporativo han hecho mella seriamente la posición de la Unión Europea en el mundo y ha formulado preguntas acerca la capacidad de Europa para manejar los problemas en casa.

### Repercusiones de los programas nacionales de Onto diálogo UE-India
Rivalidades históricas, alineamientos regionales durante la época de la Guerra Fría y las consideraciones socioeconómicas nacionales han inculcado un sentido de paranoia en la mayoría de los países asiáticos cuando se trata de problemas de la frontera. Los pescadores que operan en las zonas de pesca históricas con frecuencia tienen sus embarcaciones y equipos confiscados por las agencias marítimas de la India, Sri Lanka, Pakistán y Bangladés para la pesca en aguas costeras disputadas. El contrabando de artículos de contrabando (especialmente de armas y municiones por las milicias y trajes separatista), los ataques de Mumbai 2008 por terroristas marítimos, la aparición de Personal Privado de Protección Armada (PPPA) y armerías que flotan libremente reguladas en la región del Océano Índico ha hecho que la India adopte una postura rígida en materia de seguridad marítima y el transporte de armas. Aumento de la militarización del Océano Índico ha visto el Gobierno de la India reafirmar el control jurisdiccional sobre los límites marítimos y revisar la gestión operativa de las rutas marítimas y zonas marítimas. Mientras que la India ha apoyado constantemente la libertad de navegación y sobrevuelo en aguas internacionales y el espacio aéreo, ha exigido mejoras en la gestión del tráfico legítimo de aire/mar y un control más estricto de los buques con bandera de conveniencia.
- Caso de homicidio contra los marines italianos VPD: Italia había amenazado para aprovechar su influencia dentro de las instituciones de la Unión Europea para impactar las relaciones con la India sobre las disputas legales en curso en relación con el caso de dos infantes de marina de la Armada italiana que la India considera responsable de los disparos que conducen a la muerte de dos pescadores indios.[650][651][652][653][654][655] Federica Mogherini, que era el ministro de Asuntos Exteriores Italiano antes de convertirse en el EUHRVP y jefe del Servicio de Asuntos Exteriores Europeo (SEAE) dijo ante el Parlamento Europeo en enero el año 2015 que "es bueno para que todos sean plenamente conscientes de la cantidad de un impacto sin resolver disputa de los dos oficiales de la Marina italiana puede tener en las relaciones entre la UE y la India. Se les está poniendo a prueba". Los eurodiputados italianos llevaron debates en el Parlamento Europeo y obtuvieron una resolución de condena a la India por presuntas violaciones de los derechos humanos de los dos infantes de marina de la Armada Italiana.[656][657] Los squibblings legales sobre el destino de los dos infantes de marina italianos suman ya tensas relaciones bilaterales siguiendo investigaciones anteriores en Italia, que reveló que Finmeccanica había realizado pagos ilegales en la adquisición de una flota de 12 helicópteros AgustaWestland AW101 por la Fuerza Aérea de la India. El Servicio de Asuntos Exteriores Europeo (SEAE) decidió no responder a las preguntas de la India repetidos en las fechas para el primer ministro indio para visitar Bruselas.[658] Cesare Onestini, el cargo político de Negocios de la Delegación de la Unión Europea en la India, dijo: "No hay fecha que se ha propuesto formalmente al lado indio."[659][660][661] Presidente del Parlamento Europeo para la delegación sobre las relaciones con la India, Geoffrey Van Orden, dijo: " Este (tema marines italiano) no debe ser una cuestión que afecta a la relación entre la UE y la India. Esta (la relación entre la UE y la India) es algo mucho más grande y más amplia plataforma para unir. Es por ello que hemos expresado su decepción de que la cumbre se ha aplazado,".[662] Van Orden añadió: " Damos importancia a la privación de libertad de los ciudadanos de nuestros Estados miembros ( ... ) Hacemos respetar el proceso jurídico de la India, pero pensamos que el caso ha llevado demasiado tiempo y nos gustaría ver que se acelere. Aun así, el parlamento Europeo estaría muy preocupado si tuviera alguna evidencia de que el retraso cumbre UE- India tenía nada que ver con el caso de los infantes de marina."[663] Vicepresidente, Nina Gill advirtió: "Creo que sería muy lamentable que (marines italianos) la cuestión tuviera algo que ver en ello".[664] La candidatura de Italia para evitar que el caso llegara a juicio en la India (con la participación de la Iglesia católica, proponiendo dinero de sangre a las víctimas, y de forma activa estancamiento procedimientos legales) parece haber endurecido la postura de la India.[665][666][667]
- El caso de MV de Seaman Guardia Ohio: En octubre de 2013, el Servicio de Guardacostas indio detenido MV marinero Guardia Ohio, un recipiente de seguridad marítima de propiedad privada a bordo de los cuales se emplearon varios exmilitares estonios (y británicos) como guardias marinos privadas armados por AdvanFort.[668] Los diputados estonios ofrecen apoyo a Italia en el caso de los infantes de marina de la Armada italiana como señal de solidaridad europea y también para crear conciencia sobre 14 ciudadanos estonios que fueron condenados a la custodia judicial de allanamiento marítima, arsenal flotante ilegales y armas relacionadas con cargos.[669]
- Baja de armas de Purulia: Un acondicionador de soltar no autorizada de armas de un Antonov An -26 aeronaves registradas de Ucrania en el estado de Bengala Occidental el 17 de diciembre de 1995, que involucró a una compañía de comercio de armas con sede en Yorkshire, dio como resultado que el Gobierno de la India presentara cargos contra los ciudadanos europeos de Dinamarca, Letonia y el Reino Unido. La baja de armas de Purulia dejó tensas relaciones entre la India y Dinamarca.
- Indulgencia judicial para los extranjeros: Resoluciones aprobadas por el Parlamento Europeo que exigen el levantamiento de los procesos penales contra ciudadanos de la UE son rechazadas por el Gobierno de la India como los intentos de subvertir el curso del proceso judicial. Los extranjeros que entran o permanecen en la India bajo el (Overseas ciudadano de la India) esquema de la OCI se consideran dentro del ámbito del poder judicial indio. En 2012, el Tribunal Supremo de la India se anticipó a un intento por parte del Gobierno de Italia para subvertir el poder judicial indio que usa las inmunidades diplomáticas ofrecidas bajo la Convención de Viena sobre relaciones diplomáticas.[670]
- El apoyo a los grupos insurgentes: la India ha criticado en repetidas ocasiones a la Unión Europea por no frenar las actividades políticas y financieras de los grupos militantes los que figuran en las listas de organizaciones prohibidas de las Naciones Unidas y Gobierno de la India. Las actividades de cabildeo de las ONG en el Parlamento Europeo y declaraciones públicas de los eurodiputados parciales a la causa de los movimientos militantes (Cachemira insurgencia, insurgencia naxalita, insurgencia en noreste de la India) es una causa recurrente de preocupación para las autoridades indias.
- Informes por Países sobre Derechos y Prácticas: El Ministerio del Interior de la India, a través de una declaración jurada presentada al Tribunal Supremo de Delhi el 13 de febrero de 2015, se reivindica que los Informes por Países sobre Derechos y prácticas se han convertido en instrumentos de la política exterior: "Estados Unidos, Reino Unido y la UE tienen claramente se menciona en los documentos del gobierno y pronunciamientos que estos informes se realizan con el propósito de su ser utilizados como instrumentos de la política exterior". La declaración también afirmó que los informes de los Estados Unidos, Reino Unido y el Parlamento Europeo fueron parciales, ya que "no proporcionan oportunidad para el Gobierno de la India o de la embajada/alta comisión local para grabar su opinión y son muy desfavorables para el país en cuestión".[671]
- La manipulación de las ONG indias por donantes extranjeros: Un informe de la Oficina de Inteligencia de la India[672] publicado en 2014 señaló que el lavado de dinero en Europa por grupos terroristas y la participación de las ONG europeas financiadas en la instigación de activismo en temas que son de interés en el desarrollo del núcleo de la India.[673] El gobierno de la UPA de Manmohan Singh inició una ofensiva contra las agencias de ayuda y los grupos de derechos humanos para reducir el apoyo financiero a las actividades de desobediencia civil que son perjudiciales para el programa de desarrollo de la India. El gobierno de NDA de Narendra Modi cumple una estricta supervisión en el desembolso de la financiación exterior recibida por las ONG nacionales. Revelaciones de WikiLeaks que las agencias de inteligencia occidentales han utilizado los cooperantes extranjeros y el personal de las organizaciones no gubernamentales como la cubierta no oficial hizo que el gobierno de la India hiciera un paso al seguimiento de los teléfonos por satélite y el movimiento de personal al servicio de las organizaciones de ayuda humanitaria y las agencias de ayuda al desarrollo en las proximidades lugares de delicados.[674][675] En los últimos años, la India ha deportado en la lista negra y los extranjeros por motivos de violaciones de visado para estancias de negocios o de investigación no autorizada sobre el tema de los derechos humanos y movimientos sociales.[676][677]

## Antecedentes y contexto
Determinantes que influyen en las relaciones entre Europa y la India.

### Estado actual de la cuestión

#### GoI@Delhi
- Ministerio de Asuntos Exteriores: India ha invitado al presidente francés, Francois Hollande para ser el invitado principal en el desfile del Día de la República 2016 en Nueva Delhi el 26 de enero de 2016. La invitación fue transportada a través del ministro de Relaciones Exteriores de Francia, Laurent Fabius, hacer de Francia el único país que se invitará a un establecimiento 5 veces al evento ceremonial nacional altamente simbólico. El desfile 2016 Día de la República de la India contará con la participación por primera vez de un contingente de tropas extranjeras en el desfile. Un destacamento de 56 soldados del Ejército Francés del 35.º Regimiento de infantería de la 7.ª. brigada armada ha sido invitado a marchar por Rajpath en Nueva Delhi.[458] El presidente estadounidense, Barack Obama fue el invitado principal del desfile 2015 Día de la República.[678][679][680]
- Comercio e Industria: Las conversaciones para reactivar las negociaciones UE-India estancadas sobre un acuerdo comercial y de inversiones basado en sentido amplio (BTIA), que se espera que se celebró en Nueva Delhi el 28 de agosto de 2015, se han cancelado sine die después de una prohibición de la Comisión Europea en productos farmacéuticos, que fue formalizado en mayo de 2015.[681][682][683] Ministerio de la India de Comercio e Industria en un comunicado oficial dijo: "Esta decisión se ha tomado como la decepción del Gobierno de la India y preocupado por la acción de la UE en la imposición de una prohibición jurídicamente vinculante sobre la venta de alrededor de 700 productos farmacéuticos clínicamente probados por GVK Biosciences,".[684] El ministro de Comercio e Industria Nirmala Sitharaman dio la perspectiva de la India sobre la prohibición decidida por la Comisión Europea : "Si no nos da una respuesta convincente un paso unilateral puede ser tomada por la UE en un sector que ha establecido la calidad y es universalmente aceptado para proporcionar ahorro de vida de medicamentos a precios asequibles, pensé USP de la India, la marca de la India, se está cuestionando la fortaleza de la India".[685][686]
- Comercio e Industria: el ministro de Comercio e Industria, Nirmala Sitharaman declaró que las negociaciones entre la UE y la India para un TLC tendría que no incluir compromisos arancelarios sobre auto-partes, ni la liberalización del comercio minorista multimarca y servicios legales. La India ha adoptado una postura firme en las posiciones indicadas relativas a la libre circulación de trabajadores cualificados, los casquillos sectoriales sobre visas de trabajo, condición de "nación de datos segura ' y los derechos de propiedad intelectual.[687]
- Comisión de Energía Atómica de la India: Ratan Kumar Sinha, el Secretario del Departamento de Energía Atómica, así como Presidente de la Comisión de Energía Atómica de la India reveló que la India ha solicitado su adhesión asociado del instituto de investigación de primera CERN después de la liquidación del Comité del Gabinete de Seguridad (CCS).[688]
- PMO: Primer ministro indio Narendra Modi visitó París el 10-11 de abril de 2015 para las discusiones bilaterales estratégicas con el presidente francés, François Hollande[689][690] and thereafter travelled to Berlin for trade & investment discussions with German Chancellor Angela Merkel.[691] Narendra Modi abrió conjuntamente el recinto ferial de Hannover Messe 2015 Hannover el 12 de abril de 2015, junto con Angela Merkel.[692] Según los informes de la India PM canceló planes para cumplir con la nueva dirección de las instituciones de la Unión Europea en Bruselas.[633][659]

#### GoI@Bruselas
- Lok Sabha: Una delegación parlamentaria encabezada por Sumitra Mahajan, el presidente de la cámara baja del parlamento indio Lok Sabha, fue recibido por el presidente del Parlamento Europeo, Martin Schulz, en Bruselas. La visita tiene como objetivo fortalecer los lazos parlamentarios bilaterales entre la Unión Europea y la India.[693][694][695]
- BTIA: embajador de la India a la Unión Europea, Bélgica y Luxemburgo Manjeev Singh Puri comentaron en las negociaciones del TLC UE-India que dice: "El Acuerdo de Comercio e Inversión de base amplia (BTIA) tiene que ser un ganar-ganar para ambas partes. Europa tiene el desarrollo de su lado. Tenemos la demografía y por lo tanto tiene que ser un proceso de dos vías, " ( ... ) " la pelota está en su cancha. Se nos ha dicho que el equipo de la UE está ocupado con el Comercio y la Inversión de Asociación Transatlántica (TTIP) con los EE.UU."[696]

#### UE28@Bruselas
- EC: Las tarifas de importación tan alto como 31,2 por ciento fueron impuestas a los exportadores indios de tubos de fundición dúctil por la Comisión Europea. Las medidas, denominadas como los aranceles antidumping, se decidieron por Bruselas y el objetivo de proteger a los fabricantes de la Unión Europea contra las importaciones de bajo costo.[697][698]
- EC & SEAE: En una repetición de la respuesta de la Comisión Europea en Bruselas a un mensaje de la oficina del primer ministro indio Narendra Modi, en Nueva Delhi, en el tema de la prohibición de la Comisión Europea sobre alrededor de 700 productos farmacéuticos, la oficina del Comercio de la UE Comisionado declaró que la correspondencia no había llegado a ella. La ausencia de una respuesta de la Comisión Europea llevó a la India para cancelar las conversaciones con la Unión Europea para reiniciar las negociaciones sobre el ALC UE-India.[699] El incidente se produce después de un incidente similar en marzo de 2015, que dieron lugar a la cancelación de la visita del primer ministro Narendra Modi a Bruselas en abril el año 2015.[700]
- EC & SEAE: Señalización reafirmación por Francia sobre los asuntos de diplomacia y de seguridad europea, el presidente de la Comisión Europea, Jean-Claude Juncker nombrado Michel Barnier, ex comisario de Mercado Interior de la UE, como su asesor especial en la defensa y la seguridad. Juncker dijo que el papel de Barnier será asesorar a la Comisión Europea y en particular la EUHRVP Federica Mogherini en materia de defensa y de seguridad importantes.[701] El nombramiento de Barnier viene de la mano de la nominación de alto diplomático francés, Alain Le Roy como nuevo Secretario General del Servicio Europeo de Acción Exterior (SEAE o EAS).[702]
- EUROPARL: Resolución del Parlamento Europeo sobre presuntas violaciones de los derechos humanos por parte de la India sobre la cuestión de los ciudadanos de la Unión Europea detenidos en la India en los casos relacionados con armas marítimas (referencia a los marines italianos tiro incidente que causó la muerte de dos pescadores indios en la zona y contiguo en la India la incautación de un arsenal flotante no autorizado MV marinero de guardia de Ohio dentro de las aguas territoriales de la India).[703][704][705][706][707][708]

#### UE28@India
- FRANCIA@INDIA: Campus France India, una iniciativa de reclutamiento de estudiantes de la embajada de Francia en la India, Francia está mostrando como un destino de la educación para los estudiantes indios. Del 1 al 7 de octubre del año 2015 representantes de las universidades francesas y oficiales de la visa viajarán a Bangalore, Chennai, Pune y Kochi durante oportunidades de cursos y orientación visa de road-show. El gobierno francés está ofreciendo visas de 5 años para alentar a los estudiantes de la India para estudiar en Francia y permitiendo a los estudiantes que han finalizado sus estudios en Francia un año extra para buscar empleo dentro de su sector. En 2014, Francia fue sede de 3.000 estudiantes de la India muchos de los cuales fueron proporcionados con becas. Los bajos costos de la educación de alta calidad ha hecho de Francia el tercer destino más preferido en todo el mundo para los estudiantes internacionales.[709]
- ALEMANIA@INDIA: La canciller Angela Merkel viajará a la India el 4 de octubre de 2015 para una visita de 3 días.[710][711][712][713][714][715] Embajador Martin Ney, quien se hizo cargo de Michael Steiner como enviado de Alemania a la India el 2 de septiembre de 2015, dijo: "Con la nueva confianza en sí mismo, la India compromete su barrio, redinamiza sus relaciones con el resto del mundo y subraya su reclamación como una futura miembro del Consejo de Seguridad de una reforma de la ONU. La India también será una voz importante en la cumbre climática en París en diciembre,"[716][717] La visita se produce en un momento de caída de apoyo público a Angela Merkel en Alemania sobre su gestión del impago de la deuda griega, Unión Europea crisis de migración y el escándalo de violaciones de emisiones de Volkswagen.[718][719]
- EUROPA@INDIA: Servicio Europeo de Acción Exterior (SEAE) designa Embajador Tomasz KOZLOWSKI como el nuevo Jefe de la Delegación de la UE a la India y Bután. El embajador KOZLOWSKI está sirviendo actualmente como Jefe de la Delegación de la UE en Corea del Sur y reemplaza Embajador João Gomes Cravinho que se traslada a Brasil.[720][721]
- FRANCIA@INDIA: La visita del ministro de Defensa francés, Jean-Yves Le Drian a la India coincide con los ejercicios navales indo-franceses que implican un grupo de trabajo en torno a la Plataforma de Aterrizaje del muelle del FNS Dixmude[722] (un porta-helicópteros de la clase Mistral) cuyo diseño es un fuerte contendiente para el programa de buque de apoyo indio polivalente de la marina de guerra.[723][724][725] La Marina francesa agradeció a la Armada de la India por la evacuación de los ciudadanos europeos recientemente de Yemen y espera que pueda participar en la Revista Internacional de la flota (IFR) 2016, que se llevará a cabo fuera de la costa este de la India.[726][727]
- SUECIA@INDIA: El ministro de Defensa sueco Peter Hultqvist visita Nueva Delhi a ofrecer sus submarinos y aviones de combate Gripen de próxima generación y Gotland de la clase a la India bajo la Marca en el programa de la India.[728]
- ALEMANIA@INDIA: Ministro de Defensa alemán Ursula von der Leyen asiste "India y Europa: los intereses compartidos" simposio organizado por la Fundación de Investigación de Observadores de Nueva Delhi. En declaraciones tras reunirse con el primer ministro y ministro de Defensa Modi Manohar Parrikar, Ursula von der Leyen expresó el interés de Alemania para la construcción de seis Proyecto-75I submarinos convencionales en un astillero indio y mejoras de aviones Dornier utilizado por la Guardia Armada de la India y Costa.[729]
- FRANCIA@INDIA: La 14.ª edición del Indo-Francés ejercicio naval Varuna se lleva a cabo fuera de la costa occidental de la India. Francia envió el portaaviones grupo de batalla FNS Charles de Gaulle a funcionar en paralelo con una flotilla de la India en torno a portaaviones INS V.[730] INS Kalvari (S50), el primero de 6 submarinos de la clase Scorpene, que Francia está construyendo en la India, se iniciará la fase de acondicionamiento.
- IRLANDA@INDIA: El ministro irlandés de la Infancia y de la Juventud, James Reilly, dice que Irlanda tiene mucho interés de una mayor inversión en los sectores de educación y salud de la India. "La inversión en Irlanda por la India es bastante grandes con un número considerable de personas irlandeses empleados por empresas de la India, lo cual es cierto a la inversa también. Creo que podemos crecer. Podría ser mucho más fuerte que lo que es y que es extraño de una manera que no ha sido más fuerte teniendo en cuenta nuestros lazos de los días de nuestras luchas por la independencia nacional,"[731][732]
- ALEMANIA@INDIA: El embajador de Alemania en la India obligado a limitar los daños a las relaciones entre Alemania y la India después de la divulgación de un creciente movimiento en toda Europa para boicotear los estudiantes indios se revela a través de la fila de prácticas Annette Beck-Sickinger en la Universidad de Leipzig.[733][734][735][736][737][738][739]
- EUROPA@INDIA: Registrar los niveles de contaminación del aire en Nueva Delhi obliga a la Unión Europea a tomar medidas de precaución y ordenar a sus diplomáticos para instalar purificadores de aire en sus oficinas y hogares.[740]

#### Desarrollos auxiliares

##### Política

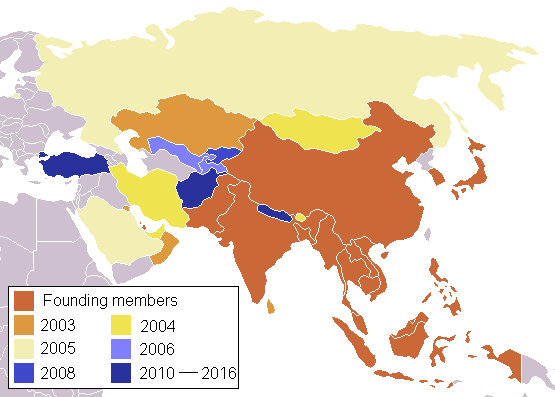
Composición y expansión del Diálogo de Cooperación de Asia (ACD)

- Alemania: la derecha populista Alternativa para Alemania AFD) registra fuertes ganancias[741] en las elecciones regionales en Alemania, mientras que la Unión Cristianodemócrata (CDU) de la canciller Angela Merkel pierde apoyo en Baden-Württemberg y Renania Palatinado[742][743] a pesar de distanciarse de la canciller alemana.[744]
- Alemania: Angela Merkel se rumorea como un posible candidato a saltar en el proceso electoral para tener éxito, Ban Ki -moon, Secretario General de las Naciones Unidas.[745][746][747]
- Hungría: el primer ministro Viktor Orban anuncia un referéndum sobre las cuotas de migración para impugnar una decisión de la UE de trasladar 160.000 refugiados en toda Europa a través de un mecanismo de cuotas.[748][749] Varios Estados miembros de Europa (incluido el Grupo de Visegrad)[750][751] han criticado públicamente, Angela Merkel, por haber iniciado la afluencia masiva de refugiados declarando unilateralmente que Alemania va a aceptarlos con independencia de donde entraron en la Unión Europea.[752][753][754]
- Francia: La Conferencia de Seguridad de Múnich 2016 centró la atención en las relaciones franco-alemanas complicó gravemente las[755][756] cuando el primer ministro Manuel Valls rechazó públicamente el sistema basado en cuotas permanente de la canciller alemana, Angela Merkel, para la distribución de los refugiados en toda Europa como "insostenible en el largo plazo" y declaró: "Francia ha acordado tomar en 30.000 refugiados. En lo que éstos 30.000 nos conciernen, nuestras puertas permanecen abiertas. Pero no más,".[757][758]
- Reino Unido: El primer ministro, David Cameron, ha anunciado que el referéndum de la UE en el Reino Unido (Brexit) se llevará a cabo el 23 de junio el año 2016.
- Países Bajos: Un referéndum holandés sobre el Acuerdo de Asociación UE-Ucrania de la UE se llevará a cabo el 6 de abril el año 2016.[759]
- UE: El incumplimiento de la deuda del FMI por parte de Grecia[760][761][762][763][764] y los desacuerdos políticos sobre la redistribución de los refugiados que huyen de países en guerra[765] ha puesto todo el proyecto europeo en las primeras páginas de los medios impresos a través de la región del Indo-Pacífico y planteado dudas sobre la Europa emergente como una fuerte unión política.[766][767] La crisis de la eurozona ha sido vista en términos de oportunidades de inversión y adquisición[768][769] sino también como una pesadilla geopolítica de Europa.[770] La afluencia de refugiados masiva en Europa (que se prometió refugio en Alemania por Angela Merkel) ha cristalizado oposición a las cuotas de reasentamiento alemanas respaldado en muchos países europeos[755][771] (Incluyendo dentro de Alemania)[772] y dio lugar a la creciente aislamiento político de la canciller alemana, Angela Merkel.[773][774][775][776]
- China: El premier chino, Li Keqiang, se dirigirá directamente a Francia después de que asiste a la Cumbre 2015 UE-China en Bruselas. Francia es el único de la UE-3 del país en el itinerario de Li Keqiang, plantea importantes cuestiones relativas a la sostenibilidad a largo plazo de Alemania como el poder de la casa económica de la Unión Europea, además de poner al descubierto las consecuencias de draw-down militar del Reino Unido en el Asia Pacífica. La visita se produce en el contexto de un proyecto europeo-alemán pilotado cada vez más asediado en oposición a las corrientes políticas ha lanzado las bases populismo por la ciudadanía en contra de los grupos de poder de antaño (banqueros, grandes empresarios y los partidos políticos tradicionales).[777][778][779] Incluso con el crecimiento económico más lento (7% en Q1_2015), las reservas de divisas de China[780] de casi $ 4tn ($3899bn en diciembre de 2014) lo coloca en una posición de continuar fuera de las finanzas y fuera de pasar todos los demás.[781] 6 años promedio de asistencia en el extranjero comprometido anual de China asciende a $ 174bn (asistencia económica extranjera EE. UU. en 2012 ascendió a $ 37 millones de dólares, incluida la ayuda para el desarrollo económico, el control internacional de narcóticos, los refugiados internacionales, y los programas de supervivencia de los niños).[782]
- Reino Unido: Las revelaciones de que el anterior gobierno UPA habían negociado un pacto secreto con las autoridades del Reino Unido que privar a los oponentes políticos de los documentos de viaje y que el actual gobierno del BJP intervenido para tener las decisiones invertidas crea una tormenta mediática en Nueva Delhi.[783]
- RIC-BRICS: La participación de los legisladores BRICS celebró su primer foro parlamentario en Moscú y estuvo de acuerdo en comenzar a explorar la posibilidad de crear una asamblea interparlamentaria.[784] Presidente del parlamento de Rusia, Sergey Narishkin, había llamado antes de la troika Rusia-India-China (RIC) para la cooperación parlamentaria a "garantizar la estabilidad y la seguridad internacionales y regionales" a través de la creación de un foro interparlamentario BRICS.[785]
- China: Consejero de Estado chino y representante Especial de la India y China habla de límites, Yang Jiechi, concluye su visita a la India después de reunirse con el primer ministro Narendra Modi. India y China se comprometen a garantizar la paz y la tranquilidad en la frontera como un prerrequisito para la mejora de las relaciones bilaterales.[786][787]
- Rusia: La India y Rusia para aumentar las interacciones de alto nivel con la visita a Rusia del presidente, Pranab Mukherjee, el primer ministro Narendra Modi, ministro de Defensa Manohar Parrikar y el ministro de Asuntos Exteriores Sushma Swaraj.[788] Aparte de las consultas tradicionales sobre BRICS y los asuntos de la OCS, los otros temas que se han planteado en los últimos tiempos incluyen infraestructura logística para el comercio a través del Corredor Norte-Sur de transporte y facilitación del comercio a través de la Unión Económica Euroasiática (UEE).[789][790][791][792][793]
- Elecciones de Delhi: La elección de la Asamblea Legislativa de Delhi vio la reversión sorpresa de la fortuna política para el BJP. La clave para la derrota electoral fueron el rechazo de reorganización no consentido de la jerarquía política a nivel estatal y de Kiran Bedi por los cuadros locales que se abstuvieron o transfirieron sus votos a AAP. La elección ha sido vista por los observadores políticos como prueba de las expectativas crecientes en el nivel de la base del electorado urbano de la India, que a su vez sienta las bases para una victoria en las urnas electorales. El Congreso Nacional de la India no pudo ganar un solo asiento.

##### Comercio

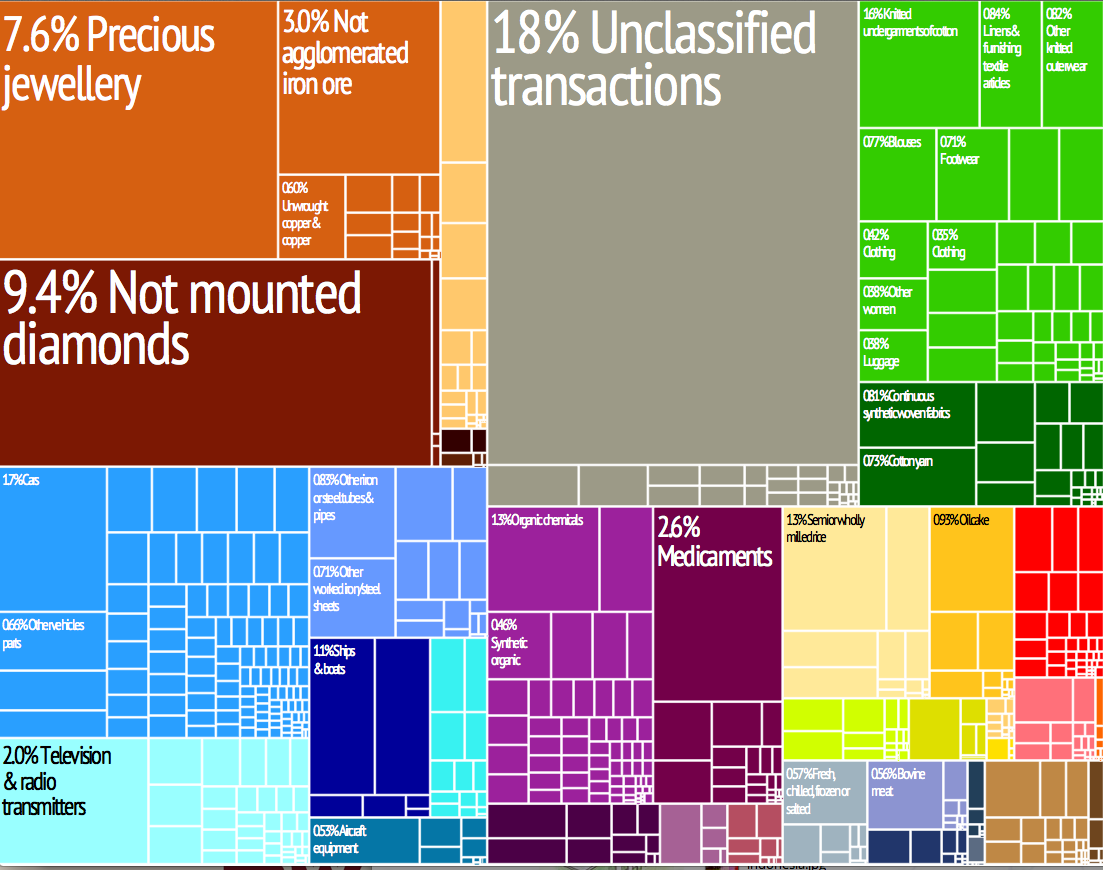
Treemap de las exportaciones de la India.

- Medio Ambiente: autoridades estadounidenses anuncian que el fabricante de vehículos alemán Volkswagen había instalado de manera fraudulenta software del ECU diseñado para evadir las regulaciones ambientales sobre las emisiones de NOx.[794] La Agencia de Protección Ambiental de Estados Unidos(EPA) dijo que Volkswagen durante casi un año ha negado que deliberadamente modificó pruebas de emisiones, por lo que sugiere que las discrepancias se deben a razones "técnicas".[795] Se han planteado dudas acerca de los métodos y precisión de los controles de emisiones dentro de la Unión Europea y también si otros europeos de automóviles fabricantes han recurrido a la negligencia similares.[796][797][798][799][800][801][802] Richard Corey, el delegado de la Junta de Recursos del Aire de California, reveló la forma en que detectan la estafa: "Hemos llevado a cabo una serie de pruebas que nos permitieron exponer el dispositivo de desactivación. Había algunos equipos de prueba en Europa que habían llevado a cabo algunas pruebas que llamaron nuestra atención.”[803] El escándalo ha sido desastroso para la imagen de Alemania en los mercados de exportación[804][805][806][807][808][809][810] y viene en el período previo a la Conferencia sobre Cambio Climático 2015 de las Naciones Unidas que se celebrará en París del 30 de noviembre al 11 de diciembre de 2015.
- APEC: La decisión sobre la ascensión de la India en la Cooperación Económica Asia Pacífico (APEC) se tomará antes de finales de 2015 de acuerdo con el australiano primer ministro anterior, Kevin Rudd, quien se encuentra en Nueva Delhi para preparar el terreno para una membresía formal de la India al bloque comercial. "India es una economía tan grande. APEC, creo, se pierde mucho al no haber sentado a India alrededor de su tabla."[811][812] Al reflexionar sobre las posibles objeciones a la India de unirse al bloque comercial, Kevin Rudd postula: "Creo que no habrá (oposición), ya que es abrumadora en interés de Estados Unidos para la India para ser un miembro de la APEC, pero estoy seguro que diplomáticos de la India son activos a través del campo. No veo ninguna evidencia de cualquier reserva en Asia, (...) que incluye desde China".[813]
- Australia: la máxima prioridad bilateral del Gobierno de Australia con la India es concluir un Acuerdo de Cooperación Económica Integral (CECA), dice el ministro de Defensa de Australia, Kevin Andrews, y agregó: "La India es la emergente superpotencia democrática de Asia, por lo tanto, razonable que la relación entre la India y Australia se desarrollarse y reforzarse."[814] (...) "Australia reconoce el papel crítico de la India en el apoyo a la seguridad, la estabilidad y la prosperidad de la región del Océano Índico y la estabilidad de un orden mundial basado en normas más amplio."[815]
- Comunicación de masas: la estatal cadena de televisión Doordarshan canal de DD India de la India está disponible en Europa a Eutelsat Hotbird 13B (13 grados Este, 11604, horizontal, SR 27500 FEC 5/6).[816] Canal Internacional de Doordarshan está disponible para los espectadores europeos a través de los enlaces descendentes en el INSAT - 4B y 20 satélites Intelsat.[817]
- Medio Ambiente: Naciones Unidas y la INTERPOL liberan un informe que destaca la mala gestión en el reciclaje de productos electrónicos usados y desechos electrónicos dentro de Europa. El informe dice que un gran número de teléfonos celulares, las computadoras y los televisores son o bien objeto de comercio o vertidos ilegalmente y sólo el 35 por ciento de los desechos electrónicos del continente se reciclan adecuadamente en 2012. Jaco Huisman de la Universidad de las Naciones Unidas y el coordinador científico del proyecto, dijo: "la mayor parte del comercio ilegal de desechos electrónicos está teniendo lugar de al lado en vez de lejos, en África, (…) "la mala gestión está ocurriendo en todas partes," (...) "hay una gran cantidad de robo, barrido... y una cantidad bastante significativa de entrar en el cubo de la basura."[818][819]
- Aviación Civil: aerolínea de bajo coste india IndiGo finalizó la compra de 250 aviones Airbus A320neo en un acuerdo por valor de $ 26.5bn (£ 17 mil millones) a precios de catálogo. El acuerdo es el mayor pedido de la historia en número de aviones en la historia de Airbus.[820] La última orden lleva a 430 el número de aeronaves que Índigo tiene actualmente en pedido con Airbus.[821][822] Ministro de Estado de Unión para el desarrollo de competencias Rajiv Pratap Rudy es un modelo de tipo Airbus A320 piloto de puntuación que se ha conectado horas de vuelo en aviones de IndiGo como piloto honorario.[823]
- Banco Mundial: PIB indio cruzó $2 billones en 2014 y ahora ha llegado a 2.067 billones según el Banco Mundial.[824][825]
- Energía: Nigeria desplaza a Arabia Saudita como el principal exportador de petróleo a China e India.[826]
- Zona europea y de la UE-28: Grecia ordena el cierre de los bancos e impone controles de capital. Los mercados globales son golpeados por la crisis griega de deuda pública en el que se ha centrado la atención renovada sobre el futuro monetaria de la zona euro,[827] el estado de las economías de los países europeos y una reevaluación de las consecuencias de la continuación fragilidad de la unidad política dentro de los Estados miembros de la UE-28.[828][829][830][831][832]
- Banco Asiático de Inversión en Infraestructura: El 29 de junio de 2015, un grupo de 57 países (entre ellos India y los siguientes países de la UE: Dinamarca, Finlandia, Francia, Alemania, Italia, Luxemburgo, Malta, Países Bajos, Polonia, Portugal, España, Suecia, y el Reino Unido) firmó la escritura de constitución que determina capital inicial de la AIIB y aceptar la distribución de las acciones con derecho a voto dentro de la institución.[833][834][835] El ministro chino de Lou Jiwei anunció que el AIIB podría empezar a funcionar antes de finales de 2015. Estados Unidos y Japón son los ausentes más prominentes de la AIIB.[836] Un informe del Banco de América Merrill Lynch dice que China podría dirigir parte de sus reservas de divisas ($ 3.89tn) y el fondo de riqueza soberana ($ 1,46bn) en proyectos comerciales reales en lugar de reciclaje de dólares, mediante Tesoro de Estados Unidos.[837][838]
- EAEU: Embajada de la India en Rusia anuncia que un pacto de libre comercio con la Unión Económica Euroasiática (EAEU) se firmó en el St. Petersburgo Foro Económico Internacional (SPIEF-2015).[839] Vietnam, Irán, Egipto e Israel tienen negociaciones en curso para acuerdos de libre comercio con la EAEU.[840]
- China: Nuevo tren de carga aumenta la conectividad ferroviaria entre China y Europa Occidental. El Harbin a Hamburgo de 15 días de viaje en tren se sumará a la capacidad de carga por vía terrestre y aumentar la redundancia de transporte. China ya está en movimiento de mercancías por ferrocarril a Europa desde Chongqing, Chengdu, Changsha, Hefei, Yiwu y Suzhou.[841] Las expectativas de que una más profunda relación económica con Europa conducirá a China a convertirse en un participante responsable en el gobierno global se complementa con las observaciones que China se está moviendo progresivamente el comercio basado en el mar con Europa a alternativas terrestres.[842]
- EE.UU: El presidente estadounidense, Barack Obama anuncia que el proceso para obtener visas de trabajo L-1B para los ejecutivos corporativos se hará más fácil: "esto podría beneficiar a cientos de miles de trabajadores no inmigrantes y sus empleadores, que a su vez, beneficiará a toda nuestra economía y estimulará la inversión adicional,"[843]
- NBD y CRA: Gabinete indio ratifica la participación en el Nuevo Banco de Desarrollo (NBD) y el contingente esquema de reserva BRICS (CRA).[844] Se espera NBD para ofrecer alternativas creíbles para el Banco Mundial y el FMI en el suministro de financiación para proyectos de desarrollo de infraestructura en los países en desarrollo. La CRA creará una canasta de monedas de tipo de cambio, que los Estados miembros pueden acceder a compensar las fluctuaciones especulativas. Los cinco BRICS tienen una población total de 3 mil millones y un PIB de $ 16 trillones, que equivale al 41 % de la población mundial y el 20 % del PIB mundial.[845][846]
- África del Este: Nueva Delhi pone en marcha el proyecto indio de Comercio e Inversión para África (SITA). El apoyo para impulsar el comercio y la inversión entre las empresas africanas de la India y el este de Etiopía, Kenia, Ruanda, Tanzania y Uganda a través del crecimiento en sectores clave bajo el Duty Free de cuota gratis programa de la OMC para los países menos adelantados (PMA).[847][848][849]
- Evasión fiscal: El Departamento de Impuesto sobre la Renta de Gobierno de la India ha hecho una oferta de recompensa voz de alarma al exempleado de HSBC Herve Falciani para obtener listas de cuentas en el exterior indias en un intento por rastrear el dinero negro y la represión de la evasión de impuestos.[850]
- FMI: Christine Lagarde, jefe del Fondo Monetario Internacional (FMI), hablando en Nueva Delhi dice: "Hoy en día, los elementos están todos alineados para que la India en una potencia global. Este es el momento de la India (...) En este nublado horizonte, la India es un punto brillante."[851][852][853] Según el FMI, se espera que el PIB de la India crezca un 7,2% en 2014 hasta 2015 y un 7,5 % en 2015-16.[854] FMI predice que la India superará los PIB combinados de Japón y de Alemania en 2019.[855][856]
- OCDE: previsión del PIB de la India para el 2015 aumentó a 7,7 %. China Pronóstico el PIB fijado en el 7,0% en 2015. La India, según la OCDE, se espera superar a China como el de más rápido crecimiento de las principales economías en 2015-16.[857]

##### Defensa y seguridad
- RCTM: Italia repetidamente bloquea la ascensión de la India para el Régimen de Control de Tecnología de Misiles (RCTM).[858] El 25 de enero de 2015, EE. UU. y la India habían acordado una entrada gradual en el Grupo de Suministradores Nucleares (GSN), el RCTM, el Acuerdo de Wassenaar y el Grupo Australia.[859][860][861][862]
- Lucha contra el terrorismo: su intervención en el IES Conferencia Anual 2015, Alto Representante de la UE / Vicepresidente Federica Mogherini dijo: "Basta con pensar en el fenómeno de combatientes extranjeros: la realidad es que nuestro continente exporta más de las importaciones de terrorismo; son los ciudadanos europeos que se van a la yihad violenta en Siria, Irak y otros lugares; no a la inversa. Tienen pasaportes de la Unión Europea."[863]
- SCO: India y Pakistán, ambas declarados estados de armas nucleares unidos, se les concedió la plena adhesión a la Organización de Cooperación de Shanghái (OCS) en la cumbre de la OCS 2015 en Ufa. Se espera que la adhesión de la OCS de la India para reforzar la influencia de la India en Asia Central rica en energía.[864][865]
- NSG: China, India socava la adhesión al Grupo de Suministradores Nucleares (GSN) a través de la insistencia continua de un consenso sobre la cuestión de la admisibilidad de las "naciones no NPT"[866]
- Reino Unido: 21 hombres indios y 2 hombres de infantería británicos resultan heridas durante ejercicios militares conjuntos a Westdown Camp, en Wiltshire tras una colisión entre tres transportes de tropas militares en la llanura de Salisbury cerca de Stonehenge.[867] servicios de ambulancia aérea evacuaron 2 de "afección potencialmente mortal", mientras que 8 "víctimas gravemente heridas" fueron conducidas al Hospital de Distrito de Salisbury.[868][869][870][871]
- Frontera entre India y Myanmar: La India respondió a la muerte de 20 miembros de las fuerzas de seguridad en el distrito de Chandel del estado de Manipur lanzando incursiones en helicópteros en Myanmar de huelga grupos rebeldes insurgentes y la infraestructura de destino. Ministro de Estado para la Defensa Rao Inderjit Singh aclaró que la operación militar tenía el consentimiento de las autoridades de Myanmar y no era una "persecución en caliente '.[872] Señalando un cambio de política en la que la India va a contraatacar en caso de infiltraciones transfronterizas y los ataques terroristas, el ministro de Información Rajyavardhan Singh Rathore declaró: "Los ataques contra los indios no son aceptables. Este es también un mensaje a nuestros vecinos que albergan terroristas,".[873]
- EE.UU: El secretario de Defensa estadounidense Ashton B. Carter recorrió el centro de mando oriental de la Armada de la India en Visakhapatnam antes de volar a Nueva Delhi a firmar la renovación de un acuerdo marco de defensa de 10 años. Al comentar sobre la India, dijo: "La India no sólo está creciendo económicamente y militarmente, pero también es un proveedor de seguridad regional", antes de añadir que "la tecnología de motores a reacción, portaaviones son grandes proyectos que estamos trabajando muy duro para abrir un camino para lo que vendrá."[874]
- Singapur: su intervención en el IISS Diálogo Shangri-La de 2015, EUHRVP Federica Mogherini pidió a los países asiáticos para ver la Unión Europea en términos diferentes de relaciones de negocio transaccionales simplemente: "Así que por favor, por favor no nos miren simplemente como una gran zona de libre comercio: la Unión Europea es también una comunidad de política exterior, un proveedor de seguridad y defensa (...) queremos ser contratados en Asia, queremos colaborar con Asia;"[875] El EUHRVP apoya la propuesta atlantismo del Ministerio de Defensa de Alemania, Ursula von der Leyen ("parcialmente nos rendimos a la soberanía nacional, pero se ganó el poder de manera más económica y política para eso.") Que los estados asiáticos siguen el modelo europeo de defensa y de seguridad común; incluso mientras la OTAN se enfrenta a sus desafíos más difíciles, sin embargo, la zona europea preparada para una tormenta de fuego financiera (carga del pago de la deuda soberana en los países PIGS), y el apoyo populista para los partidos políticos euroescépticos en la subida de los Estados miembros de la Unión Europea.[876]
- YEMEN: India evacua ciudadanos de 23 países, incluyendo EE. UU., Francia, Reino Unido, Alemania y Japón desde Yemen desgarrado por la guerra.[877][878]

### India

#### Perfil de país

Gráfico en forma de loto de la población de la India (Fuente: Naciones Unidas World Population Prospects 2014)

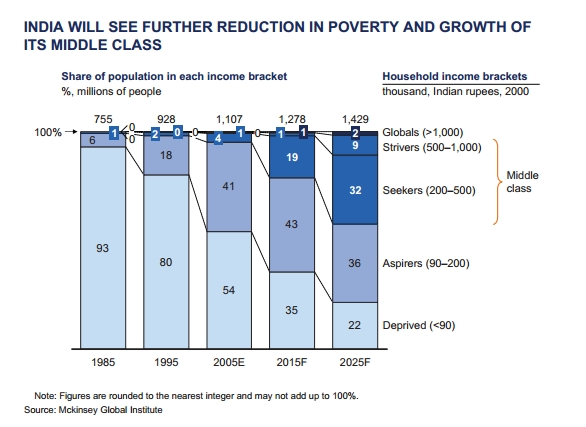
Clase media india: Se espera que el 77% de los hogares de la India tenga ingresos anuales que van desde 90,000-1,000,000 rupias indias ($1650-$18.350) en 2025, por encima del 45 % en el año 2005 Fuente: McKinsey informe sobre el mercado de bienes de consumo de la India

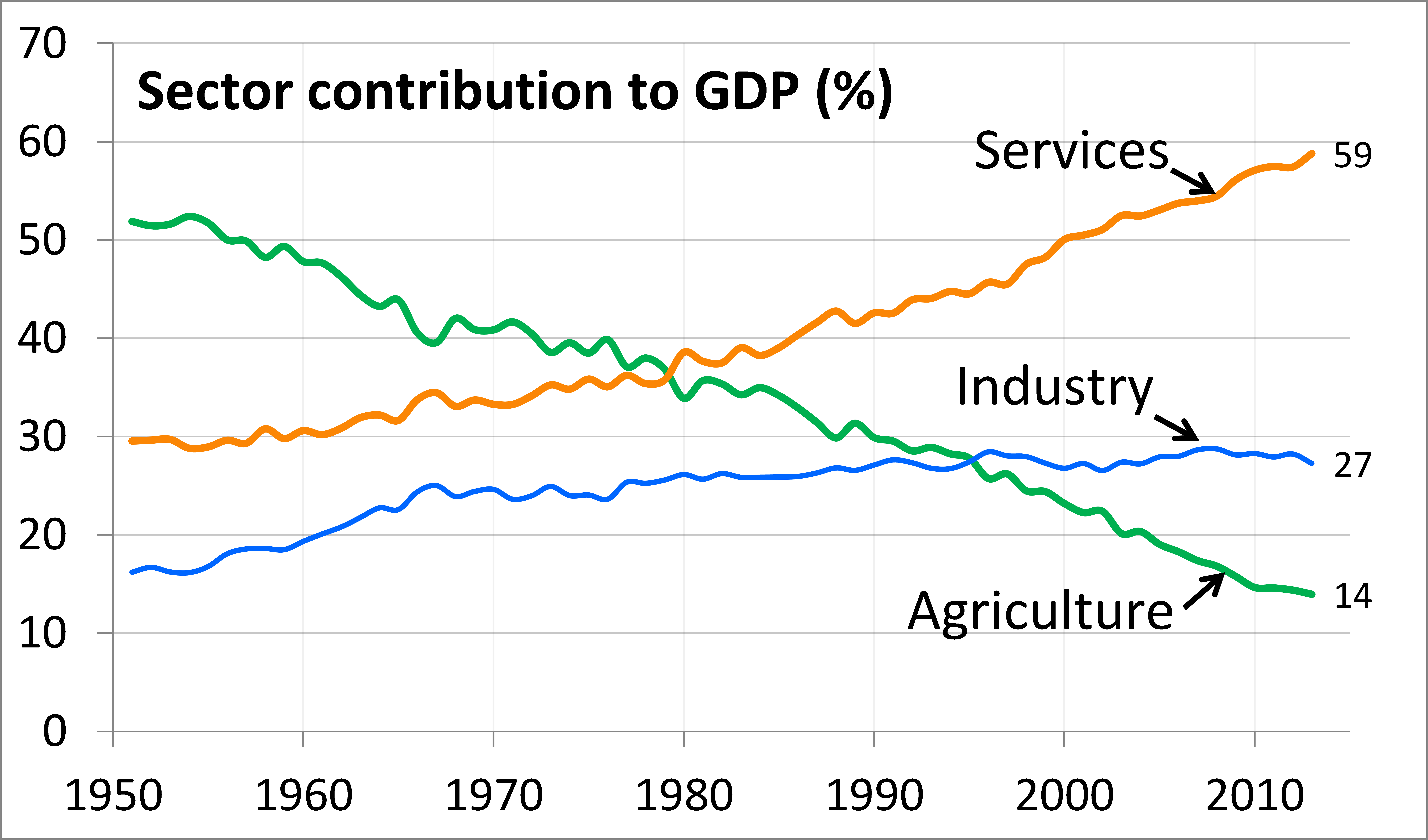
La contribución al PIB de diversos sectores de la economía de la India se han desarrollado entre 1951 y 2013, ya que su economía se ha diversificado y desarrollado.

Datos estadísticos FODA útiles para la comprensión de la India.
Población total: 1.271 millones, lo que equivale a una sexta parte (17,5 %) de la población mundial
La mediana de edad de la población es de 25,1 años. 29,1% tiene menos de 15 años con más del 50 % tiene menos de 25 años y el 65 % por debajo de los 35 años 158 millones se encuentran dentro del grupo de edad de 0-6 años.
13 millones de nuevos solicitantes de empleo entran al mercado laboral cada año
45.000 médicos se gradúan cada año en la India según el Consejo Médico de la India. 360.000 ingenieros se gradúan anualmente en universidades e institutos reconocidos por el Consejo de la India para la Educación Técnica de los cuales aproximadamente el 35% eran estudiantes de ingeniería informática.
La clase media india está generalmente aceptado ser alrededor de 60 millones de hogares (del 5% al 6 % de la población total).
En 2006, el 22 por ciento de los indios vivía bajo la línea de pobreza.
La mayoría de los indios viven fuera de los núcleos urbanos. En el censo de 2001 el 72,2 % de la población vivía en aproximadamente 638.000 aldeas y el restante 27,8 % vivía en más de 5.100 ciudades y más de 380 aglomeraciones urbanas.
Indios en el extranjero: 21,909,875 ; NRI: 10,037,761 ; PIO: 11,872,114
Religiones:
Hindú 80.5%,
Musulmán 13.4%,
Cristianismo 2.3%,
Sikh 1.8%,
Budistas 0.8%,
Jains 0.4%,
otros 0.7%,
sin especificar 0.1% (Censo del 2001)

Idiomas: 22 lenguas son reconocidas como lenguas oficiales. En la India, hay 216 lenguas con más de 10.000 hablantes nativos.

#### Reemergencia de transformación

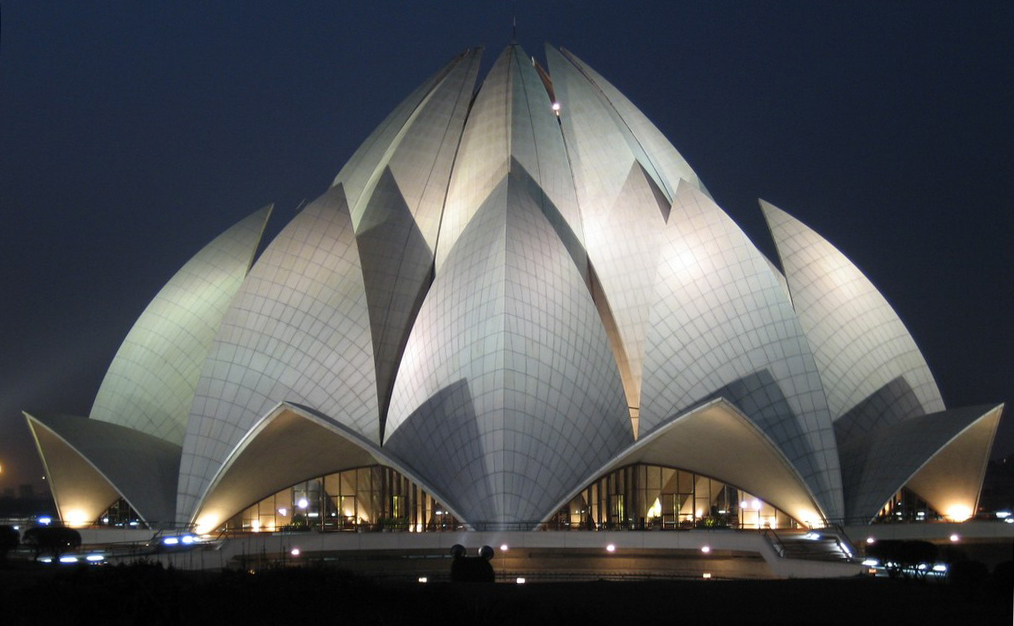
Templo Bahá'í Lotus, situado en Nueva Delhi, India. Consultoría de ingeniería estructural emprendido por Flint y Neill, Reino Unido.

La India ha sido varias veces descrita como una democracia ruidosa, con incesante activismo. La disponibilidad cada vez mayor de acceso a Internet, el periodismo participativo medios de comunicación social, un gran número de emisoras de radio y televisión y la prensa masiva ha llevado a una cultura en la que el debate político se ha convertido en una parte integral de la sociedad india. Indios, mientras que conscientes de su pasado colonial como sujetos del Imperio Mughal y las potencias europeas a partir de entonces, se va a deshacer rápidamente las ideas contemporáneas sobre el lugar de la India en el mundo.
La opinión pública en favor de una fuerte y unida India recibió un impulso después de la desintegración de la Unión Soviética. La rapidez con que las estructuras económicas y políticas se convirtieron en repúblicas separatistas disfuncional de la Unión Soviética alertó a los indios a los peligros de la secesión. La configuración del desarrollo de la India a lo largo de los valores tradicionales de la sociedad fue motivada por la persistencia de las turbulencias económicas en los países occidentales, que puso al descubierto las líneas de fallas intelectuales del capitalismo incontrolado y el carácter destructivo del consumismo sin restricciones. La credibilidad de las naciones occidentales como guardianes de la democracia y los derechos humanos cayó en picada tras las revelaciones de torturas y abusos a prisioneros en Irak, Afganistán y lugares negros.
La economía de la India ha navegado a través de la turbulencia económica mundial relativamente indemne debido a su baja exposición a los mercados mundiales, la maduración de los mercados internos y de gestión de activos ortodoxa por las instituciones financieras nacionales. Dos bancos más grandes de la India son a la vez a cargo de mujeres CEOs: Arundhati Bhattacharya al Banco Estatal de la India y Chanda Kochhar en el Banco ICICI.
Indios se enorgullecen de la civilización pasada de su país, la primacía de las estructuras democráticas de gobierno y el progreso en el desarrollo en curso.
Las personas indias se encuentran entre los más optimistas en el mundo con respecto a su futuro económico y ven la educación como un pasaporte para una buena vida.

#### Relaciones estratégicas

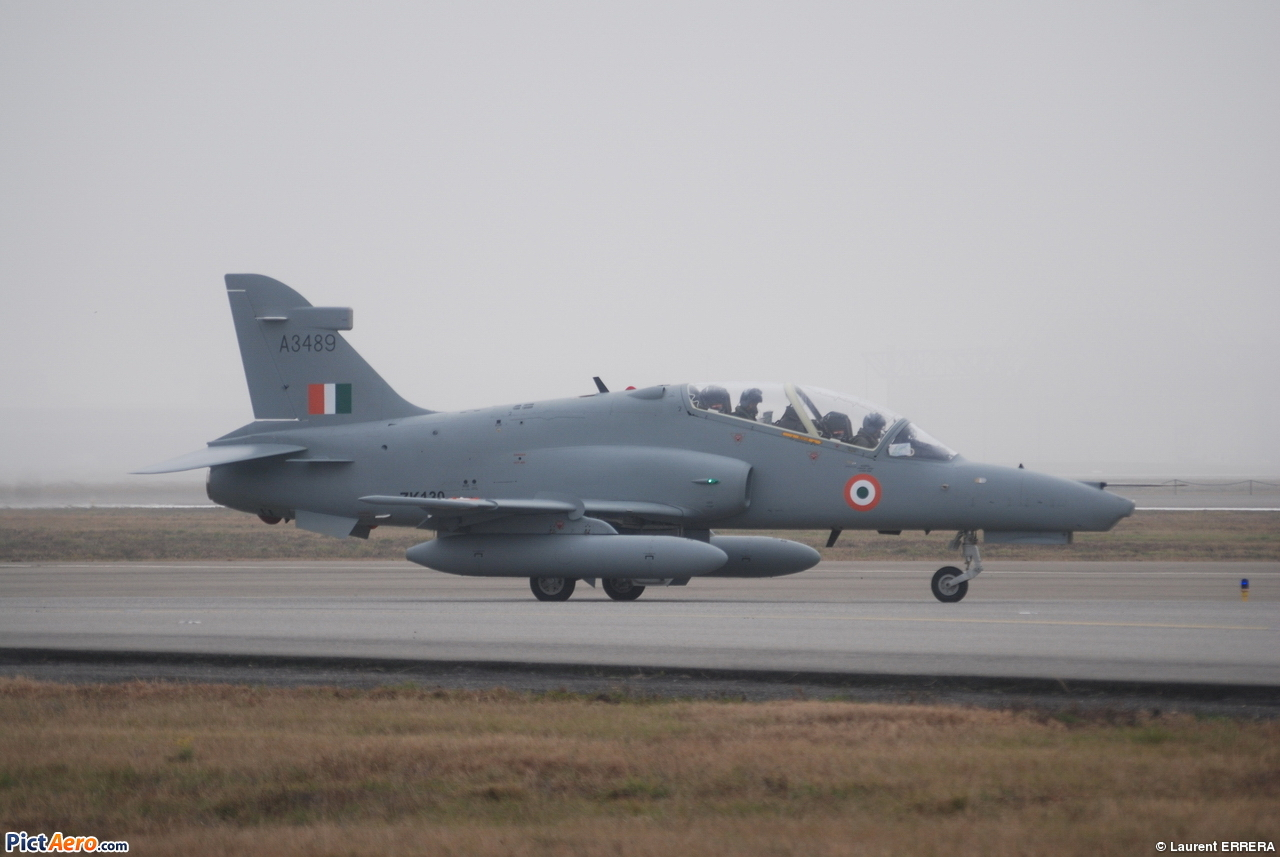
British Aerospace Hawk 132 aviones de entrenamiento avanzado de la Fuerza Aérea de la India en Toulouse, Francia

La República de la India es un líder asiático en su propio derecho y ha estado dispuesto a subordinarse a cualquier otra persona. Mientras que la India aspira a lograr la paridad geopolítica y comercial con China, que tiene al mismo tiempo, estado dispuestos a alinear sus intereses nacionales para servir a potencias mundiales o regionales.
India no es parte de ninguna alianza militar. En 2012, el procurador general de la India informó a la Corte Suprema que el Gobierno, siguiendo un principio bien establecido de la política de Estado, niega en redondo a entrar en cualquier tratado militar SOFA o alianza con otros países. En agosto de 2015, la India ha reiterado públicamente este principio en una audiencia TIDM en Hamburgo.
Los activos estratégicos que son competencia de la autoridad de mando nucleares de la India proporcionan una capacidad de segundo golpe creíble, además de fortalecer las fronteras terrestres y garantizar el acceso sin restricciones a los carriles de aire/mar de comunicaciones. Los esfuerzos de transformación, a través de la modernización de infraestructuras y capacidades de creación de capacidad, son insuficientes en todas las ramas de las Fuerzas Armadas de la India para adquirir capacidades de dominio aéreo-marítimo-terrestre necesaria para ejercer el control sobre la frontera terrestre 15.200 kilómetros (9.445 millas) y 7.517 km (4.671 millas) en la costa.

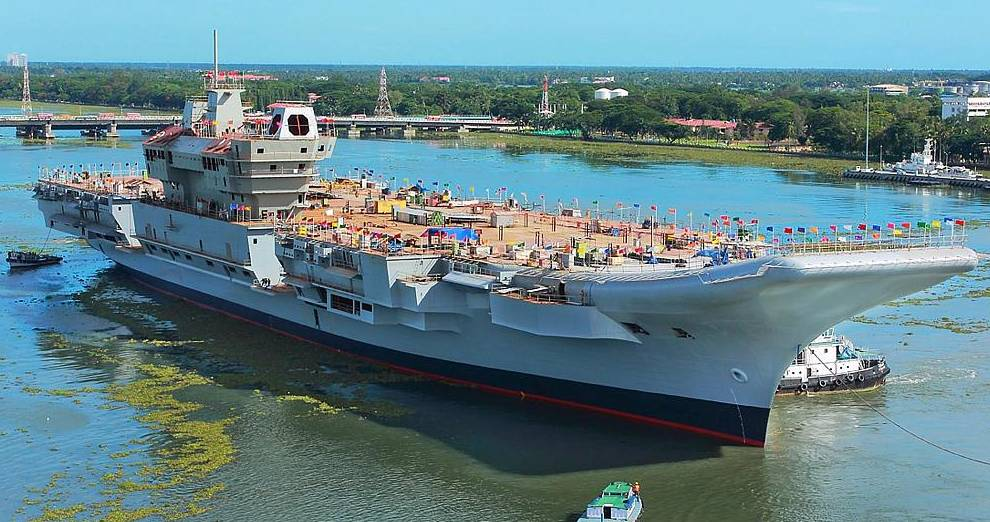
INS Vikrant siendo actualmente equipada en el astillero de Cochin nave de portaaviones de la clase Vikrant para la Armada de la India

Mayor parte del comercio marítimo mundial pasa a través de dos líneas de comunicación marítimas, puntos de estrangulamiento que están cerca de la India: el Canal de seis grados adyacentes a las Islas Andaman y Nicobar domina la entrada del estrecho de Malaca y el Grado Canal Nueve situado entre las islas y Lakshadweep continente indio ve el paso de casi todos los buques mercantes entre Europa, Oriente Medio y Asia occidental (que se enfrentan a la costa de Malabar occidental de la India ) y el sudeste de Asia y el Lejano Oriente (que se extiende más allá de costa de Coromandel este de la India).
Los 4.056 km (2.520 millas) de largo en disputa de frontera entre la India y China, pidió la Línea de Control Actual (LAC), sigue siendo un importante determinante de la política en las relaciones entre China e India. El gobierno de Narendra Modi ha sido ambivalente en sus relaciones con China: perseguir simultáneamente políticas para aumentar constantemente el comercio bilateral y el comercio en sectores no estratégicos, mientras está de pie firme en asuntos de seguridad nacional y competir con China públicamente por la influencia regional. La India ha rechazado unirse a cualquier agrupación de contención de China, pero ha señalado claramente que la India se asegurará de que sus intereses comerciales y de seguridad básicas no están limitados por una configuración de seguridad chino dominado en el Indo- Pacífico.
La historia es un determinante importante en las relaciones políticas y comerciales modernas de la India con los países de su entorno. A partir de la época mogol y en el transcurso de los British Raj varias colonias y protectorados en la región del Océano Índico fueron administrados en diferentes momentos de la India. Para una parte importante del siglo XX la rupia india y la rupia del Golfo Pérsico, tanto acuñadas en la India, fue la moneda de curso legal de muchos países de la región del Océano Índico (Adén, Omán, Dubái, Kuwait, Baréin, Catar, los Estados de la Tregua, Kenia, Tanganica, Uganda, Seychelles y Mauricio).
India tiene más de 30 relaciones estratégicas e incluyen la Unión Europea, la ASEAN, Rusia, China, Brasil, Sudáfrica, Japón, Corea del Sur, Francia, Reino Unido, Alemania, EE. UU., Irán, Israel, Omán, Arabia Saudita, Emiratos Árabes Unidos, Nigeria, Mauricio, Seychelles, Vietnam, Afganistán, Tayikistán, Turkmenistán, Kazajistán, Nepal, Bután, Myanmar, Indonesia y Australia.
En noviembre de 2011, la Fundación para la Investigación de Seguridad Nacional en Nueva Delhi publicó socios estratégicos de la India: una evaluación comparativa y calificada como principales socios estratégicos de la India con una puntuación de hasta 90 puntos: Rusia (62) viene a la cabeza, seguido de los Estados Unidos de América (58), Francia (51), Reino Unido (41), Alemania (37), y Japón (34).
Diáspora india sustancial en Nepal (14,7 % de los nepalíes), Myanmar, Malasia (8,7 % de los malasios), Fiyi, Mauricio (68,3 % de la población local son de origen indio), Emiratos Árabes Unidos (30 % de la población de EAU), Arabia Saudita, Baréin (19 % de los bahreiníes) y Omán (17,5 % de la población de Omán) da ventaja estratégica de la India en la región del Océano Índico. Narendra Modi ha señalado que valora la diáspora india. Afirmando su responsabilidad de proteger, el gobierno de la India ha adoptado una postura firme sobre la seguridad humana mediante la afirmación de que reaccionará de manera decisiva el uso de todos los instrumentos de la política exterior (diplomacia y la proyección del poder militar), si el bienestar de los ciudadanos o de la diáspora en el extranjero se ve afectada de manera adversa.
El Gobierno de la India ha intervenido en el extranjero en los momentos de crisis humanitaria (2015 Operación maitri en Nepal, 2014 Operación Neer en Maldivas) y para ayudar a la diáspora india y los ciudadanos de los países vecinos en zonas de conflicto (2015 Operación Raahat en Yemen, 2011 Operación Segura de regreso a casa en Libia de 2006 Operación Sukoon en el Líbano y el 1990 el transporte aéreo guerra del Golfo de Kuwait e Irak. Guinness de los Récords lista el 1990 guerra del Golfo air-lift de 170.000 indios (por aire aerolínea nacional Air India de la India) como el mayor evacuación de aire en la historia.
Geopolítica regional, las consideraciones de seguridad energética, la ausencia de consentimiento de las Naciones Unidas para las sanciones, y una divergencia fundamental de perspectivas sobre las causas raíces (expansión impulsada atlantista de la Unión Europea y la OTAN) han condicionado la participación de la India en el régimen de sanciones contra dos de los socios estratégicos más importantes de la India: Rusia e Irán. Irán juega un papel destacado en los planes de la India para desbloquear los suministros de energía y recursos minerales abundantes en Asia Central, además de proporcionar una cabeza de puente para competir con el Corredor Económico entre China y Pakistán (CPEC).
En 2010, el presidente de los Estados Unidos de América, Barack Obama, declaró su firme creencia de que la relación entre Estados Unidos y la India sirvió de guía en "una de las asociaciones que definen el siglo 21."

#### Elecciones generales de la India 2014
Las elecciones generales de la India 2014, un asunto monstruoso con 815 millones de votantes registrados (66,38 % de participación ); 8230 candidatos; 543 circunscripciones electorales; 11 millones de personal electoral, vio el surgimiento político de la generación de móviles de 20 y algo hacia arriba (cerca de la mitad de los 1,25 mil millones de habitantes de la India tiene menos de 25 años), los números de registro de votantes por primera vez, una mayor participación de las mujeres, el uso extensivo de las redes sociales, la decoloración importante de casta política y la erosión del voto-bancos hereditarios.

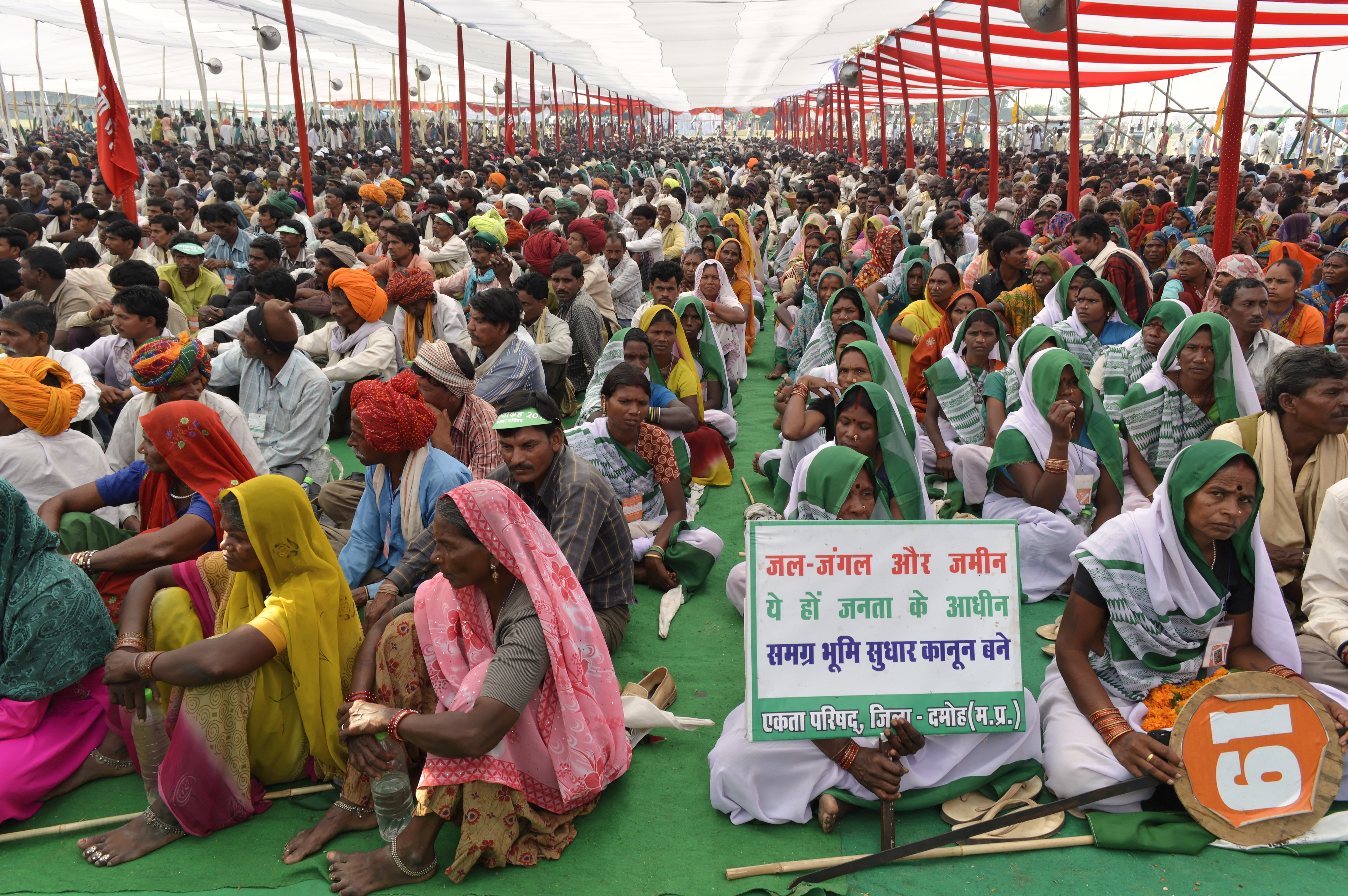
2012 de enero Satyagraha, protesta no violenta para exigir el acceso a los recursos de tierras y medios de vida para los pobres sin tierra, comunidades sin hogar y marginados

Mientras que el desarrollo sostenible, el crecimiento económico inclusivo y la lucha contra la corrupción fueron los principales temas de interés para el electorado indio, otras preocupaciones que han influido en los votantes eran insurgencias transfronterizas, la libertad y los derechos de las minorías y los medios de comunicación, el acceso a la salud de atención y medicamentos básicos, infraestructura de educación y habilidades de desarrollo, seguridad alimentaria, uso de la tierra y la propiedad, gestión ambiental y control de la contaminación, los derechos de pesca y de seguridad marítima, gestión de agua dulce, disponibilidad y precio del combustible y la seguridad energética y la seguridad marítima. Las elecciones transformaron el panorama político de la India por el advenimiento de un gobierno cuyo programa electoral prometió una reactivación económica de crecimiento centrada libre de corrupción.
Política económica y laboral a largo plazo sosteniendo los medios de vida autónomos de millones de pequeñas propietarias de la tierra de retención de los agricultores de cultivos comerciales y pequeñas tiendas de conveniencia, de gestión familiar contra la competencia desigual y la subordinación económica a los conglomerados de negocios en el de bienes de consumo, empresas de múltiples ventas al por menor marca y sector agroquímico se convirtió en un área de enfoque importante durante la campaña electoral. Los partidos políticos se han vuelto cada vez más sensibles a los levantamientos civiles en las circunscripciones electorales rurales donde las políticas del gobierno central del Estado y no han podido hacer frente a la corrupción burocrática generalizada, tallos suicidios de los agricultores y una menor servidumbre por deudas.

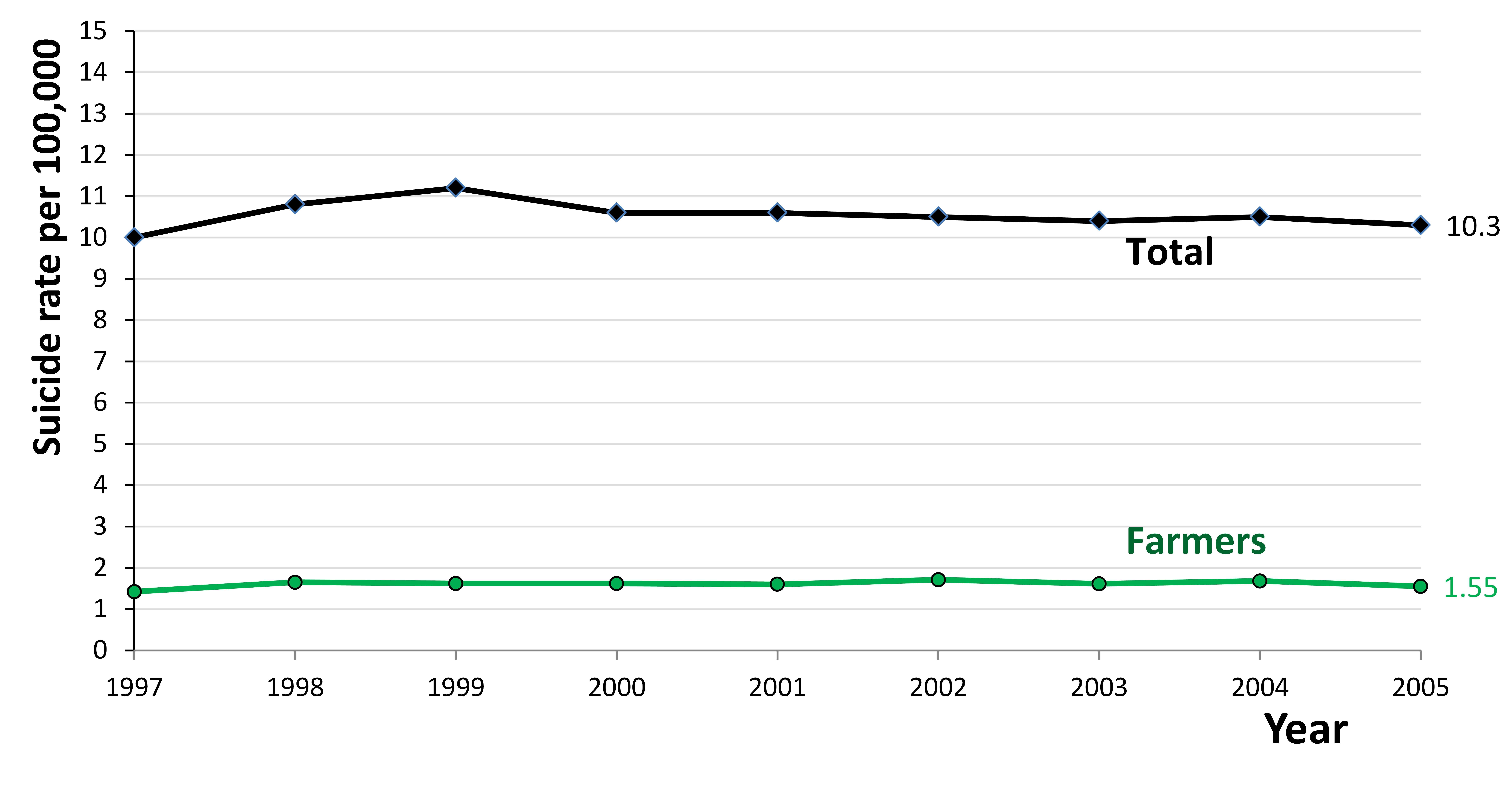
Total de las tasas de suicidio por cada 100.000 personas en la India (NEGRO) comparados con las tasas de suicidio agricultor (VERDE). Fuente: Gruère, G. & Sengupta, D. (2011), los suicidios de agricultores de algodón y en la India: una evaluación basada en la evidencia, The Journal of Development Studies, 47 (2), p.316-337

Las protestas de la India contra la Corrupción dirigidos por Anna Hazare en 2011 y 2012, impulsaron el BJP y AAP para adoptar el buen gobierno como la base para su campaña electoral y preparar la plataforma para la investigación de las denuncias de corrupción, el acaparamiento de dinero negro y la evasión de impuestos por parte de empresas multinacionales o individuos de alto valor neto (HNWI). Los internautas, orquestaron un nombre y vergüenza campaña de funcionarios corruptos dentro de los departamentos gubernamentales utilizando herramientas basadas en Internet, como el popular sitio web de sirena de alerta anti-injerto IPaidABribe.com.
Una serie de horribles crímenes sexuales (incluyendo el caso muy publicitado Nirbhaya) afectó a la conciencia colectiva. El fracaso para procesar a individuos con conexiones políticas en los casos penales erosionó la confianza pública en el sistema judicial.

Porcentaje de empleo de trabajo en la India por sus sectores económicos (2010).

BJP se comprometió a acabar con los funcionarios tímidos, transformar el ambiente de trabajo soso en las oficinas gubernamentales, examinar los vínculos entre los burócratas y casas de negocios y corporaciones, frenar ventajas de altos burócratas, castigar a los funcionarios mal uso de la propiedad y privilegios pública (balizas rojas en vehículos personales, libres membresías a clubes recreativos, libres entradas para eventos comerciales, la asignación de personal del gobierno para el trabajo privado, etc.), y carreras de enlace de los empleados públicos a la asistencia y desempeño laboral. Visitas al extranjero y viajes de estudio por los burócratas y los ministros han de convertirse vinculados a resultados concretos.
La confianza en el gobierno de la UPA cayó en picado en las secuelas de la Wikileaks Cablegate 2010 divulgaciones que exponían la profundidad de acceso de Estados Unidos y los enlaces a los burócratas indios de alto rango y políticos (con instancias mencionar hijos y parientes cercanos que viven en los EE. UU. o trabajan para las empresas estadounidenses). La campaña de 2013 Edward Snowden dejó al descubierto el alcance de los activos de vigilancia del gobierno de Estados Unidos y posibilidades de marketing India.
De origen italiano Sonia Maino-Gandhi la matriarca de la familia Nehru-Gandhi, un mascarón de proa de polarización y el jefe de facto de los gobiernos de la coalición UPA de Manmohan Singh, hasta 2014, se enfrenta a una crisis de sucesión de liderazgo dentro del Congreso Nacional Indio (INC). Aliados a nivel regional y estatal del INC que eran miembros de la coalición UPA, detectando el estado de ánimo de las personas, se han desvinculado de Rahul Gandhi. La entrada en la política por Priyanka Gandhi-Vadra está plagado de incertidumbre debido a las investigaciones en curso sobre las relaciones comerciales con la mediación de su marido Robert Vadra. El INC, después de dominar la política india durante la mayor parte del período posterior a la independencia de la India, se enfrenta a un futuro incierto. La eliminación política de los herederos dinásticos de familias de políticos prominentes que han dominado la política india durante décadas (Palaniappan Chidambaram, Salman Khurshid, Oscar Fernandes, Sachin Pilot) ha dado lugar a la aparición de una nueva generación de políticos de la India que sienten ninguna obligación de atenerse a lo tradicional enfoques y las limitaciones en las relaciones nacionales y extranjeros. Shashi Tharoor está lastrada por una investigaciones en curso sobre la muerte no natural de su esposa Sunanda Pushkar.

##### Boicot de Narendra Modi
Narendra Modi fue el ministro jefe de Guyarat entre 2001 y hasta la victoria Bharatiya Janata Party en las elecciones generales indias de 2014 tras lo cual fue nombrado como el primer ministro de la India en 2014.
A raíz de los disturbios de Guyarat 2002, diplomáticos occidentales en la India celebran Narendra Modi cómplice para la inacción administrativa. Los diplomáticos europeos, así como visitar los políticos y los funcionarios de la Unión Europea se negaron a reunirse, Narendra Modi a partir de 2003 hasta el anuncio de 2012 por el Equipo de Investigación Especial (SIT) que no pudo encontrar "evidencia procesable " en contra de Modi. El Tribunal Supremo de la India aclaró Narendra Modi de toda responsabilidad por los disturbios.
Durante el largo boicot de 10 años de Narendra Modi por la Unión Europea y EE. UU., el ministro Principal de urbanizadas de inversión y las relaciones comerciales extranjeros con China, Japón, Corea del Sur y Taiwán. Entre 2001 y 2014, Guyarat siguió adelante en todos los indicadores económicos con crecimiento industrial de dos dígitos y vio Narendra Modi, reelegido 4 veces como ministro jefe de Guyarat. Una de las principales revistas de noticias del mundo TIME, en su edición del 26 de marzo de 2012, tuvo Narendra Modi en su portada con una historia titulada "Medios de negocios Modi".

#### Gobierno NDA BJP
El gobierno de coalición NDA BJP tiene una clara mayoría en el Lok Sabha (cámara baja del Parlamento), pero es débil en la Rajya Sabha (Cámara Alta del Parlamento). El gobierno del BJP anunció una hoja de ruta de las mejoras para poner en práctica las promesas electorales y hacer que la India sea más atractiva para los inversores y empresarios extranjeros.
El primer ministro Narendra Modi ha comprometido a "crear una India que nadie podía hablar hasta en el escenario internacional.”
Desde el momento de asumir el liderazgo de la India, Narendra Modi ha logrado mantener la radical franja Hindutva del partido BJP bajo control, controlar las actividades demasiado entusiastas Ghar Wapsi y prevenir cualquier daño a su legado como primer ministro de la India causada debido a la religiosa o contienda relacionada con las minorías.
Narendra Modi inició Mann Ki Baat un programa de radio mensual y renovó el sitio web de la PMO para permitir la interacción directa con el primer ministro y animar a los ciudadanos a participar activamente en la mejora de la nación.
En mayo de 2015, el gobierno NDA publicó un informe sobre la marcha de su primer año de gobierno. Si bien el apoyo público para la conducción de las relaciones exteriores del gobierno NDA y el aumento de la estatura de la India en el mundo ha sido generalizada, las opiniones están divididas uniformemente sobre el alcance, el ritmo y los resultados de las reformas económicas. Las áreas más débiles, donde el gobierno tiene la menor para mostrar en términos de mejoras, están en los dominios de la ley y el orden y los derechos humanos (sistema judicial atascado, la brutalidad y el abuso de los detenidos por la policía y las fuerzas de seguridad, el tráfico de personas y el ilegal comercio de órganos, represión de los delitos sexuales y de odio, y la igualdad de género).
El gobierno NDA aún está por cumplir su promesa preelectoral de desclasificar totalmente los archivos relacionados con Subhas Chandra Bose, el nacionalista indio que se convirtió en el líder de Azad Hind, trató de asegurar la independencia de la India, llevando el ejército nacional indio contra Gran Bretaña durante la Segunda Guerra Mundial. Narendra Modi había comprometido a que los archivos serían liberados a fin de resolver la controversia con respecto a la desaparición del luchador por la libertad.
El mayor desafío para el actual gobierno de NDA BJP no proviene del Congreso Nacional Indio diezmado, pero en lugar de parte del electorado joven indio que esperan que el gobierno de Modi cumpla su promesa en 2014 de campaña electoral: Achhe din Anne Wale hain ( Español: Buenos días están llegando).
En el plano personal, la vanidad de Narendra Modi podría conducir a su ruina con el electorado nacional e interlocutores en el extranjero y ha dado lugar a "objetivos propios”muy visibles: el notorio traje Modi usados durante la visita de Obama a la India, el uso obsesivo de selfies en medios de comunicación social que limita con el correo basura, propensión a reclamar la propiedad de los programas existentes e ideas a través de cambio de marca, etc.
En septiembre de 2015, una encuesta de opinión realizada por el Pew Research Center reveló que el apoyo a Narendra Modi en la India se situó en el 87 % y fue mayor entre los dos grupos demográficos cruciales: entre 18 y 29 años de edad y los indios rurales.

##### Desarrollo del capital humano y diáspora
Narendra Modi se ha puesto en contacto con la diáspora para revertir la fuga de cerebros de los intelectuales y estudiantes prometedores.
El PNUD estima que la India pierde $ 2 mil millones al año a causa de la emigración de los expertos en informática de los EE. UU. Estudiantes indios que viajan al extranjero para sus estudios superiores cuestan la India una salida de divisas de 10 $ millones de dólares anuales.
Indios de ultramar registran más patentes en su país de residencia que en la India. Thomas Friedman, en su reciente libro, La tierra es plana, explica esta tendencia en cuanto a la fuga de cerebros, con lo que los mejores y más brillantes elementos en la India emigran a los EE. UU. con el fin de buscar mejores oportunidades financieras. Un estudio conjunto de la Universidad de Duke y la Universidad de California en Berkeley reveló que los inmigrantes de la India a los EE. UU. han fundado más compañías de ingeniería y tecnología 1995-2005 que inmigrantes del Reino Unido, China, Taiwán y Japón juntos. Un estudio realizado en 1999 por Anna Lee Saxenian informó que una tercera parte de los científicos e ingenieros de Silicon Valley eran inmigrantes y que los indios son el segundo mayor grupo de ingenieros nacidos en Asia (23%) después de los chinos (51 %). Su investigación mostró que en 1998, el siete por ciento de las empresas de alta tecnología en Silicon Valley fueron dirigidos por los directores generales de la India. Un estudio reciente muestra que el 23 % de los graduados de escuelas de negocios indias toma un trabajo en los Estados Unidos.
La generación de ingresos en los EE. UU. a través del empleo basada en el conocimiento por los indios de Asia ha superado a todos los demás grupos étnicos de acuerdo con datos del censo de EE. UU. Hogares indios americanos son los más prósperos en los EE. UU., con un ingreso promedio de US $ 88000, seguidos por los chinos en US $ 65.000. El ingreso promedio de los hogares en los EE. UU. es de US $ 50.000.

##### La reforma administrativa
Mientras que en la campaña electoral de 2014 elecciones generales, Narendra Modi popularizó la consigna de "Gobernancia máxima, mínimo Gobierno." encuestas realizadas por Inversores de Hong Kong Política Económica y Riesgo Consultancy Ltd. habían clasificado la burocracia Babu de la India como el peor entre los 12 países de Asia durante casi dos décadas.
Inmediatamente después de su ascensión como primer ministro de la India, Modi dijo en una reunión de los burócratas de la administración pública de más alto rango que sus carreras y los avances están vinculados a su capacidad para demostrar los atributos de liderazgo dentro de sus ministerios y aplicar con éxito las políticas del gobierno. Narendra Modi consolidó su control sobre la Secretaría del Gabinete que se ejecuta el sistema burocrático de la India, manteniendo carteras clave dentro del ámbito de la Oficina del primer ministro (PMO) y por lo tanto lo que es el centro nervioso del gobierno del BJP.
Modi frenó el acceso corporativo a las oficinas gubernamentales de alto nivel y ha declarado que se ha comprometido a lograr que la administración pública sea más transparente y eficiente. Modi emitió directivas ordenando burócratas que se abstengan de sedes sociales, mientras estén en turno de gobierno, y a cumplir con la labor del gobierno de sus oficinas.
Expresando descontento por el ritmo y el alcance de las reformas burocráticas, el Comité del Gabinete de Seguridad (CCS) se disolvió la Comisión de Planificación, al margen de bajo rendimiento funcionarios a través de una redistribución burocráticos y sin contemplaciones reducido las carreras de varios altos, la mayoría de los burócratas entre ellos el secretario de Asuntos Exteriores Sujatha Singh y director general de la DRDO Avinash Chander. Funcionarios de alto nivel que se metieron en las controversias o bien han sido despedidos o degradados a las publicaciones de menor prestigio como fue el caso con el Secretario de Anil Goswami y la ex Cónsul General de la India en Nueva York Devyani Khobragade.

##### Políticas económicas y comerciales

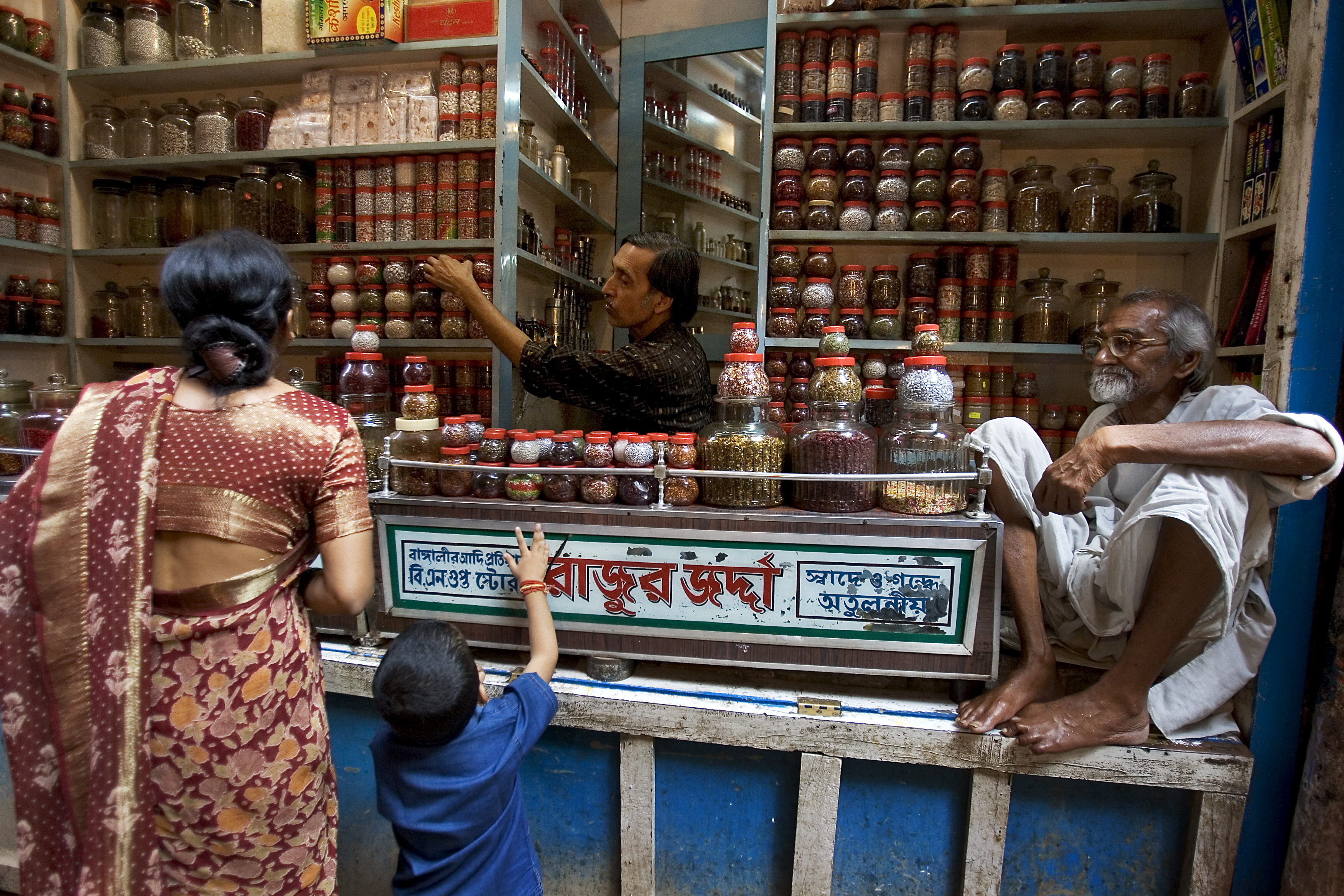
El autoempleo a través de una tienda familiar de especias en Varanasi.

Al presentar el presupuesto de la Unión de la India para 2014-2015, ministro de Finanzas, Arun Jaitley anunció que el gobierno aprobará la legislación para romper el secreto bancario en paraísos fiscales extranjeros y verificar discordancias en el estilo de vida de los funcionarios del gobierno en contra de sus fuentes conocidas y declaradas de ingresos. Se hizo hincapié en la creación de valor añadido y oportunidades de empleo a nivel de escala micro y pequeñas empresas en la India. El presupuesto de la India para 2015-2016 se basa en la suposición de que el país puede sostener una tasa de crecimiento del 7 % al 8 %.
Narendra Modi, conocido por pensar fuera de la caja en cuestiones de política exterior, había cultivado relaciones con la diáspora india en el extranjero y comprometido el liderazgo de China, cuando él era el principal ministro de Guyarat de 2001 a 2014. Una primera política de vecindad, que incluía un nuevo enfoque significativo en las relaciones entre China e India con la opinión de un acercamiento fue anunciado durante la toma de posesión de Narendra Modi, el 26 de mayo de 2014. En agosto de 2014, el canciller Sushma Swaraj dio a conocer la política Ley de Medio como el continuo a la política Mirar hacia el Este. India aspira a ser una "primera potencia, no sólo una fuente de equilibrio", explicó el ministro de Asuntos Exteriores Subrahmanyam Jaishankar, lo que refleja la importancia de los Estados limítrofes diciendo "no se puede ser una potencia líder si su vecindario no es con usted, usted necesita crezca para ti."
Modi puso en marcha un proceso para renovar y reequilibrar las relaciones exteriores, dependiendo de los intereses nacionales de la India y las realidades del siglo 21. La recalibración de las relaciones se basa en las nuevas oportunidades para la cooperación en un mundo multipolar, donde la India tiene una mejor representación y también en la capacidad de cada país para participar en el programa para el desarrollo post -2015 a través de la entrega de crecimiento económico en la India.
El PMO de Narendra Modi reacondicionado MEA con el fin de transformar la diplomacia india de una burocracia reactiva a una proactiva y emprendedora mentalidad a lo largo de los modelos de JETRO (Japón), KOTRA ( Corea del Sur) y TAITRA (Taiwán). Oficiales destinados en misiones indias en el extranjero fueron ordenados para actuar como multiplicadores de la fuerza de la economía de la India, centrándose en cuestiones como la identificación de oportunidades de mercado, promoción del comercio exterior y la facilitación para las empresas indias, adquisición en el extranjero de los suministros de energía, asegurando materias primas para las industrias de fabricación nacional y la protección de las rutas comerciales de aire-mar-tierra multimodales. En junio de 2015, el gobierno anunció su intención de crear capacidad en el MEA a través del reclutamiento de los círculos académicos y el sector privado.

### Unión Europea
El proyecto europeo está en un estado de cambio cada vez con mayores riesgos de balcanización política.

#### Retos sociopolíticos al proyecto europeo
Pobre crecimiento económico en toda la Unión Europea ha dado lugar a montar euroescepticismo, el aumento de la xenofobia, y exitosos retos electorales a la devolución del poder de los Estados miembros soberanos de la Unión Europea a las instituciones de la Unión Europea. Francia, Italia, España, Portugal, Polonia, Hungría, Eslovaquia, República Checa y Grecia han señalado que no van a permitir la transferencia de los poderes más soberanía a las instituciones de la Unión Europea con el Reino Unido yendo tan lejos como la programación de un referéndum el 23 de junio de 2016 para decidir si quedarse o salir de la Unión Europea.

Cambio no programado de los gobiernos en países europeos (marcado en rojo) debido a la crisis de la deuda soberana europea

- Narración entrecortada: libre circulación de todos los ciudadanos de la UE en el espacio Schengen y la garantía de la paz y la estabilidad fueron las dos tarjetas de llamadas, que atrajeron la visión de la Unión Europea con los electores hasta la década de 2000. El proyecto de la Unión Europea se supone que proporciona mejoras en la calidad de vida de los ciudadanos en todos los Estados miembros. Sin embargo, la realidad de la vida cotidiana en la Unión Europea después de la ampliación es uno donde el proyecto europeo supranacional federal no ha cumplido con las aspiraciones de los miembros antiguos y nuevos por igual.[1050][1051][1052][1053] Montaje de la percepción del público de que las decisiones estratégicas se toman en Bruselas tanto por las instituciones de la UE y de la OTAN (Ampliación de la Unión Europea y la OTAN[1054][1055][1056] en la esfera de influencia rusa) son responsables de las muchas crisis que enfrentan Europa.[1057][1058][1059][1060] ciudadanos europeos citan la falta de liderazgo de los políticos europeos de alto nivel, aumento de las desigualdades, y la incapacidad de los partidos políticos tradicionales para renovarse a sí mismas, tanto en términos de ideas y personas, como las razones que las llevan hacia nuevas agrupaciones políticas. Jóvenes desempleados y las poblaciones de la clase trabajadora de ingresos medios privados están remodelando el espectro político europeo a través de las urnas.
- Visión ocluida: La multiplicación de los representantes titulares (Lista de presidentes de las instituciones de la Unión Europea) para el cargo de Presidente de la Unión Europea da lugar a la percepción de solapamiento misión, el desperdicio y la redundancia; reforzando la percepción pública de que el dinero contribuyente se desperdicia en una administración de la Unión Europea excesivamente borrosa y financieramente con personal de políticos sobrepagados y arrogantes funcionarios que han perdido contacto con la realidad sobre el terreno y las aspiraciones sociales de los ciudadanos.[1061][1062] Elecciones europeas han proporcionado manifestaciones muy públicas de la incapacidad de los políticos y burócratas europeos para participar de manera efectiva sus ciudadanos y comunicar su visión de Europa.[1063][1064][1065] Los líderes europeos parecen estar en constante crisis telescópica de extinción de incendios que conduce a la percepción de que el proyecto europeo sufrirá una muerte por mil cortes. Políticos importantes actuales de la Unión Europea (Jean-Claude Juncker, Donald Tusk y Martin Schulz) sí jugaron un papel central en los órganos de toma de decisiones políticas, que jugaron un papel decisivo en la creación del desorden político y económico en curso. En noviembre de 2014, el ejecutivo de liderazgo de la Unión Europea (Donald Tusk,[1066] Jean-Claude Juncker,[1067] Frans Timmermans y Federica Mogherini[1068][1069])anunciaron un esfuerzo de última oportunidad para salvar a la Unión Europea a partir de la desintegración: un nuevo comienzo para Europa.[1070][1071][1072]
- UE como proveedor de seguridad: Gestión de las tensiones de seguridad de correos de la era soviética en los estados fronterizos (Ucrania, Georgia y los Estados de los Balcanes) ha puesto de manifiesto las debilidades estructurales profundas de instituciones de la Unión Europea.[1073] La respuesta colectiva de la Unión Europea sobre cuestiones que van desde la gestión del éxodo de refugiados[1074][1075][1076] desgarrado por la guerra de Libia, Siria, Irak, Afganistán,[1077][1078] participación en las intervenciones dirigidas por la OTAN, la acción contra entidades no estatales (estado islámico y Al-Qaeda), etc. sufre de diferentes prioridades de los Estados miembros de la Unión Europea 28. La escasez de visión estratégica en el Consejo Europeo, la nacionalidad del contingente basa la asignación de puestos burocráticos de responsabilidad dentro de las instituciones de la Unión Europea, y la capacidad de los países europeos de menor importancia indebidamente las opciones políticas influencia de la Unión Europea es problemático.[1079] Toma de decisiones por partes interesadas europeas con sede en Bruselas son engorrosas y severamente limitadas debido a la política dentro de la UE y la obsesión con los procedimientos de toma de decisiones basadas en el consenso método comunitario bizantino.[1080] La crisis de Ucrania expuso las deficiencias de la Política Exterior y de Seguridad Común (PESC)[1081] y expuso los límites del poder militar alemán.[1082] Desencanto con los resultados políticos de las últimas intervenciones militares en Irak, Afganistán y Libia ha vaciado el apoyo político a la participación acumulada Unión Europea en la crisis de Siria y Ucrania.[1083] Un mayor fortalecimiento de la Unión Europea del régimen de sanciones contra Rusia se enfrenta a la disidencia interna de varios Estados miembros de la UE (Austria, Bulgaria, República Checa, Grecia, Chipre, España, Hungría, Italia, Portugal, Finlandia)[1084][1085][1086][1087][1088] además de ser ignorado en gran medida por las multinacionales europeas (empresas alemanas e italianas tienen la mayor exposición de la inversión en Rusia) que eludir el régimen de sanciones por el comercio con Rusia a través de países terceros(Turquía, Emiratos Árabes Unidos, Catar, Israel).[1089][1090][1091][1092][1093][1094] Una encuesta de Pew Research en 2015 indica que los europeos no son por lo general favorables a un despliegue militar de su país en los términos del artículo 5 de la OTAN para proteger a un país colega, que es atacado.[1095]

Transferencias per cápita desde los Estados miembros de la UE a través de presupuesto de la UE para los años 2007-2013. Países azules eran donantes netos; Países rojos fueron receptores netos. Cuanto mayor sea el país, más cada habitante del país contribuirá/recibirá. (Fuente: Eurostat)

- La unidad política y la solidaridad : el futuro de la Unión Europea es cada vez más dependiente de la unidad de la pareja de dirección política franco- alemana y la voluntad de la UE-3 para llevar a cabo reformas estructurales radicales.[1096][1097][1098] Distracciones geopolíticas globales habían dado lugar a Reino Unido y Francia momentáneamente dando un paso atrás y para que Alemania pueda pilotar el proyecto europeo. Alemania se resiste a la idea de mutualización de la deuda soberana entre los miembros de la zona europea. Mientras que la UE-3 continúa siendo paralizado por encima de sus competidores y cada vez más divergentes visiones para Europa,[1099][1100] la burocracia de Bruselas ha ido de una crisis a la siguiente dirección y sin propósito.[1101]
- Aumento del sentimiento antialemán: la resistencia a nivel de los ciudadanos a la visión económica de Alemania para Europa es fuerte en muchos Estados miembros de la UE[1102][1103][1104] incluyendo a Alemania,[1105][1106][1107] y ha empañado considerablemente la imagen de Angela Merkel y de Alemania en el extranjero.[518][1108][1109][1110][1111][1112] La desregulación del mercado de trabajo del 2003 en Alemania redujo las tasas de desempleo de 12% a 6 % al obligar a los trabajadores de clase media parados a aceptar precario de empleo de bajos salarios y renunciar a la seguridad social y las prestaciones de jubilación.[1113] 1,3 millones de alemanes, el 20 % de la población activa, están obligados a recibir salarios recargados(denunciado como subvenciones encubiertas dadas a los empleadores) para aumentar sus ganancias al mínimo de inserción.[1114] Tácticas utilizadas por Alemania y la troika UE- BCE - FMI han impulsado los gobiernos griego y chipriota a llevar a la corte abiertamente a Rusia en desafío de Bruselas.[1115][1116][1117] Italia, España y Malta han expresado su oposición a la búsqueda de Alemania para un asiento permanente en el Consejo de Seguridad de las Naciones Unidas (CSNU).[527]

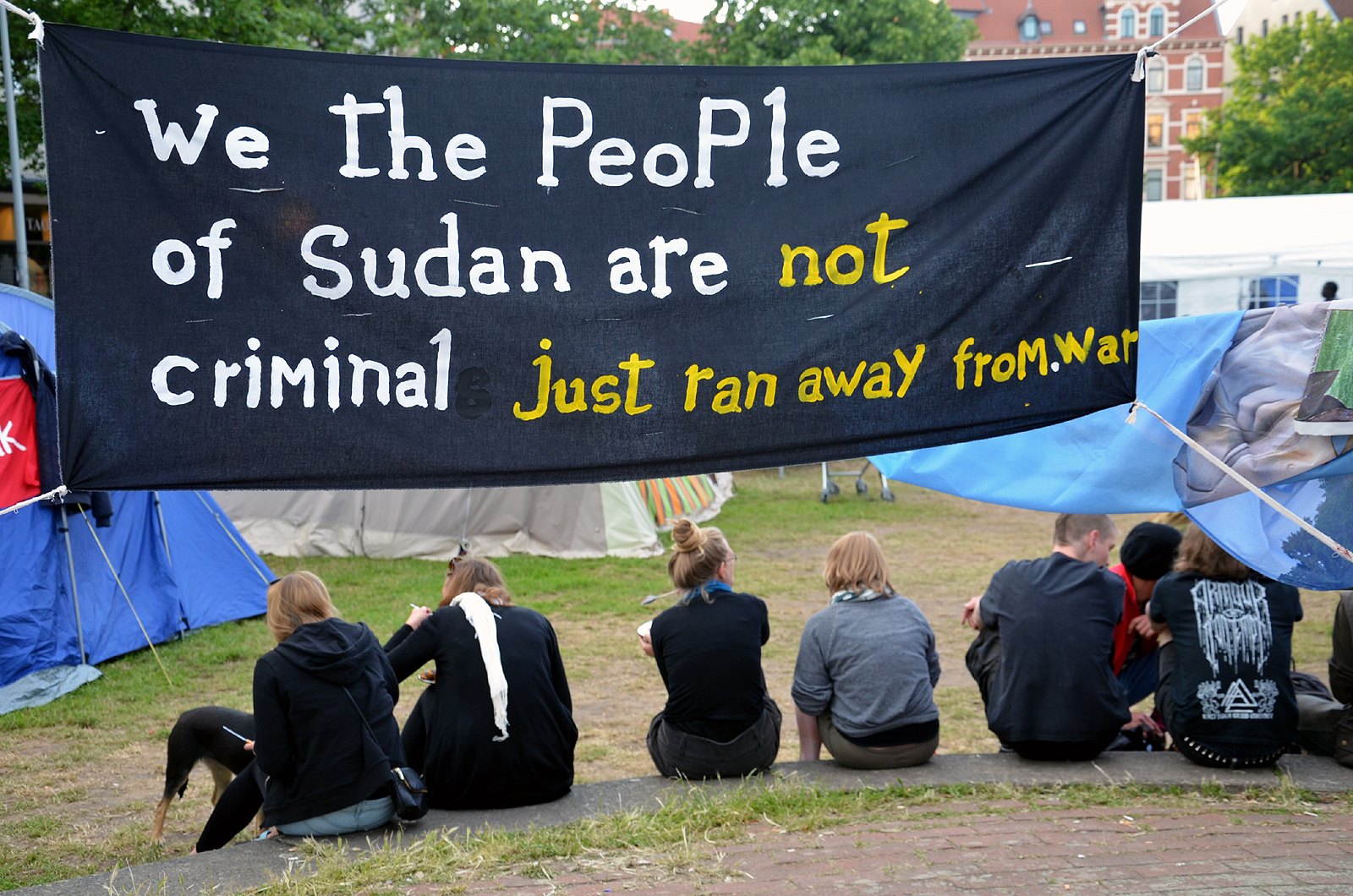
Bandera de los migrantes que muestran una llamada a la tolerancia: Nosotros, el pueblo de Sudán no somos criminales, sólo personas que huyen de la guerra.

Posiciones del gobierno nacional sobre el plan de cuotas de inmigración de la Unión Europea 2015 para los solicitantes de asilo en la UE
Approval
Opt-out (de facto refusal)
Refusal

- Gestión de los refugiados: la Unión Europea se enfrenta actualmente las consecuencias humanitarias de la agenda de promoción de "democracia" de la OTAN, que desestabilizaron gravemente Siria, Libia, Irak, Yemen y Afganistán.[1118] Abyectas condiciones de vida y las condiciones de seguridad inseguras ha impulsado a los civiles a votar con los pies, lo que resulta en éxodo masivo de la periferia de Europa.[1119] La entrada masiva de inmigrantes que huyen de las guerras civiles ha expuesto perspectivas discordantes fundamentalmente en un enfoque unificado de la UE y el curso de acción para gestionar la crisis.[1120][1121][1122] Este y los países del norte de Europa no muestran la urgencia de aumentar su consumo de refugiados para aliviar la carga de los servicios de respuesta a la crisis en el sur de los Estados miembros de la UE (especialmente Italia y Grecia) que están sobrecargados con la llegada incesante de refugiados.[1123][1124][1125] Las Naciones Unidas exigió que los países de la Unión Europea estuvieran a la altura de sus responsabilidades para aceptar salidas de migrantes.[1126] Las ONG han expresado su consternación por el tratamiento de los refugiados en Europa.[1127][1128][1129][1130][1131][1132] Norte Europeos[1133] y los ex Estados miembros de la UE Comunista como Polonia, Eslovaquia y Hungría, cuyas poblaciones son menos multiétnicas que la mayoría de los países europeos occidentales son reacios a aceptar los migrantes. Se tomaron medidas radicales para asegurar las fronteras internas contra los migrantes: Hungría y Bulgaria optaron por cercas de alambre de púas[1134] mientras que Austria desplegó su ejército. Partidos políticos de extrema derecha y movimientos neofascistas (Austria, Dinamarca, Estonia, Francia, Alemania,[1135] Hungría, Italia, Países Bajos, Polonia y Suecia) se han opuesto a la llegada y el reasentamiento de los refugiados.[1136][1137][1138][1139] de Polonia, Janusz Korwin-Mikke, un miembro del Parlamento Europeo (MEP, afirmó que los migrantes de la UE fueron: "personas que vienen a Polonia y toda Europa sólo para vivir de limosnas personas dispuestas a trabajar son valiosos, pero están siendo enviados de vuelta a sus países y que tomamos en los que no quieren trabajar esta es una política ridícula que resulta en Europa inundada de basura humana de este estado, basura humana que no quiere trabajar". El presidente turco, Recep Tayyip Erdoğan, cuyo país alberga el mayor número de refugiados que huyen de Siria fue mordaz en su evaluación de la gestión de los refugiados y los migrantes de la Unión Europea: "Los países europeos, que resultaron el Mar Mediterráneo -la cuna de las civilizaciones antiguas- en un cementerio de migrantes son parte en el crimen que tiene lugar cuando cada refugiado pierde su vida ".[1140] Secretario General de la ONU, Ban Ki moon, dijo que estaba "conmocionado" que cañones de agua y gas desgarrados fueran utilizados por la policía húngara para obligar a los migrantes a ir fuera de sus fronteras y declararon que dicho tratamiento de los solicitantes de asilo "inaceptable".[1141] El éxodo masivo, provocado por el anuncio unilateral de la canciller alemana, Angela Merkel que Alemania va a aceptar refugiados sirios con independientemente del lugar en que entraron en la Unión Europea, y el posterior cierre de las fronteras de Alemania a los refugiados, dejó a muchos preguntándose si la crisis era una maniobra política para desviar la atención global de los medios lejos de la publicidad adversa a la canciller alemana, después de la cesación de pagos por parte de Grecia.[1142] En marzo de 2016, un número significativo de países de la UE rechazó rotundamente los planes de Alemania para una cuota basada en la redistribución de los refugiados y el sistema de reasentamiento a nivel de la UE, además de negarse a asumir las consecuencias de las acciones unilaterales de Angela Merkel. Países de Europa Oriental empujaron lejos la crisis de refugiados como un problema de Alemania y amenazados a desafiar a Alemania a través de retos legales y electorales. La crisis de los refugiados ha dejado a Angela Merkel aislada políticamente en Europa.[1143][1144]
- La reforma institucional: las reformas institucionales y reducción de la burocracia de la Unión Europea, la gestión de crisis de la deuda soberana europea,[1145][1146] incertidumbres relativas al futuro de la pertenencia del Reino Unido en la Unión Europea, pregunta con respecto a la viabilidad a largo plazo de la moneda EURO,[1147] un aumento de la resistencia al Acuerdo de Schengen relacionadas con los movimientos migratorios dentro de la UE, el creciente descontento con las medidas de austeridad liderada por Alemania,[1148][1149][1150][1151] aumento de anti-UE movimientos políticos en clave de miembro, estados con gran población (Reino Unido, Francia, España e Italia), la percepción pública negativa con la élite de Bruselas[1152] y la exasperación virulenta en paracaídas de oro (Herman Van Rompuy,[1153][1154] Tony Blair,[1155] Catherine Ashton)[1156] son algunos de los problemas más acuciantes de la actual dirección de la Unión Europea. Las encuestas de opinión pública de Europa han demostrado que los ciudadanos perciben cada vez Bruselas como destino lucrativo para los burócratas de fin de carrera y políticos almenadas.

#### Reveses económicos y deficiencias

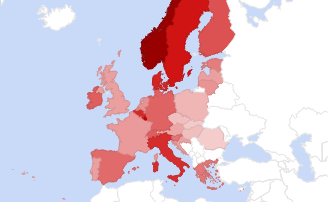
Economía sumergida per cápita en la Unión Europea (Fuente :Eurostat y Universidad de Linz)

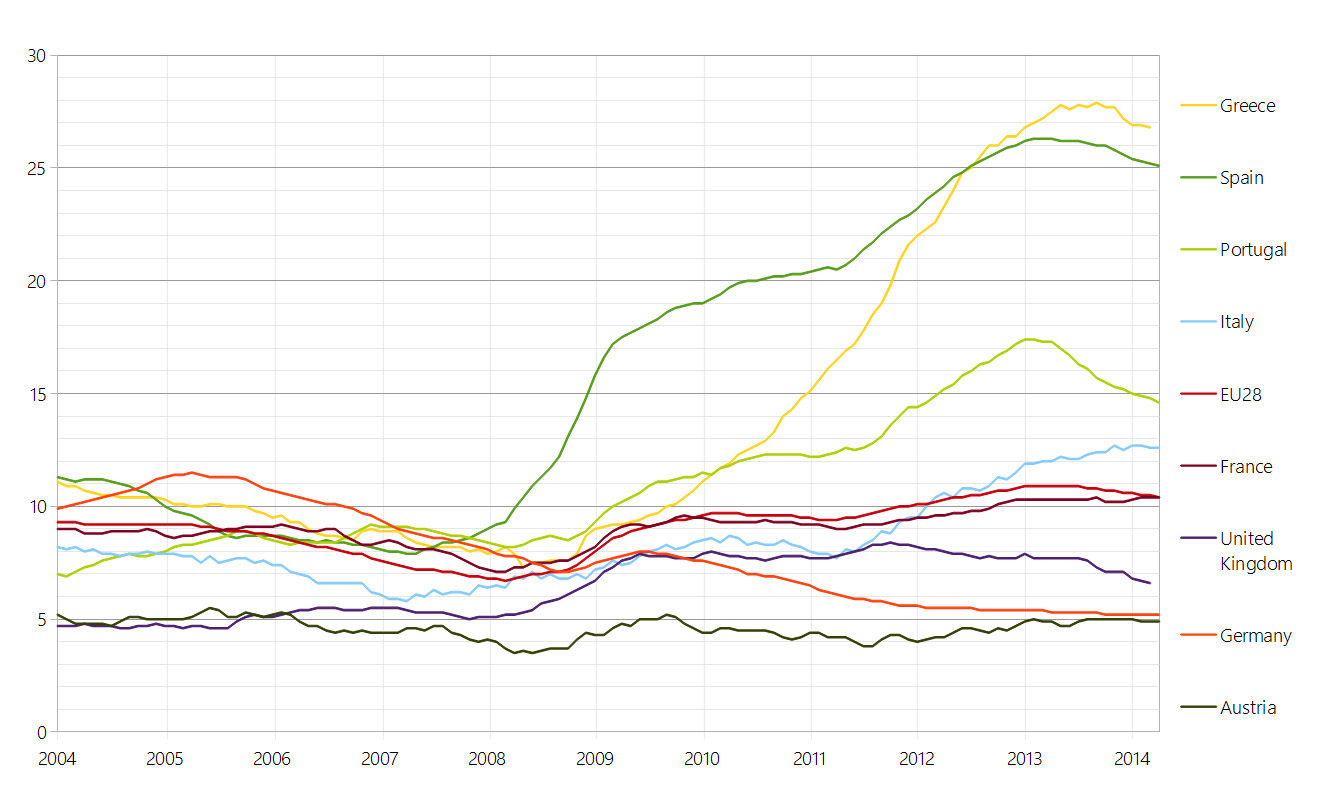
Las tasas de desempleo en algunos países europeos y en la EU28 entre enero de 2004 y abril de 2014. (Fuente: Eurostat)

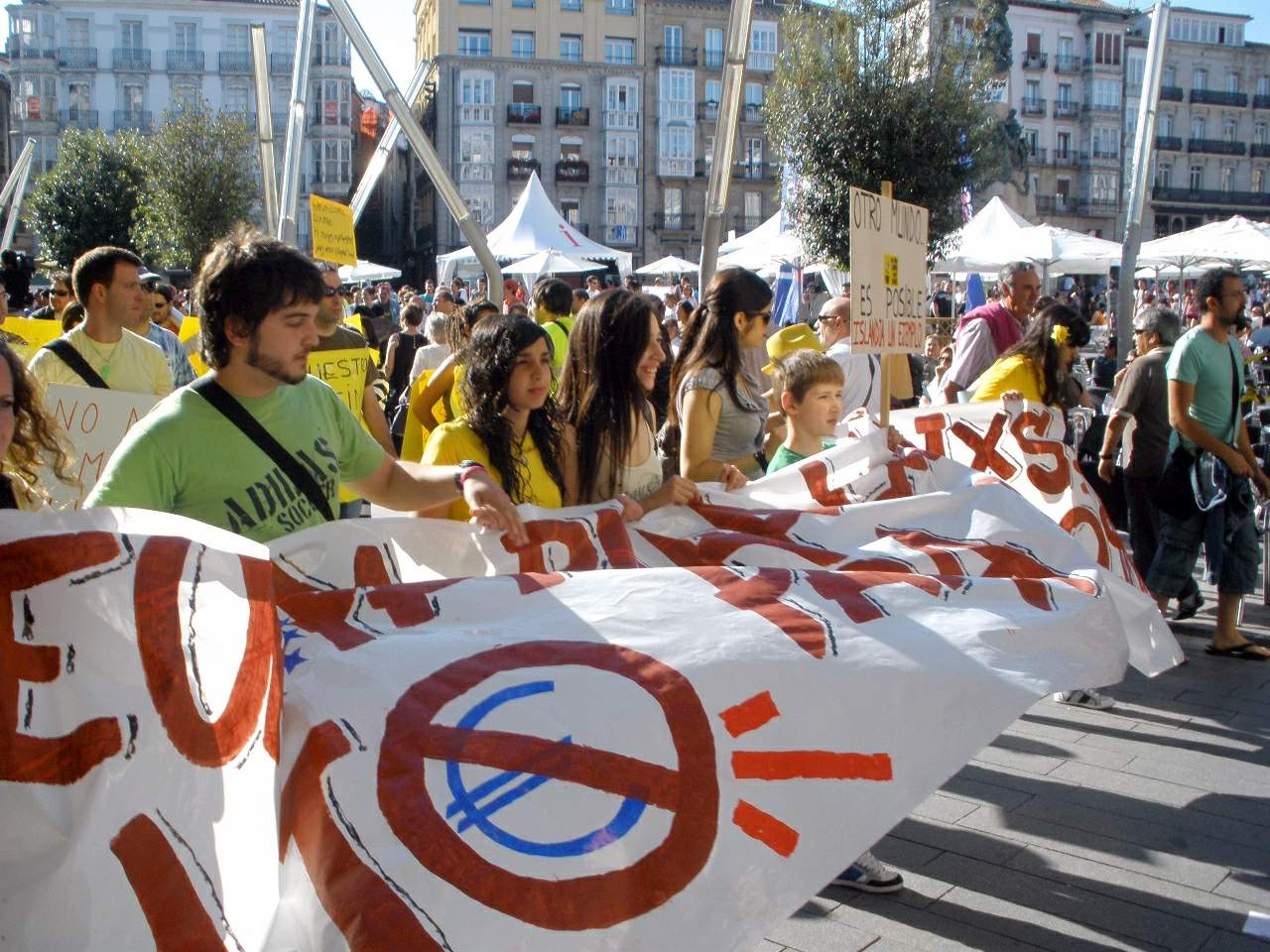
Protesta contra el Pacto por el Euro Plus el 19 de junio de 2011 en la plaza de la Virgen Blanca, Vitoria, España.

Deuda- PIB de los países de la Unión Europea (Fuente: Eurostat 2019)

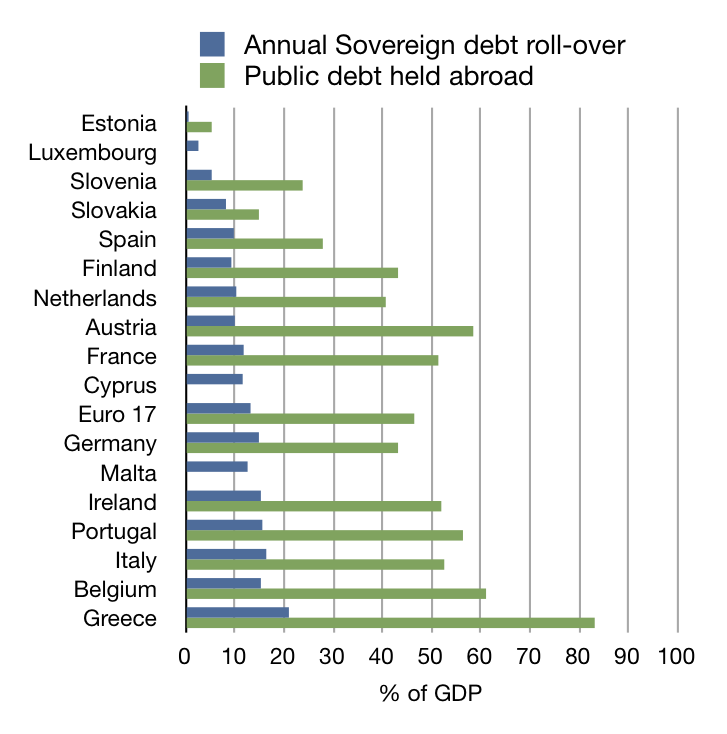
Perfil de la deuda de los países de la eurozona

Varios Estados miembros de la UE están en declive económico, tanto en términos relativos y absolutos que conducen a una de varias velocidades de facto de Europa.
La persistencia de un bajo crecimiento económico y el aumento del costo de vida han afectado el nivel de ingresos disponibles y relaciones internas entre deuda y ahorro. La globalización ha traído consigo una mayor competencia en los mercados internos y de exportación para las empresas con sede en la Unión Europea. Políticas de estímulo del crecimiento de la Unión Europea – ha creado artificialmente la expansión monetaria para combatir las presiones deflacionarias a través del crédito y la distensión fiscal- Sólo posponía la absoluta decadencia económica y cargar a las generaciones futuras con los pagos de deuda gigantescos en ausencia de un crecimiento impulsado por la innovación.
Demografías desequilibradas han dado lugar a la extensión de la edad de jubilación, la presión sobre los sistemas de pensiones, y se aceleró la despoblación rural. Aumentar la habilidad con la erosión de la fuerza de trabajo empleable debido a la evolución de la tecnología está afectando a todos los segmentos de valor añadido. La fuerte competencia para el mercado de acceso y las dificultades para retener a los mercados compartidos en el ámbito mundial cada vez mayor está afectando a las empresas que no pueden permitirse los requisitos de inversión de capital sostenidas para el desarrollo continuo de productos, tiempo de comercialización más rápido, y la gestión de atención al cliente. Limitaciones relacionadas con las habilidades de desarrollo continuo y las latencias en la transformación de los procesos existentes, tecnologías e infraestructura han tenido un impacto directo sobre el empleo y las oportunidades de mercado.
Re-localización de la infraestructura de producción de las empresas multinacionales (EMN) a países de bajo coste ha llevado a la desindustrialización. La reducción de la intervención humana a través de la automatización de los procesos de producción y logística ha reducido las oportunidades de empleo. Los diferentes regímenes fiscales dentro de la Unión Europea han dado lugar a la optimización fiscal agresiva y la evitación de los conglomerados y las pequeñas y medianas empresas. Los movimientos populistas en toda la Unión Europea han hecho campaña para las políticas que se dirigen a las lagunas que permiten la evasión fiscal de las empresas transnacionales y examinar los incentivos y subsidios a las fábricas donde la automatización de procesos de fabricación ha mejorado la productividad y enriquecidos accionistas, pero disminuyó las perspectivas de empleo para los trabajadores no especializados. Los gobiernos han sido lentos para alejarse de las políticas neoliberales y adoptar medidas que propicien el bien público de las comunidades locales a través de iniciativas públicas y privadas que nutren la innovación de base, promover la actividad empresarial de asociación social y sostener la creación de empleo en las PYME de auto-empleo.
- Crisis europea de la deuda soberana del 2009: La crisis de la deuda soberana europea dejó varios países europeos requiriendo ser rescatados por los prestamistas institucionales. China, asistió Europa mediante la compra de miles de millones de dólares en bonos de la zona euro no deseado de euros;[1172] en particular de Grecia, Irlanda, Italia, Portugal y España.[1173][1174] Grecia recibió $ 18 mil millones de dólares en inversiones chinas en 2014 (China ya tiene una participación del 70 % en el puerto de carga Pireo, el tercer más ocupado en Grecia).[1175]

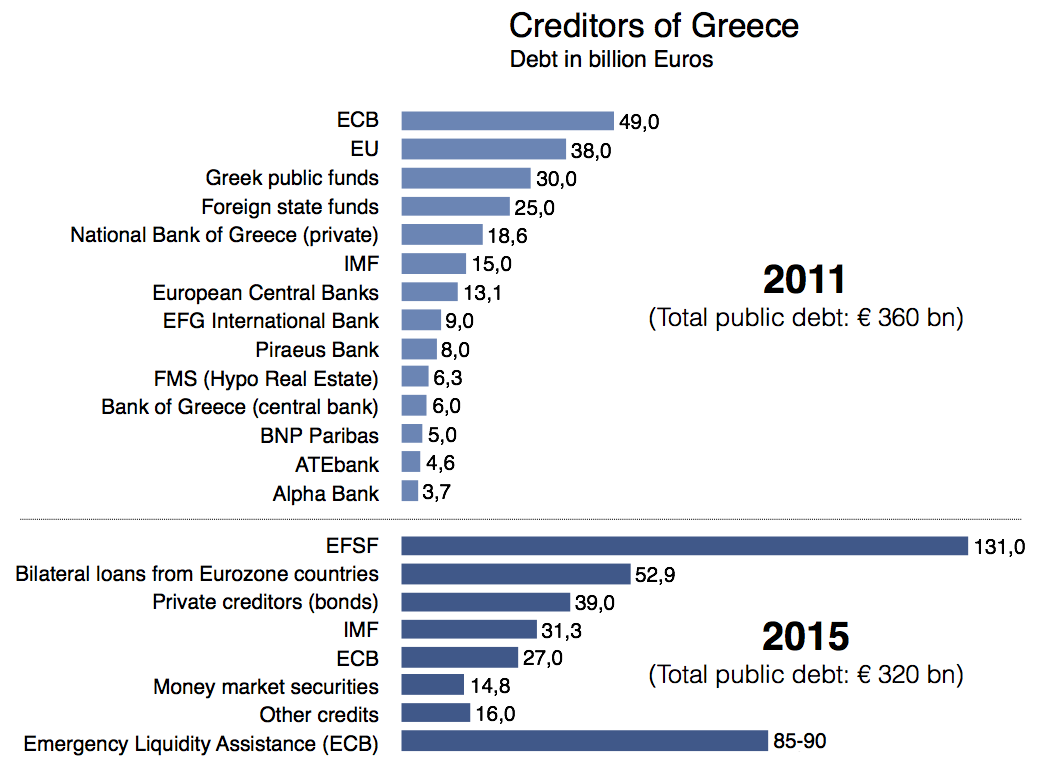
Los acreedores de Grecia entre 2011 y 2015 (Fuente: Wiener Zeitung, junio de 2015)

- Impago de la deuda griega soberana del 2015: Las discusiones mordaces públicamente entre Grecia y la UE-BCE-FMI troika culminaron en el 2015 con el referéndum griego se rechazó masivamente las condiciones para la aceptación de dinero de rescate[1177][1178] y dio lugar a un aumento en el apoyo público a los partidos políticos populistas en los países del sur de Europa.[1179][1180][1181] La sugerencia de un temporal "tiempo de espera" de la zona euro para Grecia por el ministro de Finanzas alemán, Wolfgang Schäuble, y una sugerencia del Ministerio alemán de Finanzas, que Grecia moviera títulos a los activos griegos - incluyendo los sitios del patrimonio y de las islas a un " fondo externo " con sede en Luxemburgo para servir de garantía a cambio de dinero de rescate de la troika UE-BCE-FMI;[1182] enfureció a muchos responsables políticos que perciben las demandas de Alemania como castigo humillante[130][131] y los recuerdos renovados a la post- Segunda Guerra Mundial de reparaciones del gobierno alemán, que nunca fueron reembolsado en su totalidad debido a la amplia reducción de la deuda concedido a Alemania.[1183] Pablo Iglesias, un prominente líder anti-austeridad en España, elogió el rechazo griego del plan de rescate y expresó su solidaridad con Grecia: "No queremos ser una colonia alemana". En Italia, Beppe Grillo se burló de Alemania y el Banco Central Europeo, la Comisión Europea y la troika FMI de prestamistas diciendo "Ahora Merkel y los banqueros tendrán alimento para el pensamiento.".[1184] Jacob Soll, profesor de historia y de contabilidad en la Universidad del Sur de California, resume el sentimiento entre los académicos en Alemania: "Los alemanes fueron honestos incautos y los griegos corruptos, poco fiables e incompetentes".[1185] Expresando su consternación acerca de las implicaciones de largo alcance geopolítico de la salida de Grecia de la zona euro, Timothy Garton Ash, profesor de Estudios Europeos de la Universidad de Oxford, denomina las prescripciones de política inspiradas alemanas como profundamente defectuosa y posiblemente inalcanzable por parte de Grecia ", incluso con la mejor voluntad política en el mundo." y advirtió cómo la salida de Grecia será percibida en otro lugar: " la UE no puede actuar en conjunto", y añadió que sería un "golpe tremendo para la UE en particular en los ojos del mundo exterior: China, India, Rusia y los EE.UU., por no hablar de los vecinos más cercanos."[1186][1187] Destacados académicos y analistas destacaron que las políticas anti-déficit de la eurozona impuestas a Grecia por la troika respaldada por Alemania para frenar el gasto público habían dado lugar a una presión deflacionaria, debilitado la demanda y llevando al desempleo generalizado en varios países de la eurozona.[1188][1189] Paul Krugman, ganador del Nobel de Economía, dijo que estaba preocupado por las acciones de la troika de usar la economía como un arma para forzar un cambio de régimen en Grecia. Fellow Nobel de Economía Joseph Stiglitz criticó directamente la troika para imponer a Grecia una "tortura desmesurado del presente".[1190][1191] Profesor de Finanzas de Wharton Bulent Gultekin opinó: "Las medidas de austeridad sin fin han hecho que sea peor para el país. Ha sido el remedio equivocado para el paciente equivocado en el momento equivocado.". John Cochrane, investigador principal en el Instituto Hoover en la Universidad de Stanford, señaló la fuente de la crisis actual: "Europa no debería haber sacado de apuros a los bancos alemanes y franceses y permitió a Grecia por defecto en primera instancia en una unión monetaria, la deuda soberana al igual que la deuda corporativa por defecto Empresas -. o deben - sin rescates, no dejar una zona de la moneda cuando lo hace Europa no debería haber permitido y alentado a los bancos nacionales cargar sobre las deudas nacionales".. Caselli Francesco, profesor de economía en la Escuela de Economía de Londres, opinaba que Grecia debe "centrarse en las reformas estructurales, más que austeridad. Grecia debería haber recibido alivio de la deuda significativa y mucho más tiempo para equilibrar el déficit". Olivier Chatain, profesor de política y estrategia de negocio en la HEC escuela de negocios en París opinó: "Hay una gran brecha entre lo que se les pide de Grecia y lo que pueden hacer." Mauro Guillén, profesor de Gestión de Wharton y director del Instituto Lauder instó a un esfuerzo por parte de los países acreedores: "Los salarios en Alemania debería aumentar la demanda del gobierno y de bienes y servicios deben aumentar, (...) las economías con superávit, como Alemania y los Países Bajos, que puede pasar más deberían hacerlo ". Patrick Minford, profesor de economía en la Universidad de Cardiff en Gales observó fijamente la naturaleza destructiva de las políticas económicas alemanas que dan lugar a excedentes comerciales masivos para Alemania, mientras países de la eurozona más débiles:. "Poco saludable para Alemania para correr muy grandes excedentes comerciales están saboteando el resto de Europa." Richard Koo, economista jefe de Nomura Research Institute ha evaluado la situación actual diciendo: "la deuda de Grecia no puede ser devuelta bajo ninguna circunstancia, (..) Además, deben someterse a un procedimiento de quiebra. No podemos seguir adelante hasta que los alemanes y los holandeses empiezan a darse cuenta de esto. El dinero nunca se les pagara y las medidas de austeridad están empujando a la economía griega aún más en la depresión."[1192]

##### Agenda Digital para Europa
Destacando las implicaciones sociales de la competencia global por sectores de las TIC capital intelectual, rápidas mejoras en la educación y la tecnología de la asimilación, el predominio de los países asiáticos en luces, fundiciones de semiconductores y la ventaja demográfica masiva, que países como India y China han aprovechado a medida que suben en la escala tecnológica y llenar los vacíos existentes de tecnología; Thomas Friedman refleja en los tiempos de cambio en las sociedades occidentales diciendo: " mis padres solían decirme : Termine su cena la gente en China están muriendo de hambre que, por el contrario, encuentro queriendo decir: Termina tu tarea- la gente en China e India están muriendo de hambre para su trabajo."
Se espera que cerca de un millón de puestos de trabajo vacantes en Europa en 2020, debido a la falta de habilidades tecnológicas, de acuerdo con la Comisión Europea, que advierte de que Europa no está graduando suficientes especialistas de TI para cumplir con la demanda. Al marcar la importancia de adaptar la educación en Europa a las necesidades de cualificación en cada punto de la curva de valor añadido, la Comisión Europea aprobó el programa Europa 2020 e inició la implementación de la Agenda Digital para Europa.
La última clasificación de la OCDE para el dominio de la aritmética y las Ciencias ha visto a los estudiantes de la escuela de 15 años de edad, europeas están por detrás de sus homólogos asiáticos : los 5 primeros lugares adoptadas por Singapur, Hong Kong, Corea del Sur, Japón y Taiwán.

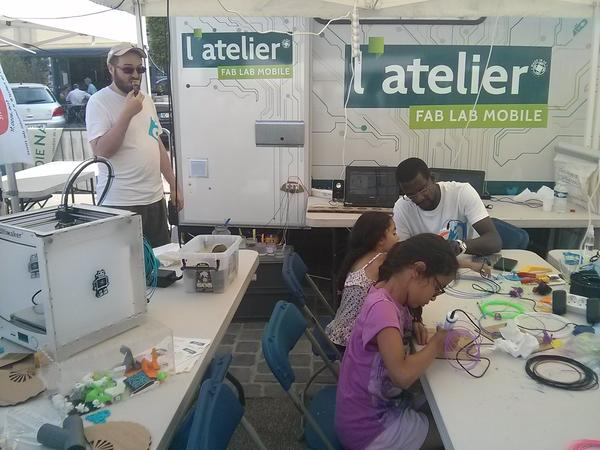
L' Atelier, un acceso de carretera laboratorio móvil de Fab abierto con la participación de la Universidad de Tecnología de Compiègne implementa en el 2015 Libre Software Meeting en Beauvais, Francia.

Las escuelas están reorientando los programas de educación en torno a las ciencias y tecnologías de STEM para satisfacer las necesidades de cualificación de la industria emergente 4.0. Las escuelas en el Reino Unido están introduciendo edificio de código de software directamente desde la escuela primaria (Scratch siendo la herramienta de aprendizaje más popular utilizado para introducir a los niños a la programación de software). Las universidades están generalizando el concepto Fab Lab, donde trabajan en la planificación de trabajo continuo en mecatrónica amalgama de software de codificación, la electrónica y las telecomunicaciones con materiales y tecnologías de fabricación.
Se alienta a los estudiantes internos y al personal directivo de acumular experiencia de vivir y trabajar en los mercados extranjeros para obtener una mejor comprensión de las diferencias interculturales.
Nick Gibb, ministro de Escuelas de Inglaterra dice: "Queremos que todas las escuelas tengan en cuenta las necesidades de sus alumnos para determinar cómo la tecnología puede complementar las bases de una buena enseñanza y un plan de estudios riguroso, para que cada alumno es capaz de alcanzar su potencial". Tom Bennett, experto del gobierno del Reino Unido en el comportamiento de los alumnos, dijo que los maestros habían sido "deslumbrados" por las computadoras de la escuela. Andreas Schleicher, directora de educación de la Organización para la Cooperación Económica y Desarrollo, instó a las escuelas para que los niños obtengan una buena comprensión de la lectura, la escritura y las matemáticas, opinando que la tecnología de la escuela había planteado "demasiadas esperanzas falsas (...) Si nos fijamos en los sistemas educativos con mejor desempeño, tales como los de Asia oriental, han sido muy cuidadosas al usar la tecnología en sus clases, "(...) aquellos estudiantes que utilizan tabletas y ordenadores muy a menudo tienden a estar peor que aquellos que los utilizan de forma moderada. ". En septiembre de 2015, una encuesta realizada por la OCDE sobre el impacto de las fuertes inversiones en tecnología digital en el aula, demostraron que los resultados de pruebas Pisa en lectura, matemáticas o ciencias mostraron" ninguna mejora notable ". En octubre de 2015, un estudio realizado por investigadores de la Universidad de Washington, la Universidad de Stanford y el grupo de investigación de políticas Mathematica descubrió que en línea los alumnos estuvieron muy por detrás de sus homólogos que estudiaron en el aula. El Estudio Nacional de Escuelas Online Charter encontró "significativamente más débil rendimiento académico" en matemáticas y lectura en "escuelas virtuales” en comparación con el sistema convencional de la escuela.

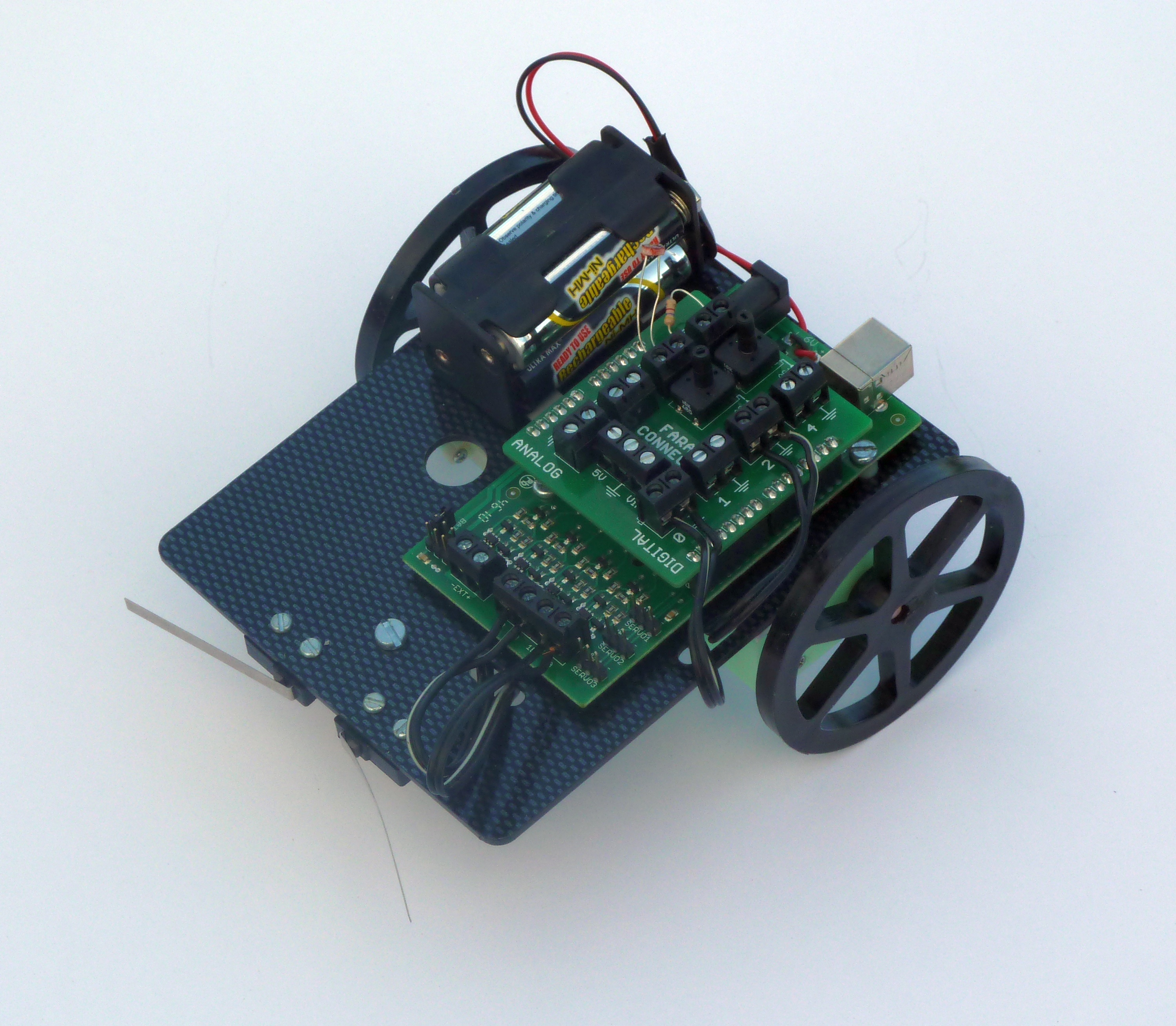
Faraduino, un juguete robótico educativo compatible con Arduino desarrollado por Recursos de Enseñanza Universidad de Middlesex (Reino Unido).

El microcontrolador de código abierto (Arduino) y la placa computadora (Raspberry Pi) han impulsado el interés público en hackerspaces e inició una cultura fabricante de todo el mundo. Se espera que las transformaciones sociales como la innovación colaborativa a través de las instalaciones de fabricación rentables utilizando la impresión 3D, corte por láser y mecanizado CNC que ya están ayudando a los empresarios en el hogar para crear rápidamente prototipos de productos crowdsourced y medir atractividad del producto a través de mecanismos de micromecenazgo.

### Percepciones públicas
| País encuestados | Positivo | Negativo | Neutral | Pos-Neg |
| ---------------- | -------- | -------- | ------- | ------- |
| Alemania         | 16       | 68       | 16      | -52     |
| España           | 20       | 50       | 30      | -30     |
| Israel           | 9        | 34       | 57      | -25     |
| Francia          | 40       | 49       | 11      | -9      |
| Canadá           | 38       | 46       | 16      | -8      |
| China            | 27       | 35       | 38      | -8      |
| Reino Unido      | 45       | 46       | 9       | -1      |
| Estados Unidos   | 45       | 41       | 14      | 4       |
| Brasil           | 41       | 36       | 23      | 5       |
| Turquía          | 35       | 29       | 36      | 6       |
| Indonesia        | 47       | 24       | 29      | 23      |
| Japón            | 34       | 9        | 57      | 25      |
| Rusia            | 45       | 9        | 46      | 36      |
| Nigeria          | 64       | 22       | 14      | 42      |

En Asia, la percepción pública positiva de Europa es más alto en la India.
El sesgo institucional y el comportamiento discriminatorio contra los grupos minoritarios y las personas de color persiste en Europa.
La tendencia de los académicos sociales occidentales a hacer hincapié en la importancia del sistema de castas de todas las cuestiones relativas a la India ha hecho que a los europeos propensos a la explicación de distancia a través del sistema de castas de la India.
El morbo de turistas europeos con los rituales de cremación hindúes se percibe como falta de sensibilidad además de ser una invasión de la privacidad. Hordas de turistas acuden a los campos de cremación en las orillas del Ganges, en especial en Varanasi (Bénarès), para fotografiar piras funerarias.
Los países asiáticos son a menudo objeto de diatribas populistas contra los productos importados baratos que utilizan mano de obra explotada que viven en la pobreza miserable. importaciones de bajo costo de los países asiáticos aumentan artificialmente la capacidad de poder de compra de los consumidores europeos, mientras que al mismo tiempo permite a las empresas multinacionales y los comerciantes corporativos para hacer desproporcionadamente grandes beneficios. En 2013, el Wall Street Journal expuso los márgenes de operación de explotación de los minoristas de la marca de ropa occidentales - que son prendas de Asia – que tienen entre 5 y 20 veces el precio pagado al fabricante.
La India sufre un déficit de imagen severa en Europa.